# Sassenage
Sassenage est une commune française située dans le département de l'Isère en région Auvergne-Rhône-Alpes.
La commune qui se situe au nord-ouest de Grenoble fait partie de la métropole Grenoble-Alpes Métropole.
La paroisse de Sassenage fut historiquement le siège d'une des quatre baronnies du Dauphiné et celle-ci joua un rôle très important dans la construction de cette province. La Maison de Sassenage qui bénéficiait du titre et de la suzeraineté du lieu serait issue des Lusignan-Poitiers sans qu'on connaisse le lien exact entre ces deux familles, sinon le fait qu'elles partagent, en grande partie, les mêmes armoiries. À partir du XIIe siècle, le puissant seigneur de Sassenage usa de toute sa puissance et de son influence pour inféoder toute la zone montagneuse voisine de la paroisse. Sous l'Ancien Régime, le mandatement de Sassenage était divisé en deux parties : la plaine avec les paroisses de Fontaine, Sassenage et Engins, et la montagne avec les paroisses de Lans, du Villard, d'Autrans et de Méaudre; ces quatre dernières étant également dénommées les quatre paroisses des montagnes de Sassenage, puis avec le temps les « Quatre-Montagnes », vocable encore utilisé de nos jours pour dénommer le Vercors septentrional.
Géographiquement, le territoire de la commune de Sassenage qui est bordée par l'Isère sur sa limite orientale, mais aussi entièrement traversée par le torrent du Furon, se situe au pied du massif du Vercors, longtemps dénommé sur cette partie du massif, la « Montagne de Sassenage ».
Le nom de Sassenage fut durant une longue période historique d'une grande renommée régionale, voire nationale, d'une part par la présence de son château du XVIIe siècle, de sa grotte, dénommée « cuves de Sassenage » et reconnue comme une des sept merveilles du Dauphiné, mais aussi par la production de son fromage de fabrication locale dénommé « bleu du Vercors-Sassenage » et qui relève d'une appellation d'origine contrôlée.
Ses habitants sont appelés les Sassenageois.

## Géographie

### Situation et description

#### Situation
| - OpenStreetMap Limite communale. |

Le territoire de la commune est limitrophe, au nord-ouest, de la ville de Grenoble. La commune est située 28 km de Villard-de-Lans et 97 km de Lyon et 560 km de Paris. Sassenage est également située sur la rive gauche de l'Isère, au confluent de cette rivière avec le torrent du Drac, en bordure du massif du Vercors.
Sassenage présente un petit bourg central historique, se situant à proximité immédiate des falaises du massif du Vercors. La commune est traversée par le torrent du Furon qui parcourt le territoire d'ouest en est jusqu'à l'Isère. Le territoire est également traversé par l'ancienne RN 531, ancienne route nationale française reliant Bourg-de-Péage à Grenoble, est également longé dans son côté oriental par L'autoroute A48, autoroute permettant la liaison de Lyon ou Valence à Grenoble.
Le point culminant du territoire communal se situe à 1 425 m au sommet des falaises du massif du Vercors, et l'altitude minimale se situe à 199 m au confluent du Furon avec l'Isère.

### Climat
Pour des articles plus généraux, voir Climat d'Auvergne-Rhône-Alpes et Climat de l'Isère.
En 2010, le climat de la commune est de type climat océanique altéré, selon une étude du Centre national de la recherche scientifique s'appuyant sur une série de données couvrant la période 1971-2000. En 2020, Météo-France publie une typologie des climats de la France métropolitaine dans laquelle la commune est exposée à un climat de montagne ou de marges de montagne et est dans la région climatique Alpes du nord, caractérisée par une pluviométrie annuelle de 1 200 à 1 500 mm, irrégulièrement répartie en été.
Pour la période 1971-2000, la température annuelle moyenne est de 11,8 °C, avec une amplitude thermique annuelle de 19,5 °C. Le cumul annuel moyen de précipitations est de 1 209 mm, avec 9,9 jours de précipitations en janvier et 7,1 jours en juillet. Pour la période 1991-2020, la température moyenne annuelle observée sur la station météorologique de Météo-France la plus proche, « Grenoble - Lvd », sur la commune du Versoud à 16 km à vol d'oiseau, est de 12,6 °C et le cumul annuel moyen de précipitations est de 981,1 mm,. Pour l'avenir, les paramètres climatiques de la commune estimés pour 2050 selon différents scénarios d'émission de gaz à effet de serre sont consultables sur un site dédié publié par Météo-France en novembre 2022.

### Géologie

#### Le synclinal de Sassenage
Le synclinal de Sassenage représente le bord oriental du grand sillon synclinal de Villard-de-Lans, dont l'autre bord est constitué par les pentes de la Dent du Loup, en rive gauche de la vallée du Furon.
Les profondes gorges creusée par le Furon, torrent en provenance du massif du Vercors, entaillent le flanc ouest du synclinal de Sassenage, dont les couches s'élèvent vers l'ouest. C'est quasiment au niveau de la charnière de ce pli, que s'ouvrent les Cuves de Sassenage d'où ressortent la majeure partie des eaux infiltrées dans les fissures et les gouffres du karst urgonien, sur le plateau de Sornin qui domine la vallée. Ce mouvement des couches joue le rôle d'une véritable gouttière collectrice pour l'écoulement de ces eaux.
L'« anticlinal rompu de Sassenage du Vercors », est classé « deux étoiles » à l'« Inventaire du patrimoine géologique » comme site géologique remarquable de 12,97 hectares.

#### Stries glaciaires et stries d'écroulements à Sassenage
Un autre site géologique remarquable nommé « stries glaciaires et stries d'écroulements à Sassenage », à la carrière Vicat et à combe Chaude, présente une « dalle du substratum de lauzes marneuses du Sénonien ». En 2014, ce site d'intérêt géomorphologique est classé « trois étoiles » à l'« Inventaire du patrimoine géologique ».

### Hydrographie

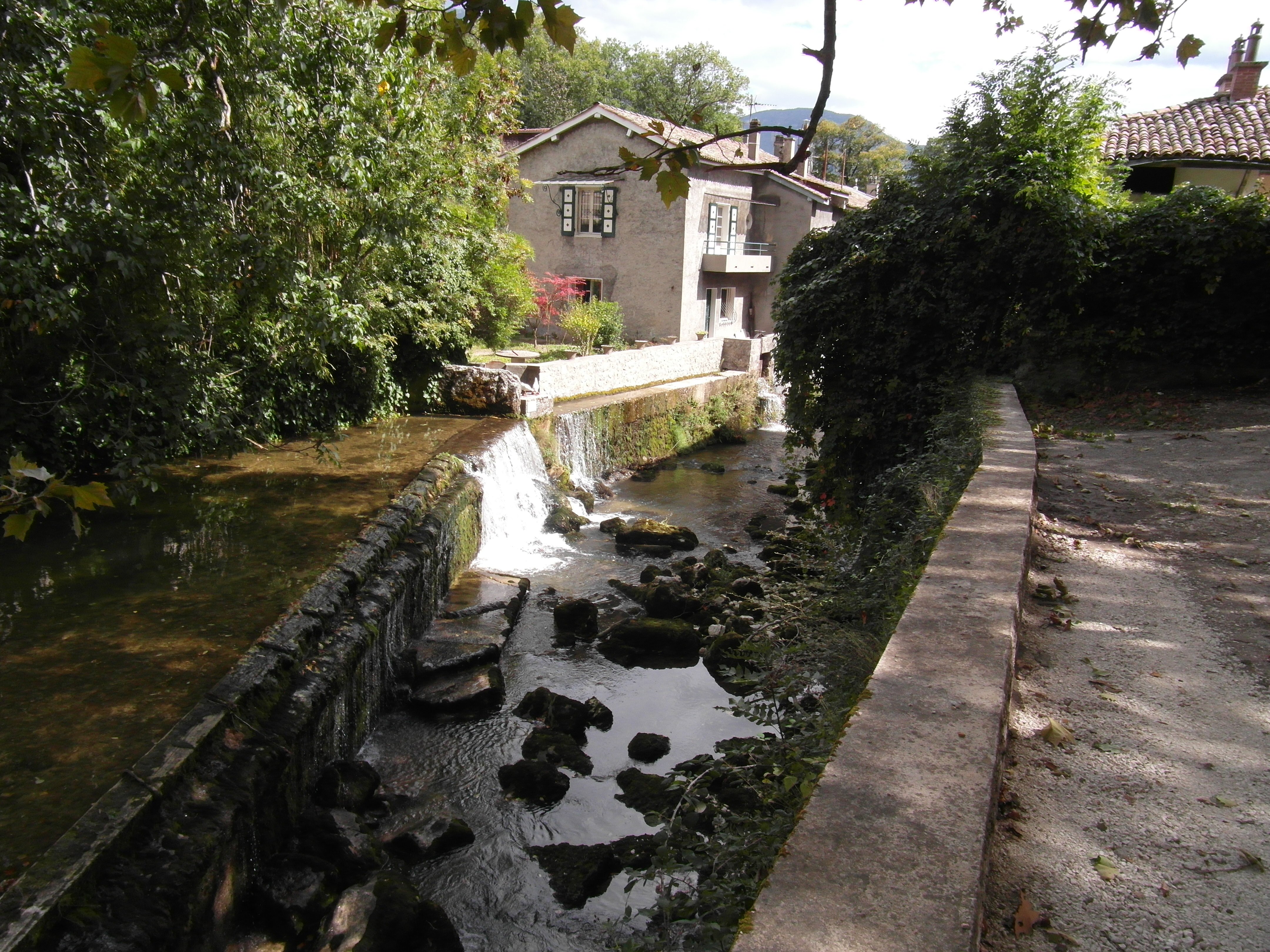
Le Furon, au débouché des Cuves de Sassenage.

Le territoire communal est sillonné de plusieurs cours d'eau : une rivière, ainsi qu'un torrent et quelques rus ou ruisseaux qui sont tous ses affluents et dont on peut découvrir la liste, ci-dessous :
Le principal cours d'eau est l'Isère, rivière qui borde l'est du territoire communal en aval de son confluent avec le Drac, mais assez loin du bourg ce qui s'explique pour des raisons historiques face aux risques de crues. Cette rivière est donc située à la limite du territoire oriental de Sassenage.
Le Furon, est un torrent qui descend de Lans-en-Vercors. Il est rejoint par le Germe. Des crues torrentielles de ce torrent ont souvent inondé les rues et les habitations du bourg de Sassenage. Des aménagements ont été réalisés au XIXe siècle dans la traversée du village pour limiter les débordements du torrent, mais ils s'avèrent, aujourd'hui, insuffisants. Face à ce risque de crues, des ouvrages de protection du Furon, des travaux d'aménagement de la digue du Furon ont été entrepris par la commune dès le début de l'année 2015 pour s'achever avant la fin de l'année 2016. Un parc paysager a été aménagé le long de la berge en 2017, ceci afin d'également de prolonger les cheminements piétonniers permettant ainsi d'accéder au parc de l'Ovalie depuis le centre du bourg.
Une exsurgence, connue sous le nom de « cuves de Sassenage » donne naissance au Germe. Elle est comptée parmi les sept merveilles du Dauphiné. Il est établi que les cuves de Sassenage sont en liaison avec le réseau du gouffre Berger, dont les entrées sont situées sur le plateau du Sornin — massif du Vercors. En 2017, aucune expédition humaine ne joint une entrée supérieure à ces cuves. Une partie des eaux des cuves de Sassenage provient également du plateau de Saint-Nizier-du-Moucherotte.
La Petite Saône, d'une longueur de 2,74 km, est un petit ruisseau qui prend sa source au niveau du parc de la Poya dans la commune voisine de Fontaine.
Le ruisseau de la fontaine du merle, le ruisseau du Gua, et le ruisset sont de petits ruisseaux qui prennent leurs sources dans les quartiers du Gua et des Engenières et qui sont, en partie, canalisés de façon souterraine.

## Urbanisme

### Description
Le territoire de la commune présente un ensemble urbain important entouré par quelques hameaux épars. Il abrite également plusieurs châteaux dont celui de la Maison de Sassenage, barons du bailliage du Grésivaudan et l'hôtel de ville. Le bourg central se distingue par ses rues étroites et fraîches avec des maisons anciennes qui donnent un certain charme historique à cette commune. Située le long du Furon, torrent descendant du Vercors par les gorges d'Engins et qui est rejoint par le Germe sortant de la grotte dite des « Cuves », la petite ville présente un bureau de poste, une église et son célèbre théâtre en rond.
Au-delà du bourg central, vers l'est, le parc de l'Ovalie avec son lac, ses arbres et ses oiseaux aquatiques se présente comme un lieu très prisé par les habitants. Près de la rive gauche de l'Isère, on peut noter la présence de deux zones industrielles et commerciales plus proches de la digue de l'Isère qui marque la limite orientale du territoire communal.
Le territoire communal présente vers le sud-ouest de son territoire de nombreuses barres d'immeubles à la hauteur plus ou moins variées (généralement entre 6 et 12 étages), mais aussi des villas de tailles modestes et quelques maisons rurales qui sont généralement d'anciens corps de fermes. La commune comprend encore quelques terrains agricoles, généralement situés vers les berges de l'Isère ainsi qu'un centre d'équitation situé en bordure de la route de Romans au nord de la commune.

Quelques photos de la ville de Sassenage à diverses époques
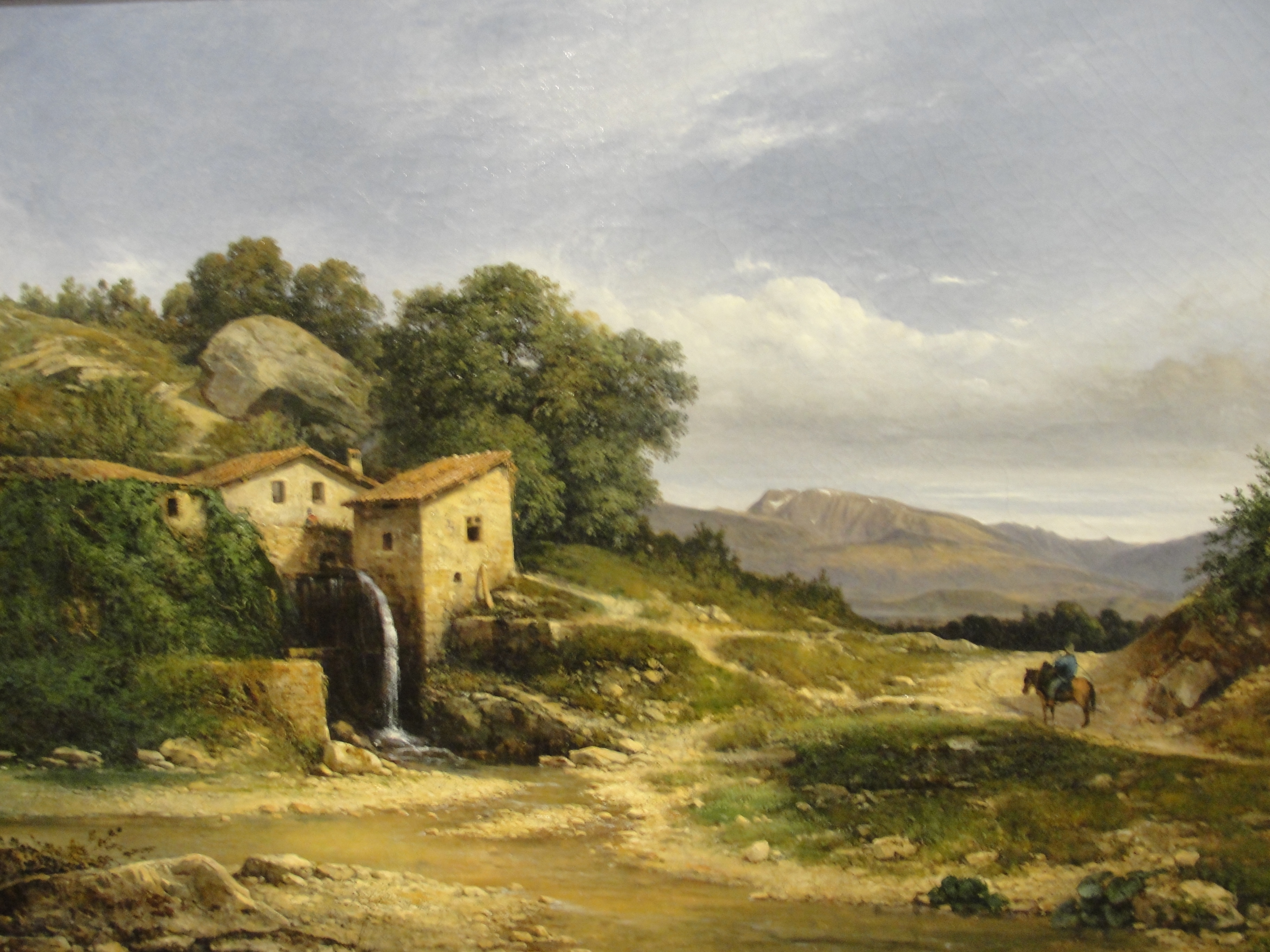
« Les Côtes » vers 1850, par Jean Achard.
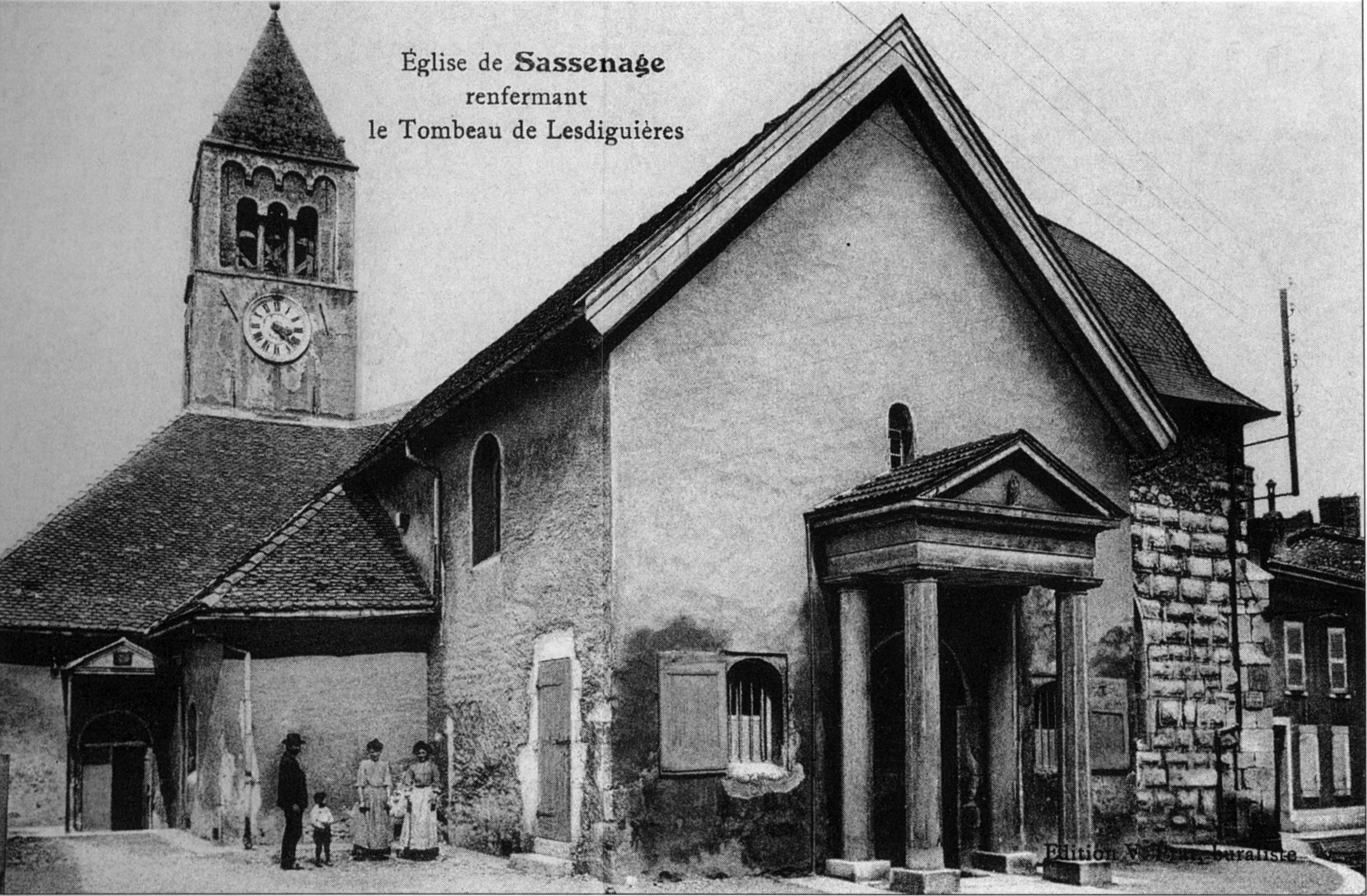
Église de Sassenage en 1900.
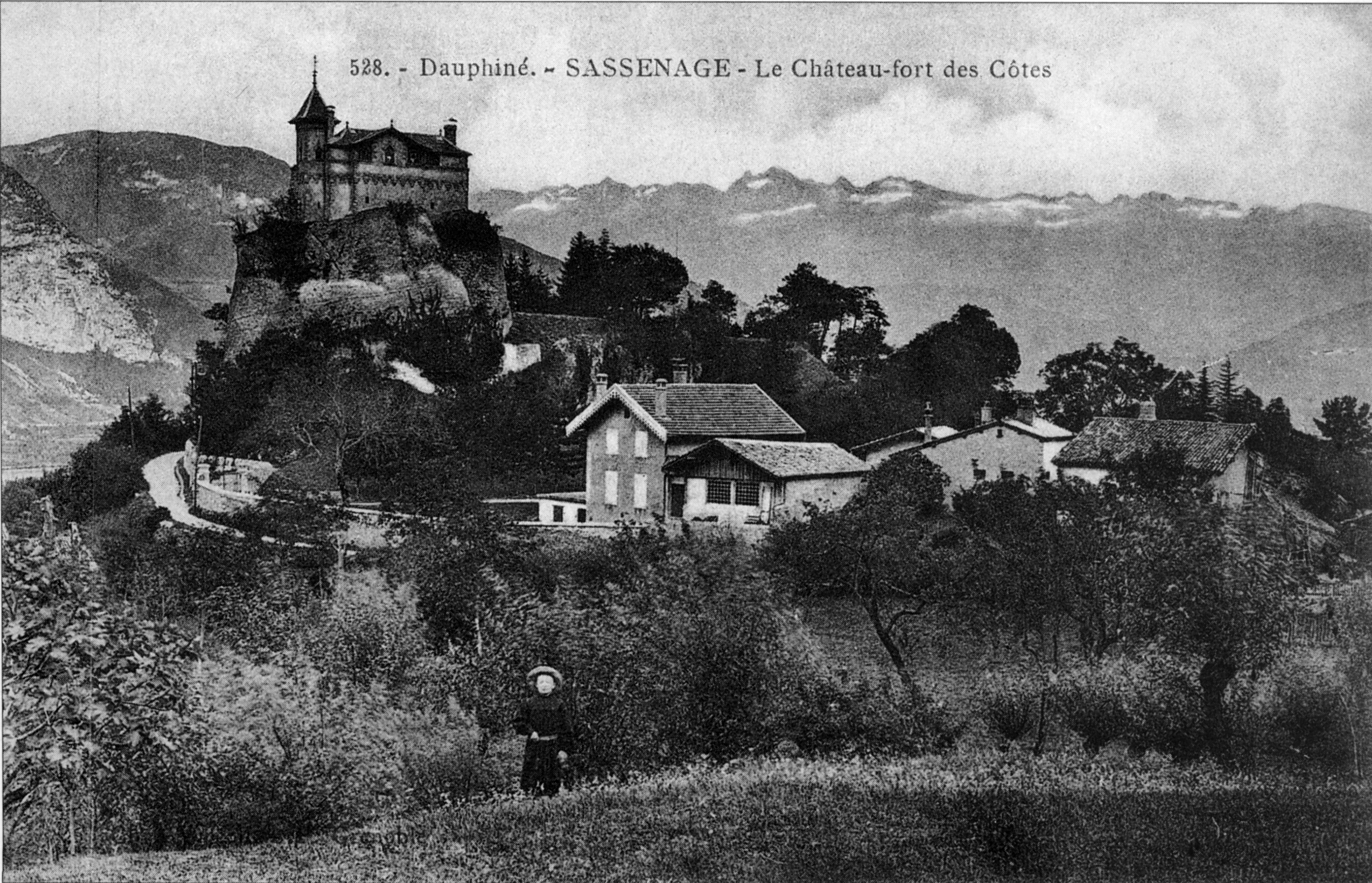
Le château des Côtes en 1900.
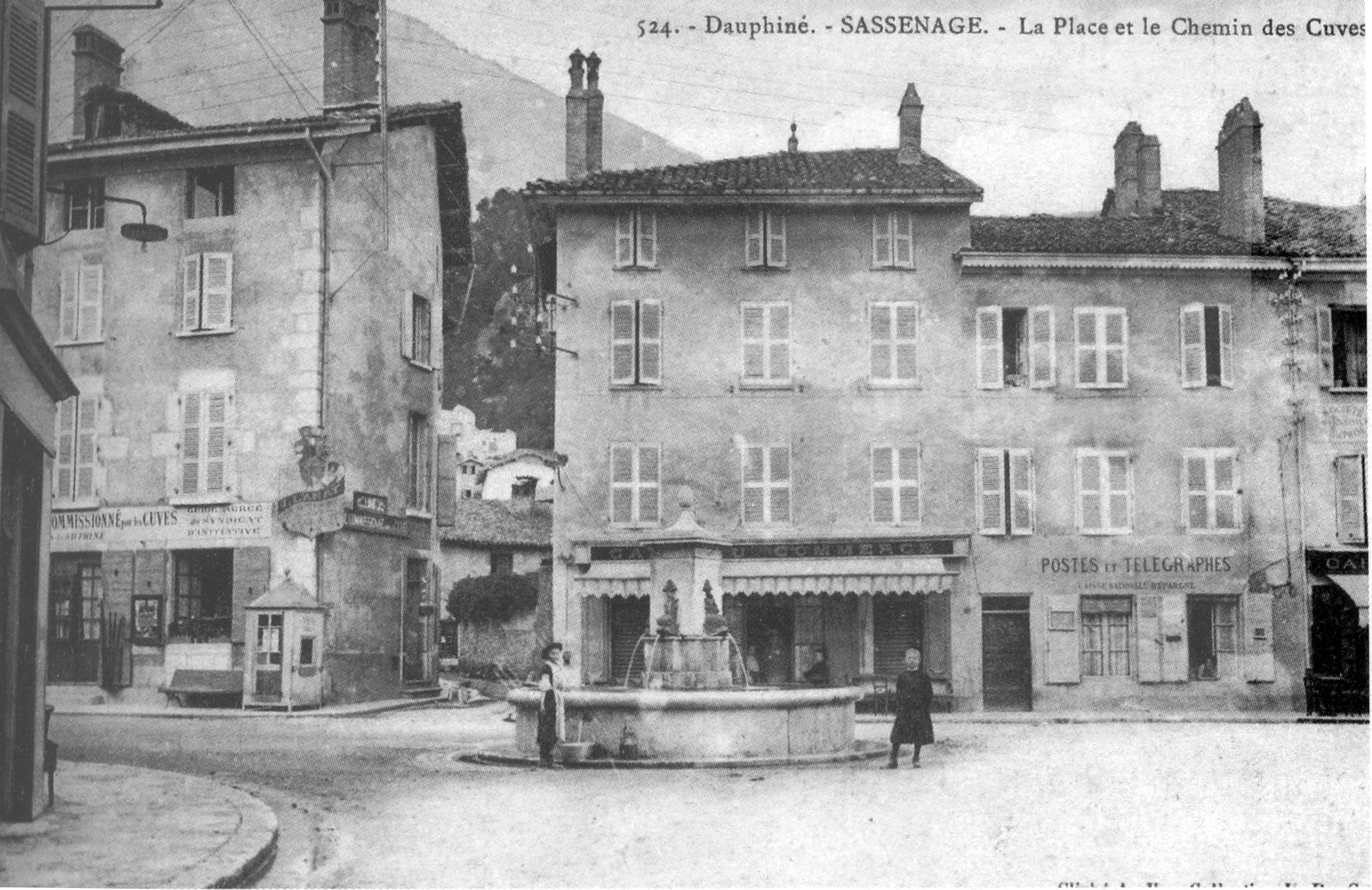
La place et le chemin des cuves en 1908.
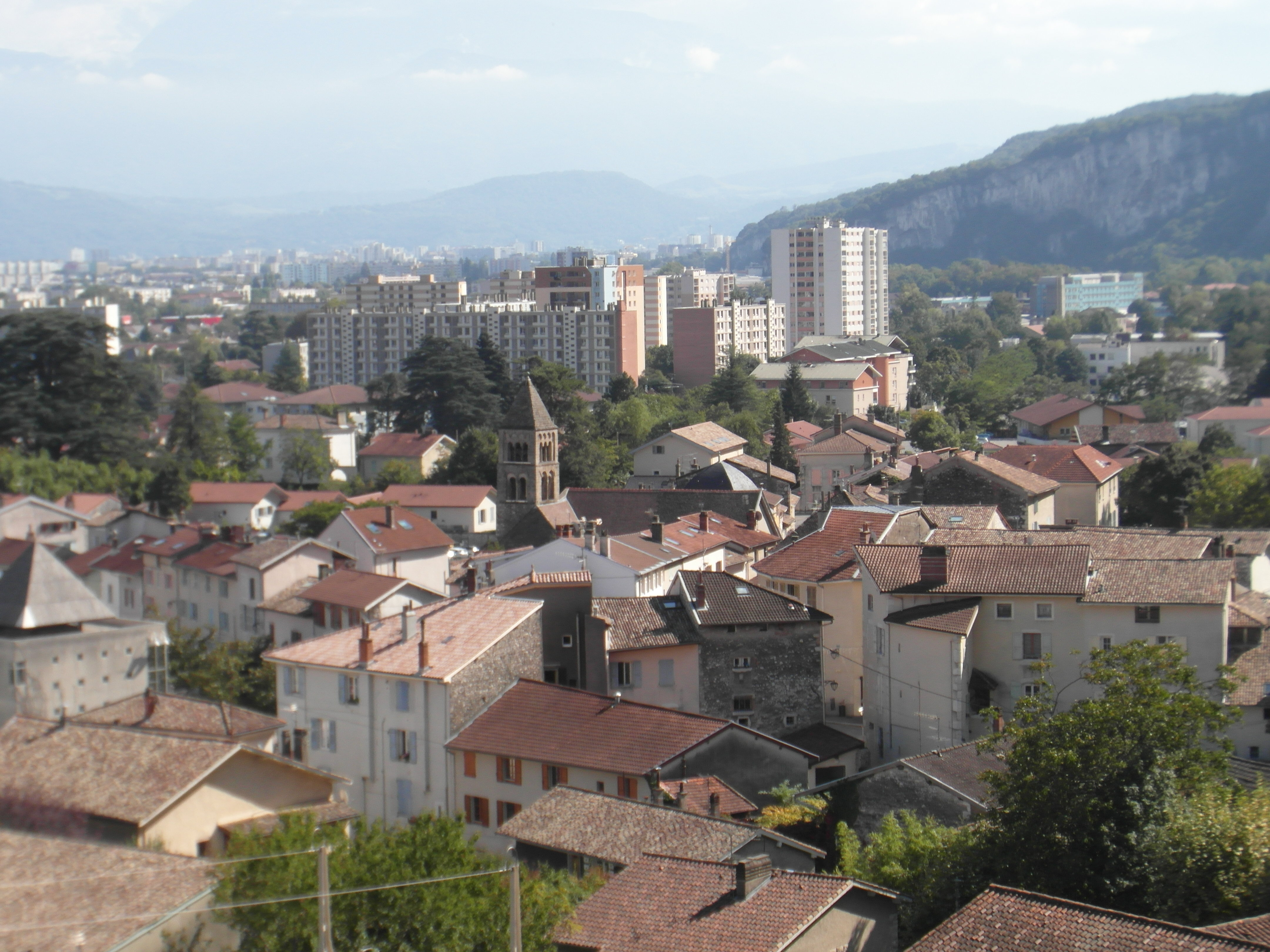
Sassenage depuis le chemin des Côtes
Le Furon dans le vieux bourg en 2015.

### Typologie
Au 1er janvier 2024, Sassenage est catégorisée grand centre urbain, selon la nouvelle grille communale de densité à sept niveaux définie par l'Insee en 2022.
Elle appartient à l'unité urbaine de Grenoble, une agglomération intra-départementale regroupant 38 communes, dont elle est une commune de la banlieue,,. Par ailleurs la commune fait partie de l'aire d'attraction de Grenoble, dont elle est une commune du pôle principal,. Cette aire, qui regroupe 204 communes, est catégorisée dans les aires de 700 000 habitants ou plus (hors Paris),.

### Occupation des sols
L'occupation des sols de la commune, telle qu'elle ressort de la base de données européenne d’occupation biophysique des sols Corine Land Cover (CLC), est marquée par l'importance des forêts et milieux semi-naturels (45,1 % en 2018), en diminution par rapport à 1990 (46,6 %). La répartition détaillée en 2018 est la suivante :
forêts (44,8 %), zones urbanisées (19,3 %), zones agricoles hétérogènes (10,3 %), zones industrielles ou commerciales et réseaux de communication (7,8 %), mines, décharges et chantiers (5,9 %), prairies (4,5 %), espaces verts artificialisés, non agricoles (3,7 %), eaux continentales (3,4 %), milieux à végétation arbustive et/ou herbacée (0,3 %). L'évolution de l’occupation des sols de la commune et de ses infrastructures peut être observée sur les différentes représentations cartographiques du territoire : la carte de Cassini (XVIIIe siècle), la carte d'état-major (1820-1866) et les cartes ou photos aériennes de l'IGN pour la période actuelle (1950 à aujourd'hui).

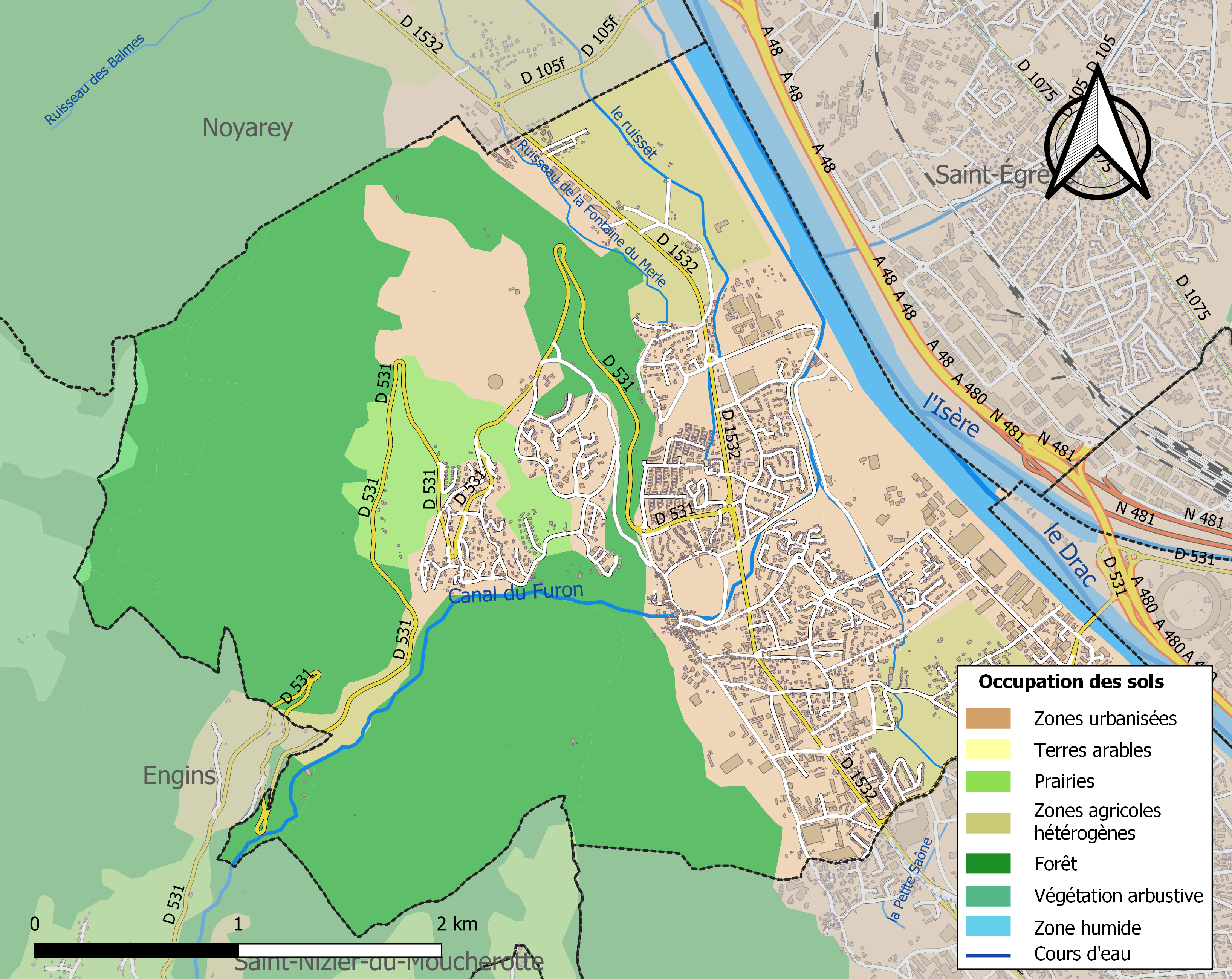
Carte des infrastructures et de l'occupation des sols de la commune en 2018 (CLC).

### Morphologie urbaine

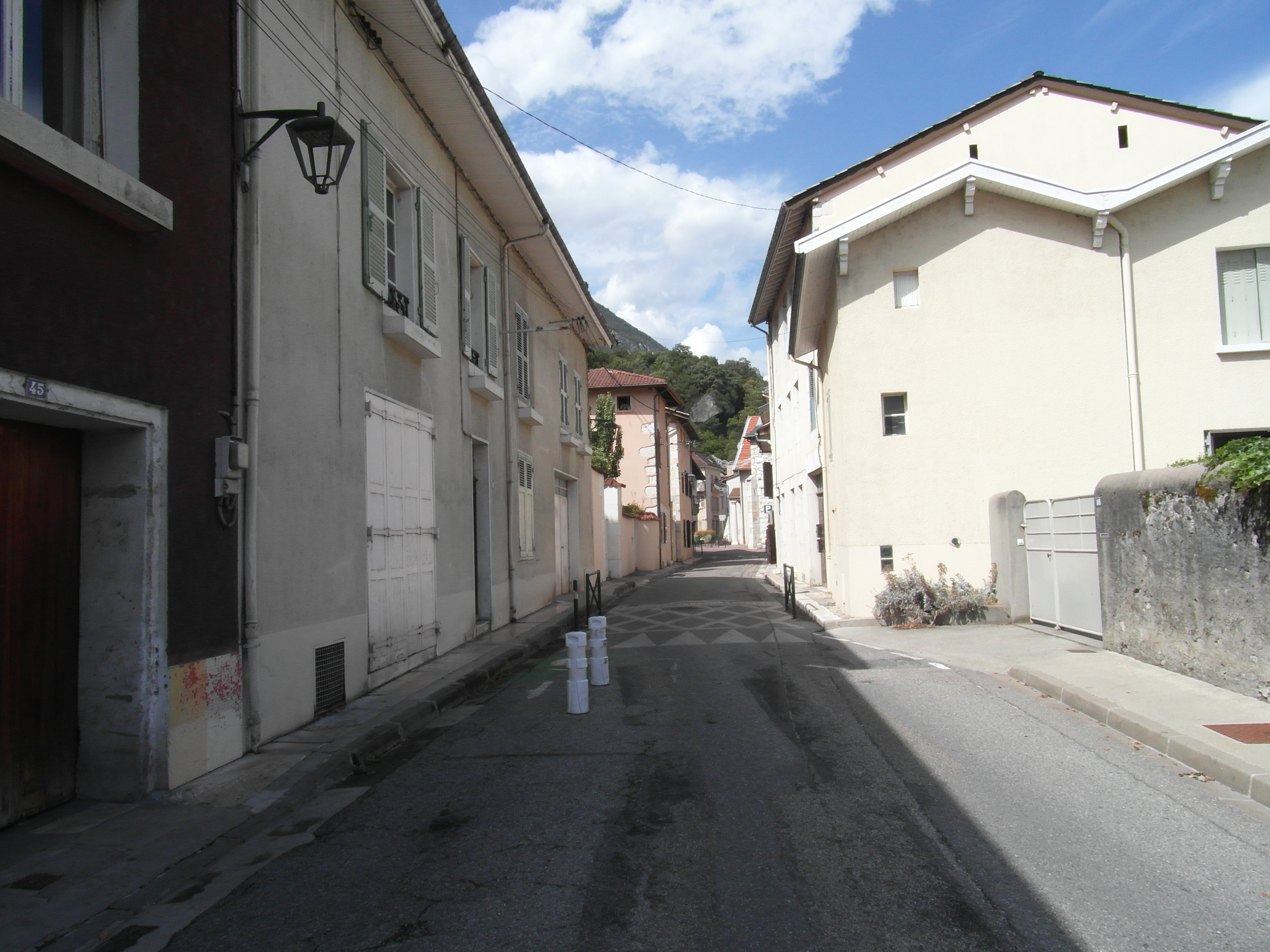
La rue de la République dans le vieux bourg.

Le territoire de la commune de Sassenage est essentiellement composé de petites villas et d'anciennes maisons rurales, plus particulièrement vers le vieux bourg dont l'artère principale est formée par la rue de la République, le hameau du Château et le secteur des Côtes.
Des grands ensembles généralement de type monofonctionnel, en grande partie constitués d'HLM, sont situés vers le nord-ouest du territoire, à proximité de la commune voisine de Fontaine.
Les zones industrielles et commerciales sont principalement situées vers les rives de l'Isère ou au pied de la falaise du Vercors au-delà des zones urbaines.

### Lieux-dits, hameaux et écarts
Voici, ci-dessous, la liste complète des hameaux, quartiers et lieux-dits résidentiels urbains comme ruraux de la commune de Sassenage, présentés selon un axe nord-sud et selon les références du « Plan de Ville » fourni par la mairie et l'office de tourisme local aux visiteurs.
| - Pra-Paris (partie sud) - les Moironds - Combe Chaude - les Côtes-de-Sassenage - Rivoire de la Dame - les Gorges - Clémencières - l'Église - le Hameau du Château | - le Cruy - Rollandière - Plaçage - le Bourg - l'Ovalie - le Gua - les Îles - les Marronières - les Engenières | - les Îles - les Grands Champs - les Sables - les Gliérates - la Saulée - le Vivier - Vinay - les Pies - l'Argentière |

Un des principaux hameaux de Sassenage, situé sur une hauteur, au bord de la falaise se dénomme, « Les Côtes de Sassenage ». Ce hameau fut, jusqu'en 1794, une commune indépendante et a réussi à conserver son originalité et son ancienne église paroissiale dédiée à Notre Dame des Vignes.
Très farouchement lié à son indépendance, le hameau possède une grande maison de quartier et ses habitants ont créé une association loi de 1901 très dynamique, chargée de la défense patrimoniale et environnementale de ce hameau.

« Quelques photos du hameau des Côtes de Sassenage »
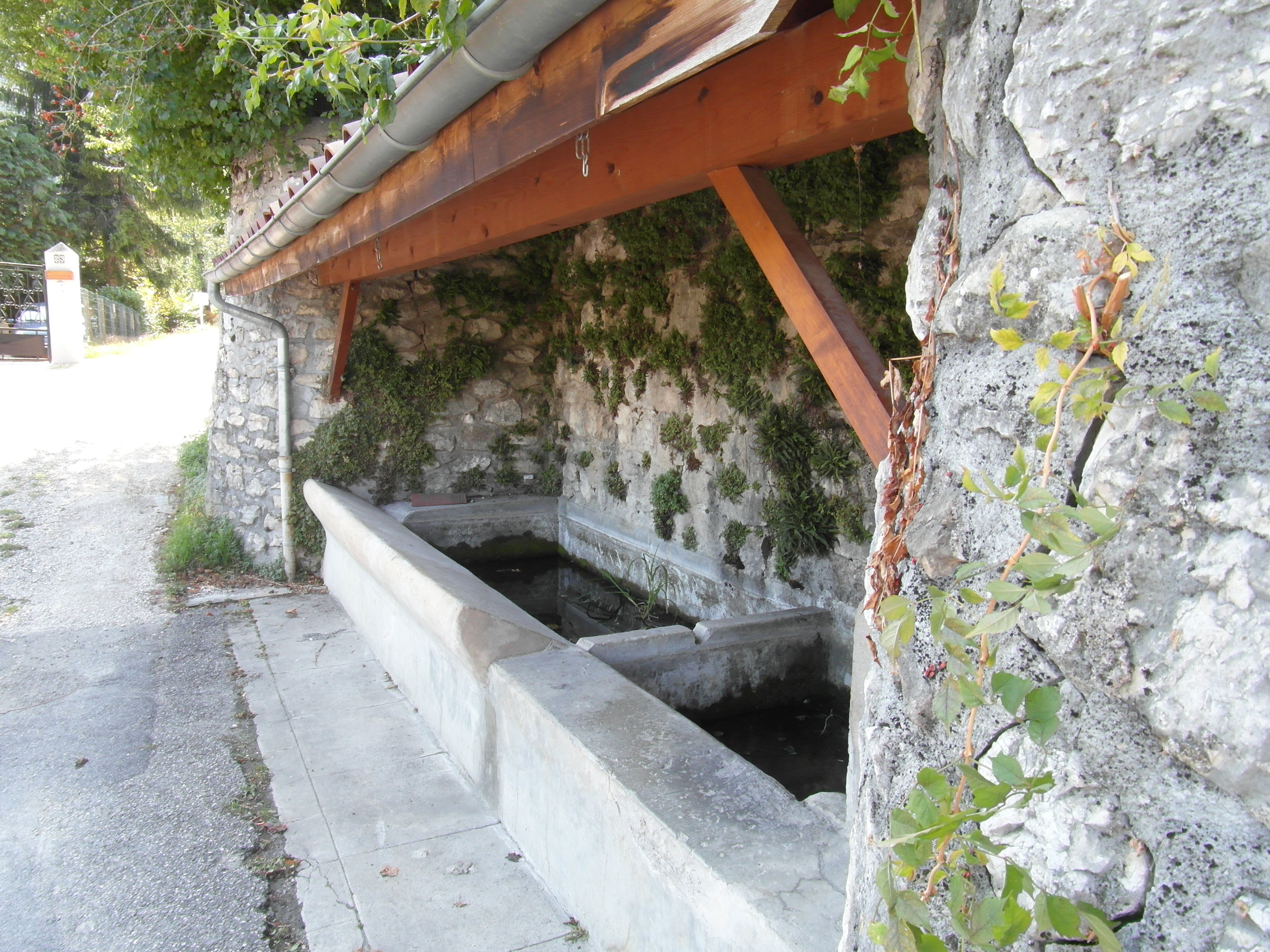
Vieux lavoir des Côtes.
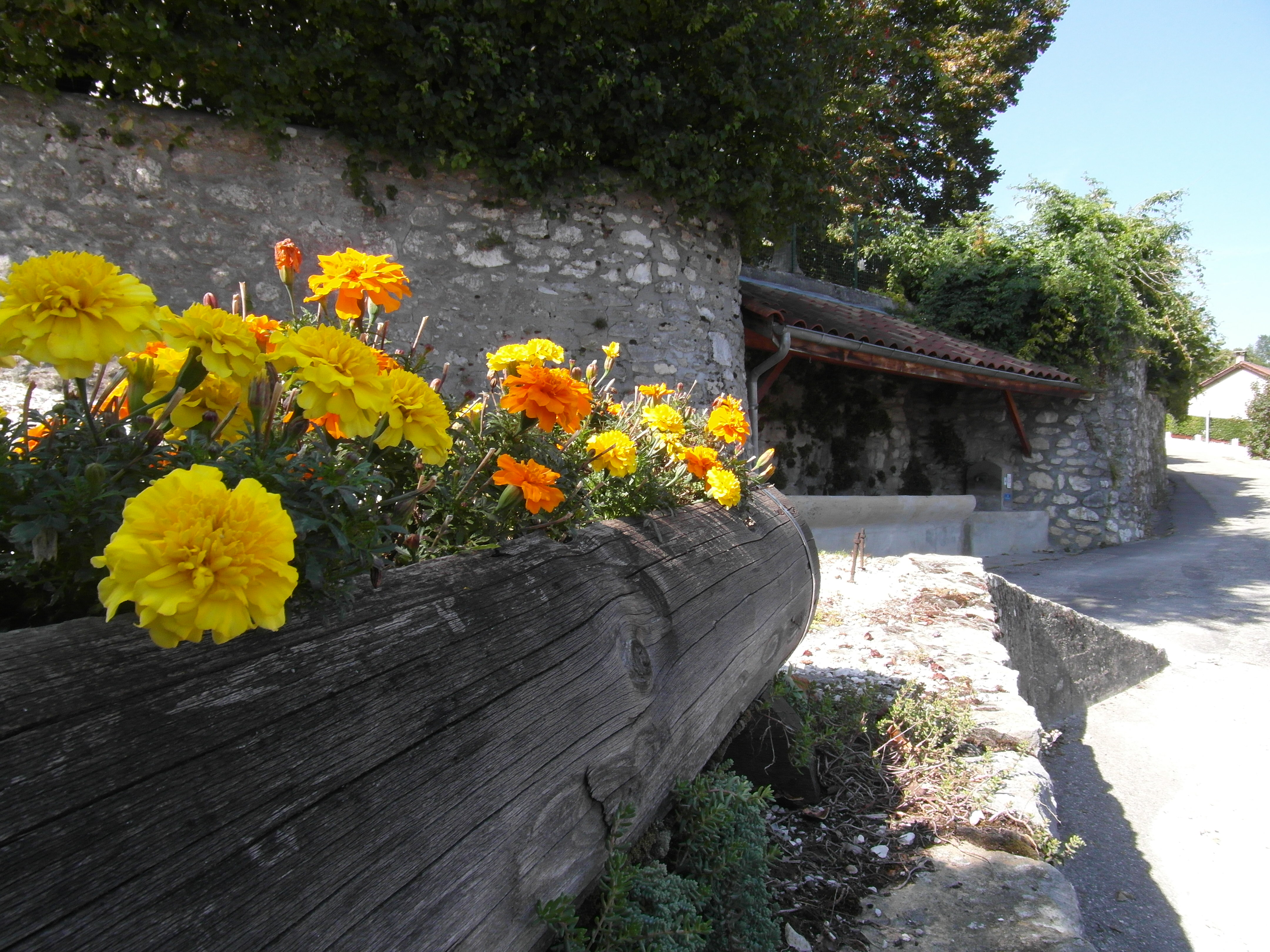
Vieux lavoir des Côtes.
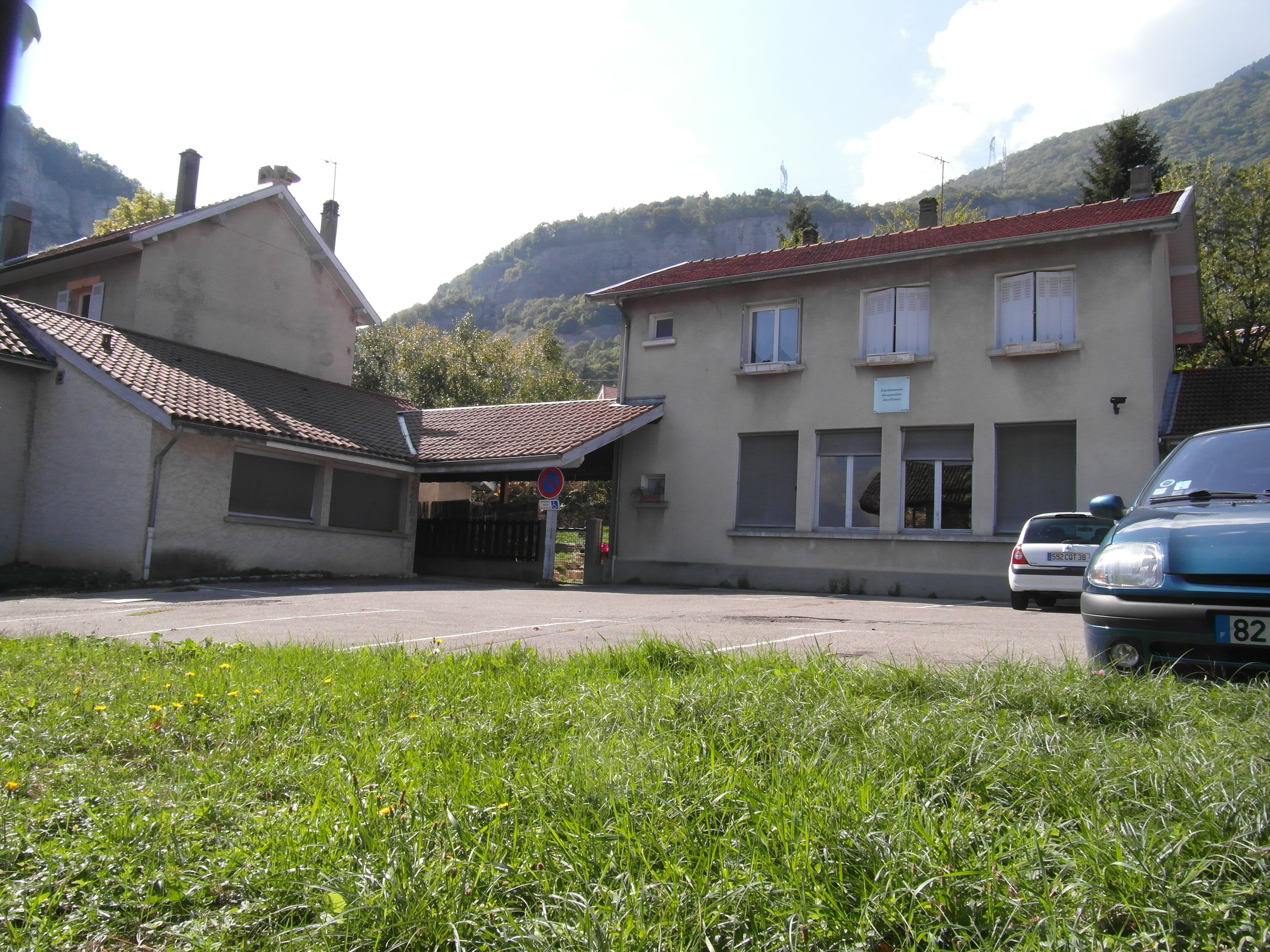
Maison de quartier des Côtes.
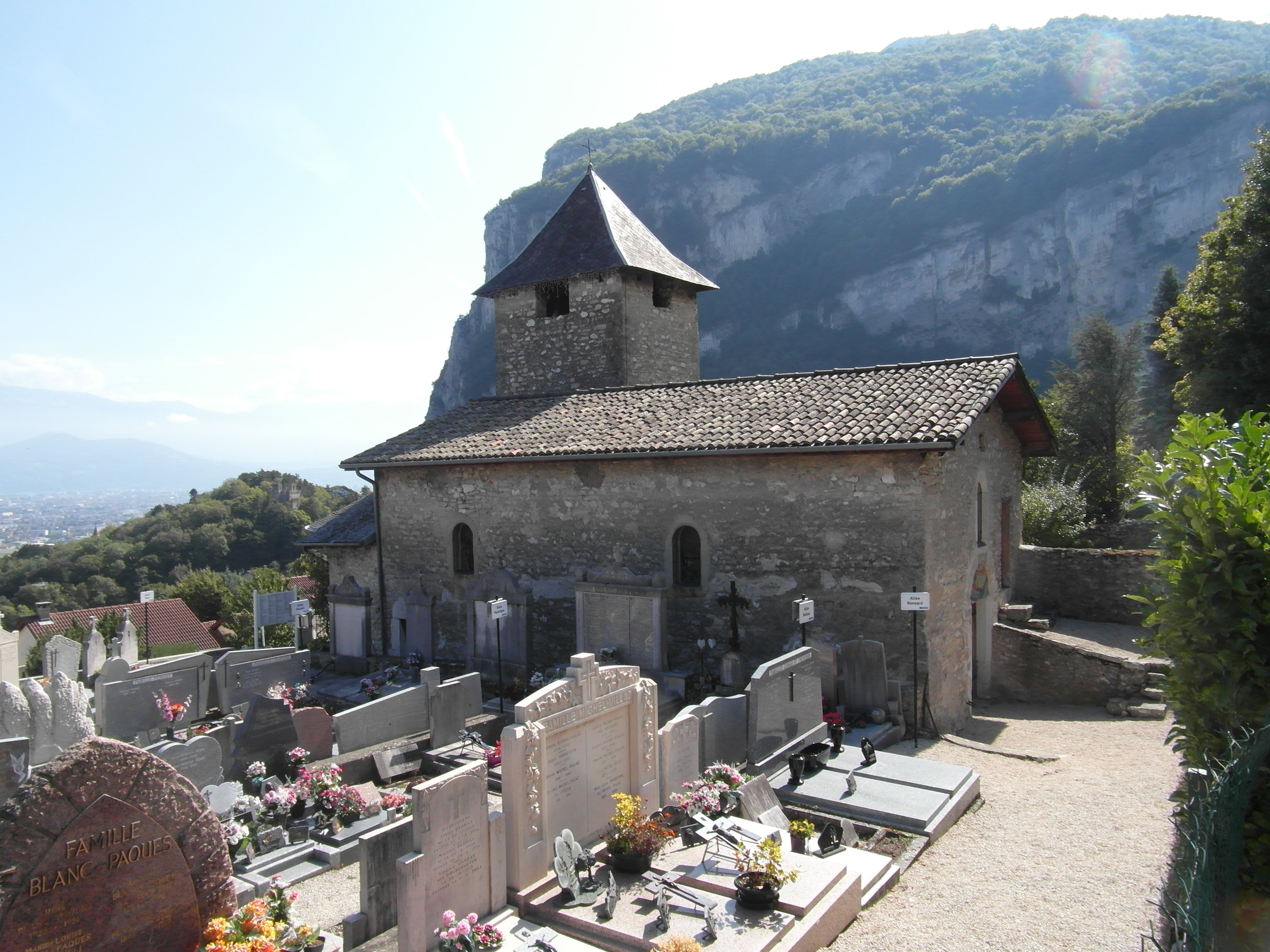
Église paroissiale des Côtes.
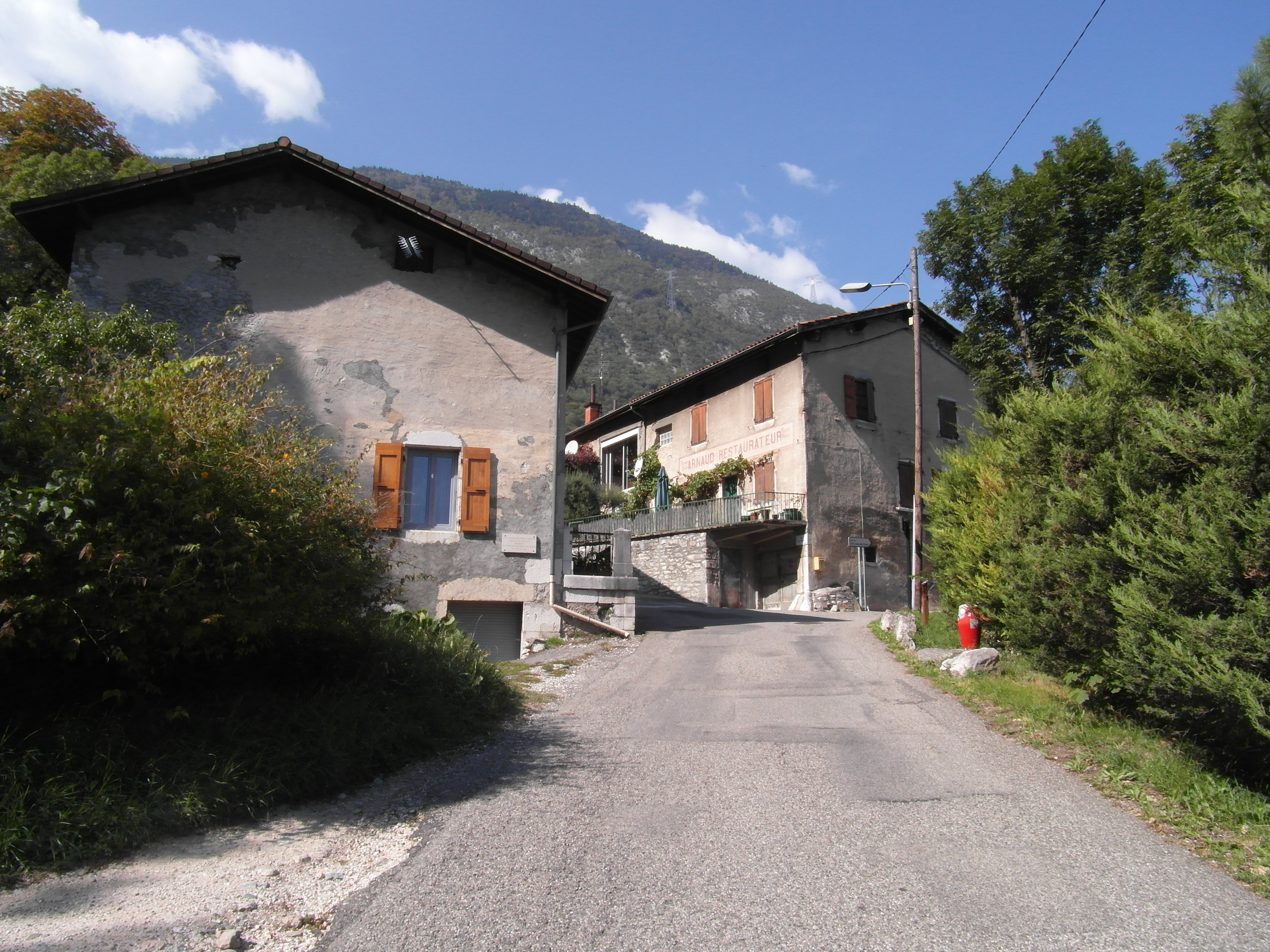
Vieilles maisons des Côtes.

Le hameau de Pra Paris est situé à l'écart et au nord de l'entrée de l'agglomération proprement dite, abrite les carrières de chaux, un télébenne, une communauté Emmaüs, et à sa sortie (au sud), un centre d'équitation. Il est encore, en grande partie, entouré par des terres agricoles. Le nom de ce lieu-dit n'a certainement aucun rapport avec la capitale de la France, mais plutôt un nom de famille, répandu en Savoie et en Dauphiné, lui-même lié à l'ancien prénom de baptême en référence à l'évêque de Teano en Italie : Saint Paris de Teano. Paris est issu, comme le prénom Patrice et Patrick, du terme patricien, nom attribué aux membres à la classe supérieure durant l'époque romaine.

### Voies de communication et transports

Le tracé de l'autoroute A48.

Située à l'entrée septentrionale de l’agglomération grenobloise, le territoire de la commune de Sassenage se situe à un point de convergence de plusieurs lignes routières et autoroutières.
L'autoroute A480  (rocade ouest de Grenoble) est une autoroute urbaine totalement gratuite desservant l'ouest de l'agglomération de Grenoble sur une distance de 12,5 km. Cette autoroute a tout d'abord porté le numéro B48 jusqu'en 1982. Un premier échangeur autoroutier relie cette autoroute avec la zone industrielle des Plans, entièrement située à Fontaine et la zone industrielle de l'Argentière située sur les territoires de Sassenage et de Fontaine ( 1 : Sassenage, Polygone scientifique)
L’autoroute A48 est une autoroute permettant la liaison de Lyon à Grenoble. Elle est connectée avec l'A480 juste avant l'échangeur de « Sassenage - ZI Fontaine ». Elle est surnommée l'Autoroute du Dauphiné. Elle est gérée par les Autoroutes Paris-Rhin-Rhône (SAPRR) et AREA.
Une bretelle de sortie permet de rejoindre l'entrée nord de la commune de Sassenage par la route départementale 1532 ( 14 : Saint-Égrève, Sassenage, Autrans, Villard-de-Lans)

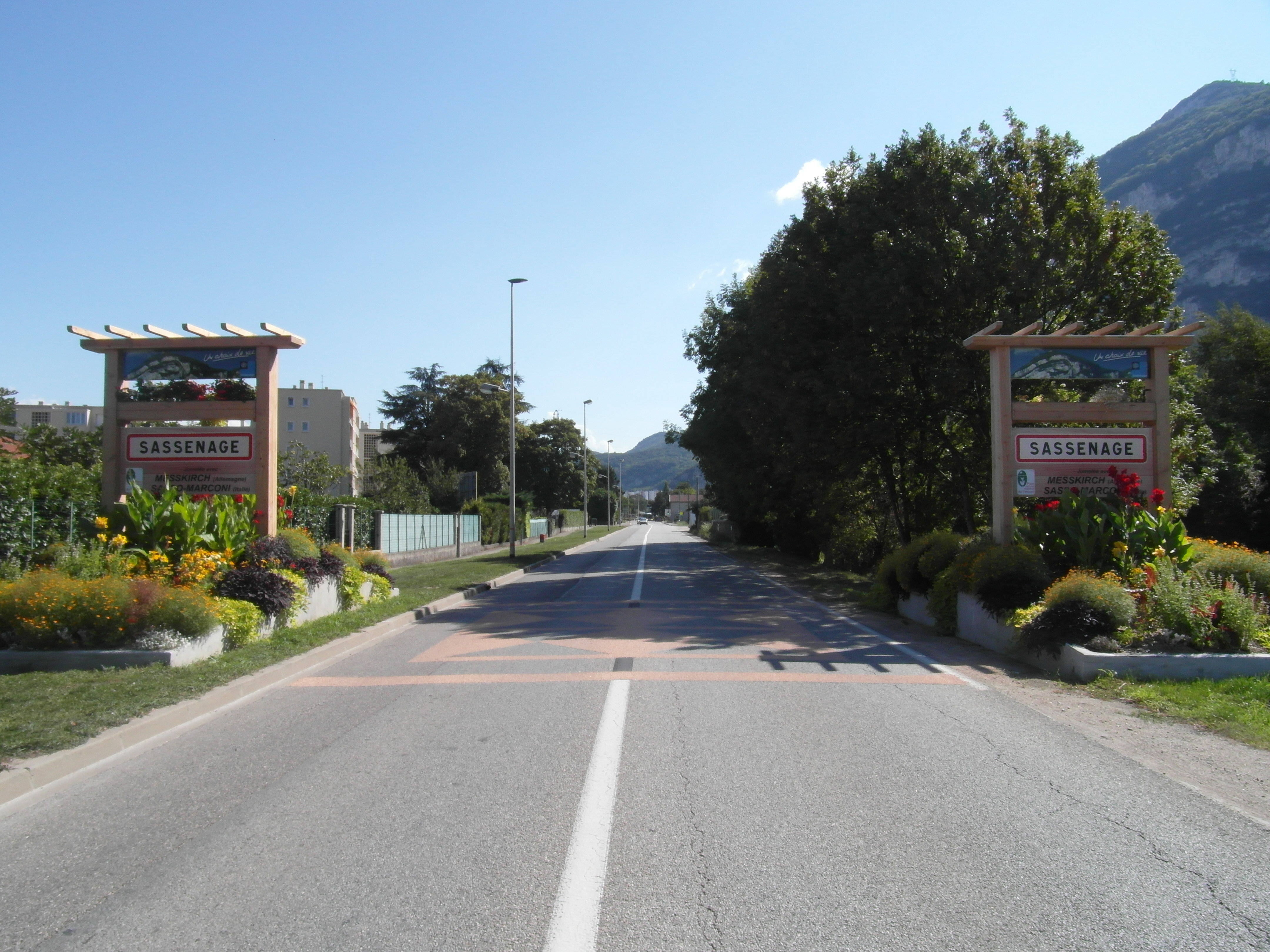
Entrée de Sassenage par la RD 1532.

L'ancienne route nationale 532 ou « RN 532 » est une route nationale française reliant Saint-Péray (Ardèche) à Grenoble (Isère).
En 2006, la route nationale 532 a été déclassée dans le département de l’Isère en « RD 1532 ».
Cette route traverse le territoire de Sassenage depuis le nord (commune de Noyarey) vers le sud (commune de Fontaine) sous les dénominations d'avenue de Valence et d'avenue de Romans.
La route départementale 531 relie directement Sassenage à Engins, Lans-en-Vercors par les gorges du Furon, puis Villard-de-Lans et enfin Choranche. 
Cette route très montagneuse et comptant quelques grands virages en lacets commence nord-ouest de la commune par détachement de la RN 532 au niveau du rond-point de la place Jean Prévost.

#### Transports en commun

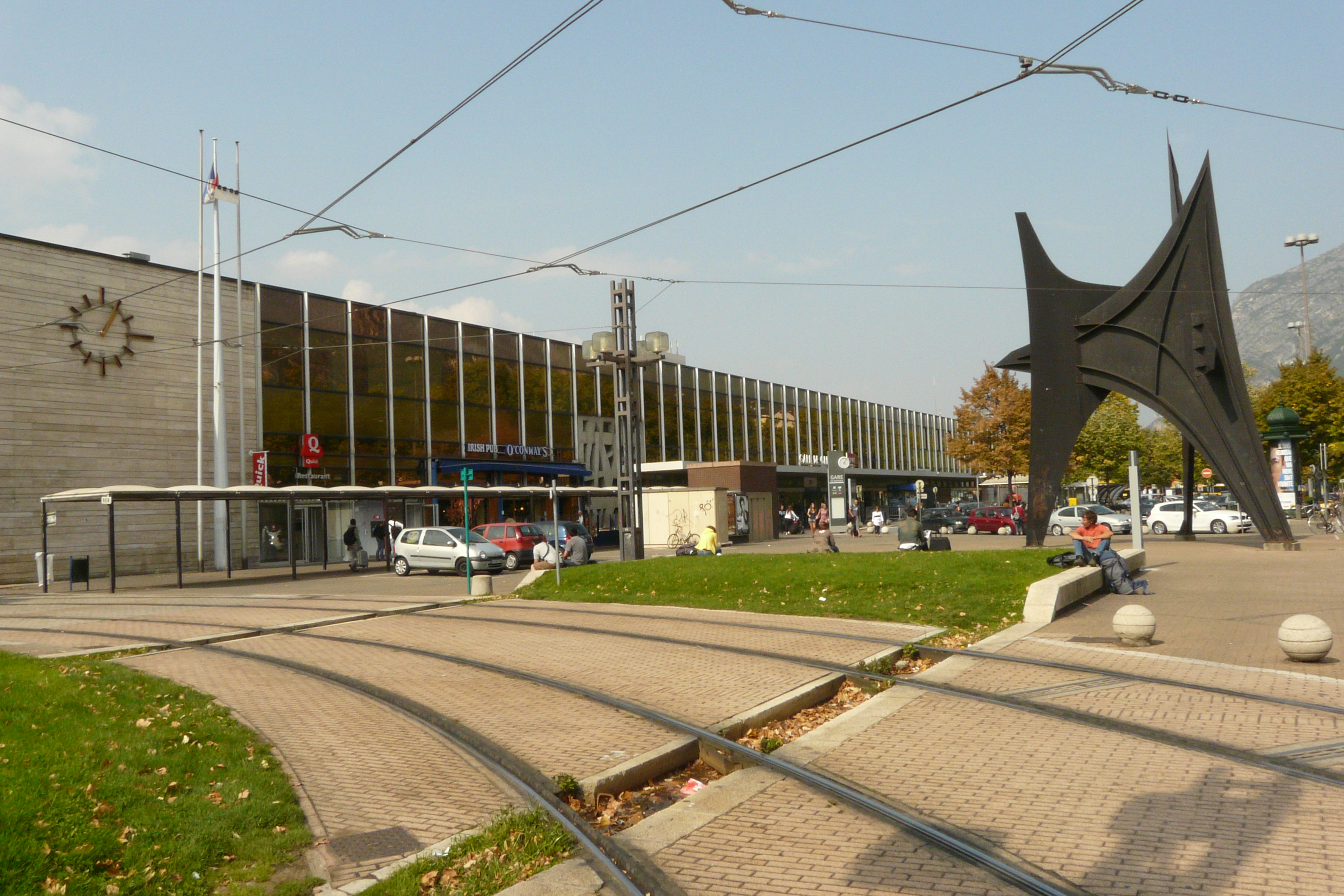
La Gare de Grenoble est située à moins de six kilomètres de Sassenage.

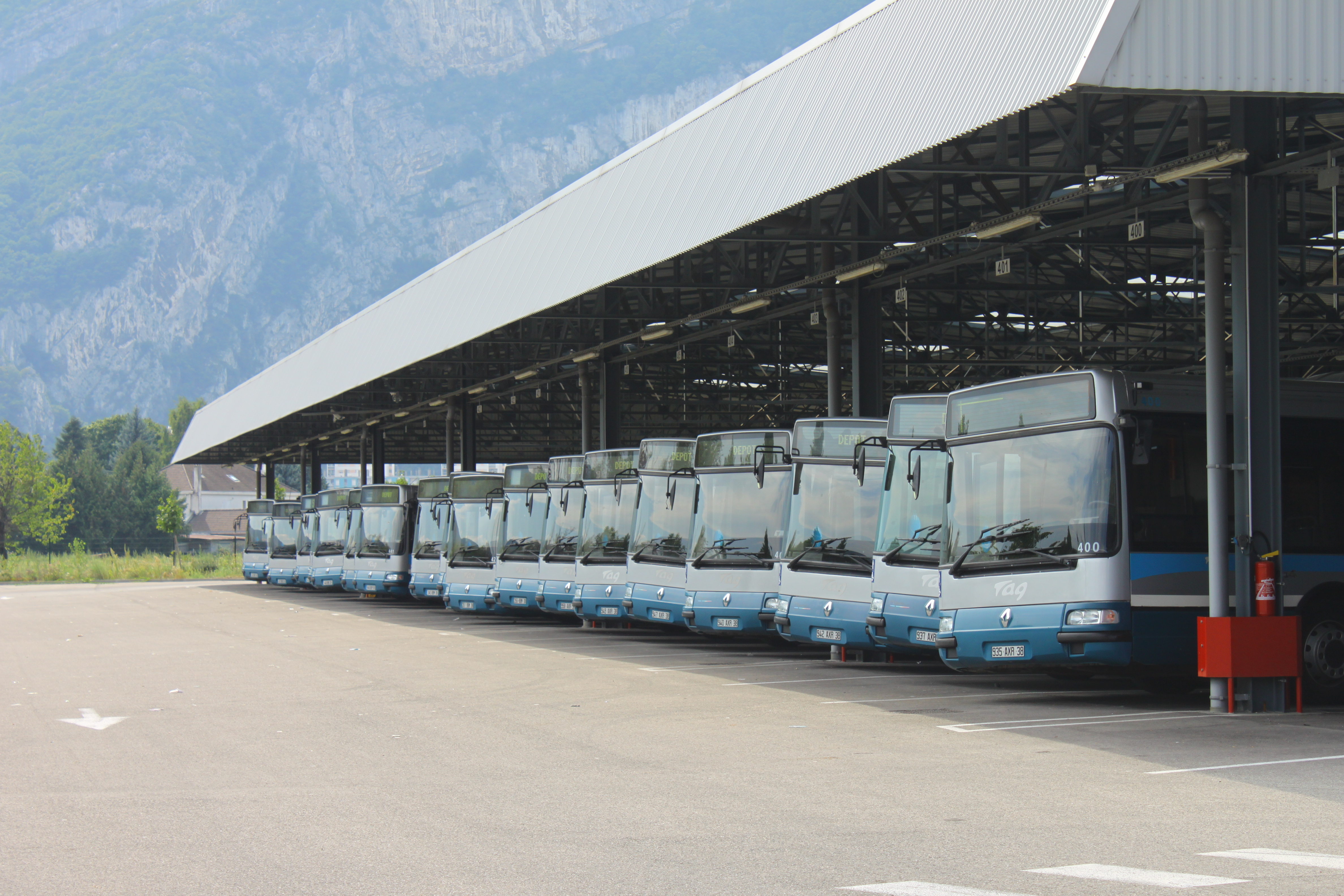
Le dépôt de bus de la SEMITAG de Sassenage.

La gare ferroviaire la plus proche est la gare SNCF de Gare de Grenoble, située à environ 6 km du centre de la commune. La gare routière est située à proximité de la gare ferroviaire et au nord de celle-ci. Les deux services sont reliés à la ville de Sassenage par la ligne de bus no 54 et la ligne A du tramway du réseau TAG.
Sassenage qui était autrefois, traversée par les lignes du premier réseau de Grenoble, est toujours reliée au réseau de transports en commun de l'agglomération de Grenoble (réseau TAG), notamment par cinq lignes de bus, la ligne A du tramway ayant son terminus à proximité de la limite sud du territoire communal.
Les différentes lignes de bus desservant la commune sont :
- la ligne de bus 19 qui relie Sassenage (L'Ovalie) avec la commune de Seyssinet-Pariset (Village) ;
- la ligne de bus 20 qui relie Sassenage avec la commune de Veurey-Voroize (Mairie) et la commune de Seyssinet-Pariset (Hôtel de Ville) ;
- la ligne de bus 50 qui relie Sassenage (Les Côtes) avec la commune de Fontaine (La Poya) ;
- la ligne de bus 53 qui relie Fontaine avec la commune de Noyarey (Parc des biches) ;
- la ligne de bus 54 qui relie Sassenage (Les Engenières) avec Grenoble (Presqu'île).

Un dépôt d'autobus de la SEMITAG est situé sur le territoire communal à proximité du centre de tri postal et du pont des Martyrs.
Depuis la gare routière de Grenoble, Sassenage est également desservie par une ligne régulière d'autocars qui fonctionne tous les jours de la semaine, samedis, dimanches et jours fériés compris. Il s'agit de l'ancienne ligne ligne 5100, devenue T64 du réseau « Cars Région Isère » qui relie Villard-de-Lans (Gare routière) à Grenoble par Sassenage (arrêt au parking relais, place Jean-Prévost), Engins et Lans-en-Vercors (arrêt devant l'office de tourisme).
L'aéroport le plus proche est l'aéroport de Grenoble-Alpes-Isère situé à environ 30 km. On peut rejoindre cet aéroport par la gare routière de Grenoble. L'aéroport de Lyon-Saint-Exupéry et son hub régional, quatrième aéroport français est, lui aussi, relié par une ligne de car (mise en place avec le concours du conseil régional de Rhône-Alpes), avec la gare routière de Grenoble, est situé à 85 km.

#### Projet de transport par câble
L'ancienne communauté d'agglomération avait proposé en 2012 le lancement d'une éventuelle étude pour la réalisation d'un nouveau moyen transport pour le plateau du Vercors depuis Fontaine. Annulé à la suite d'une controverse sur le plan politique, il a cependant été remplacé par un nouveau projet devant relier Fontaine à Saint-Martin-le-Vinoux en passant par le territoire de Sassengage (quartier de l'Argentière) pour une éventuelle installation durant l'année 2024.

#### Cyclisme urbain
En 2019, Sassenage reçoit 65 contributions d'usagers au Baromètre des villes cyclables de la Fédération française des usagers de la bicyclette (FUB) et reçoit l'appréciation “E” (plutôt défavorable), avec une note globale de 3,09. En 2021, la ville reçoit l'appréciation également l'appréciation "E" avec une note globale de 3,02 pour 132 contributions.

### Habitat et logement
En 2018, le nombre total de logements dans la commune était de 5 193, alors qu'il était de 5 129 en 2013 et de 4 460 en 2008.
Parmi ces logements, 93 % étaient des résidences principales, 2,2 % des résidences secondaires et 4,8 % des logements vacants. Ces logements étaient pour 42,3 % d'entre eux des maisons individuelles et pour 57,5 % des appartements.
Le tableau ci-dessous présente la typologie des logements à Sassenage en 2018 en comparaison avec celle de l'Isère et de la France entière. Une caractéristique marquante du parc de logements est ainsi une proportion de résidences secondaires et logements occasionnels (2,2 %) inférieure à celle du département (8,3 %) et à celle de la France entière (9,7 %). Concernant le statut d'occupation de ces logements, 69,2 % des habitants de la commune sont propriétaires de leur logement (73,6 % en 2013), contre 61,1 % pour l'Isère et 57,5 % pour la France entière.
| Typologie                                               | Sassenage | Isère | France entière |
| ------------------------------------------------------- | --------- | ----- | -------------- |
| Résidences principales (en %)                           | 93        | 84    | 82,1           |
| Résidences secondaires et logements occasionnels (en %) | 2,2       | 8,3   | 9,7            |
| Logements vacants (en %)                                | 4,8       | 7,7   | 8,2            |

### Projets d'aménagement
Le projet urbain des « Portes du Vercors », partagé avec la commune voisine de Fontaine (avec l'aide de la Métropole) concerne l'aménagement d'un éco-territoire mixte composés de logements, de commerces, ainsi que des activités économiques et de loisirs) sur un terrain de 100 hectares compris entre le Drac et le pied du massif du Vercors, partagé entre le territoire des communes de Fontaine et Sassenage.
Ce projet urbain consistait, au niveau de Sassenage, à urbaniser 20 hectares de terres agricoles très vulnérables en cas d'inondation du Drac. Si la préfecture avait tout d'abord donné son accord, elle l'a ensuite retiré, à la suite des conclusions de la commission d'enquête publique portant sur le PPRI1 Drac aval.
Ce projet intègrait également une proposition de transport par câble, qui est actuellement une proposition de liaison téléphérique entre les deux versants de l'Isère, d'un côté les villes de Fontaine et Sassenage, et de l'autre la Presqu'île de Grenoble et Saint-Martin-le-Vinoux. Le tracé d'une distance de 3,7 kilomètres devrait relier à l'horizon 2020 le terminus de la ligne A du tramway à la ligne E du tramway de Saint-Martin-le-Vinoux via le terminus de la ligne B du tramway sur la presqu'île, doit servir aux 70 000 déplacements quotidiens supplémentaires prévus sur la presqu'île,

### Risques naturels et technologiques

#### Risques sismiques
Pour un article plus général, voir Risque sismique dans l'Isère.
L'ensemble du territoire de Sassenage est situé en zone de sismicité no 4 (sur une échelle de 1 à 5), comme l'ensemble des territoires des communes de l'agglomération grenobloise.
| Type de zone | Niveau            | Définitions (bâtiment à risque normal) |
| ------------ | ----------------- | -------------------------------------- |
| Zone 4       | Sismicité moyenne | accélération = 1,6 m/s2                |

#### Autres risques naturels
Au-delà du risque sismique, il existe d'autres risques dits majeurs de type naturel et technologique.
Ces risques sont notamment des inondations de plaine liées aux crues du Furon et des autres ruisseaux adjacents ou aux crues du Drac et de l’Isère, des crues torrentielles de ces mêmes torrents, liés aux orages et aux fortes averses, mais également des mouvements de terrain.
Sassenage est une des trente-sept communes du département de l'Isère classée pour le risque incendie de forêt.

#### Risques technologiques
Des risques industriels majeurs existent sur le territoire communal dus à la traversée du village par des transports de matières dangereuses, la présence de dix installations classées (dont une classée seveso II) et proximité de sites présentant des risques nucléaires.
En outre 50 % du territoire, mais correspondant à 90 % du bâti, sont susceptibles d’être recouverts par les eaux en cas de rupture du plus proche barrage hydroélectrique.

## Toponymie
Le toponyme Sassenage pourrait être issu du gaulois cassanos signifiant chêne. Selon André Planck, auteur du livre L'origine du nom des communes du département de l'Isère, le nom du bourg serait dérivé du bas latin chamasta/chasma, lui-même dérivé du grec ancien χάσμα (khásma), signifiant trou et qui désigne une grotte.
Des manuscrits du XIe siècle indiquent les termes (de) Cassanatio, (de) Cassiniaco, (de) Cassinatico, et différentes variantes possibles.
Selon le Vicomte d'Arlincourt, auteur d'un ouvrage dénommé Les rebelles sous Charles V, le nom de Sassenage serait tiré du nom de Castignatus, ancien chef antique. Le nom de Sassenage a également été attribué à une tour haute de 22 m et datant du XIIe siècle dans la rue du pont Saint-Jaime à Grenoble.
L'édition

## Histoire

### Préhistoire et Antiquité

#### Préhistoire

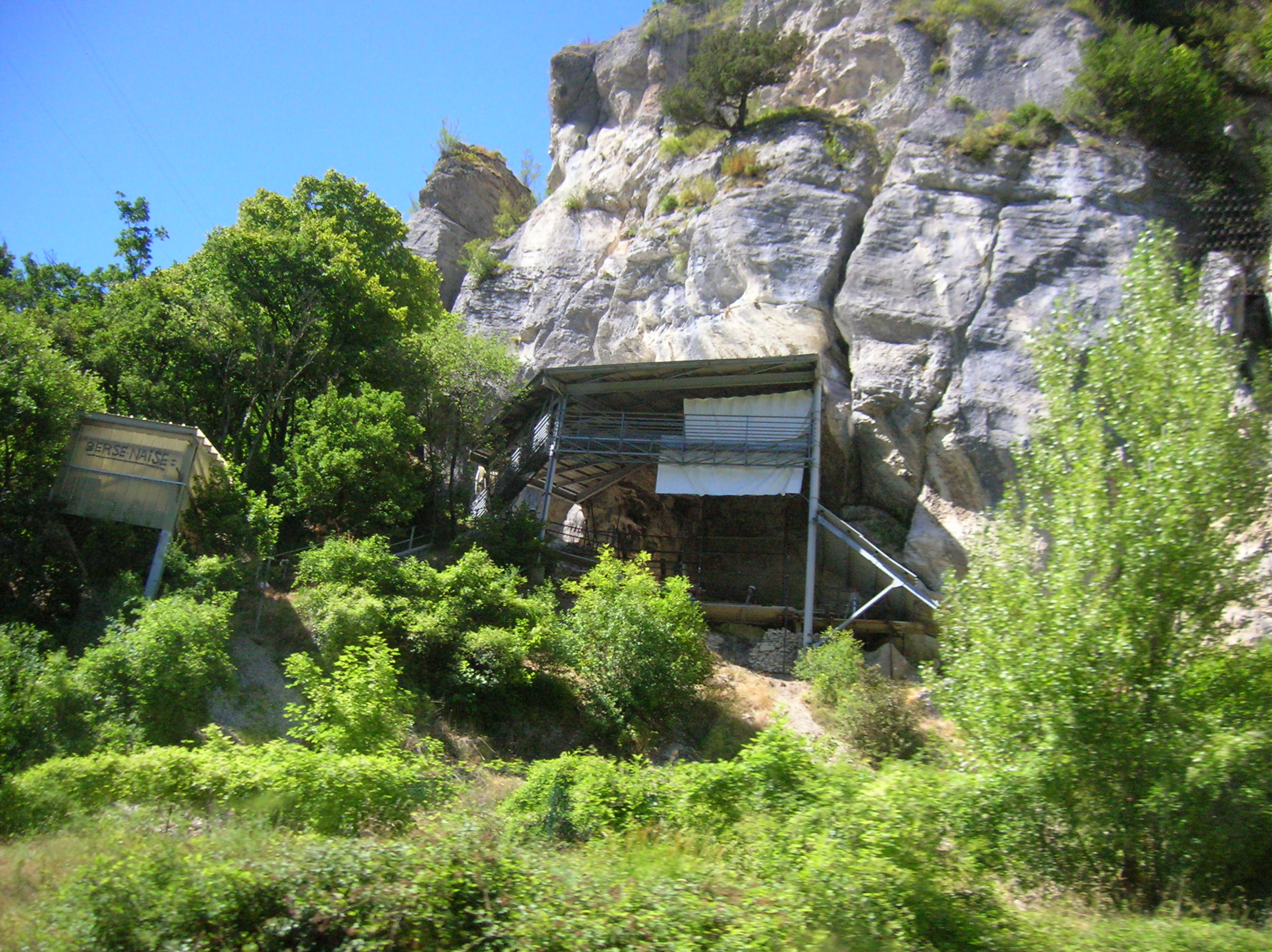
Des fouilles archéologiques sont en cours sur le site de la Grande Rivoire.

La période de la préhistoire dénommée Mésolithique et s'étendant du VIIIe millénaire av. J.-C. au Ve millénaire av. J.-C., est marquée par de nombreux changements économiques et sociaux liés notamment au développement de la forêt en Europe à la suite du bouleversement écologique se traduisant par un réchauffement climatique. L’emploi de l’arc et de la flèche, en particulier, se généralise afin de faire face à un gibier plus disséminé et moins visible dans ces forêts. Dans les Alpes, en plus de la chasse dans les forêts de plaine, les hommes partirent à la recherche du gibier dans les prairies qui persistaient en altitude entre 1500 et 2 000 mètres. Pour ce faire différents camps de base furent érigés en plaine afin de permettre les expéditions sur ces hauts plateaux, le site d'Albenc mis au jour lors de la construction de l'autoroute A49 est un des rares exemples d'une occupation néolithique en vallée.
Ces hommes s’installèrent dans les différents massifs du département sous des abris rocheux et des grottes comme à la « Grande Rivoire » à Sassenage qui a abrité des hommes du mésolithique (à partir de 8000 av. J.-C.) jusqu'à l'époque gallo-romaine, le site des "Lots" sur la commune de Saint-Marcellin fut occupé également sur la même période et témoigne de l'activité agro-pastorales qu'il y avait de ce côté de l'Isère. De nombreuses traces d'habitats en plein air furent également retrouvées à « l’Aulp du Seuil » en Chartreuse et au « Pas de l’Aiguille » dans le Vercors.L'Antiquité
Au XXe siècle, plusieurs gisements préhistoriques ont été exploités. La grotte des chèvres ou du Pré des Cuves s'ouvre au pied de la falaise surplombant le bourg. En 1959 et 1962 furent découverts des vestiges de l'âge du Bronze final et du second âge de fer, dit époque de La Tène, soit entre les Xe et IIe siècles av. J.-C.. La station de la bonne conduite qui se positionne dans la pente qui marque le premier contrefort du massif du Vercors, juste au-dessus du bourg. En 1958, une tranchée ouverte pour faire passer la conduite forcée ouvrit un habitat du bronze final avec de la céramique, correspondant à une époque située entre les Xe et IXe siècles av. J.-C. et une tombe de la fin du premier âge du Fer avec des bracelets datant du VIe siècle av. J.-C. et, enfin, la station de surface de Combe chaude située au-dessus du hameau du « Rivoire de la Dame », ce secteur a bénéficié de ramassages au début du XXe siècle ont livré de la céramique néolithique et du Bronze final attestant d'une occupation humaine à cette époque.

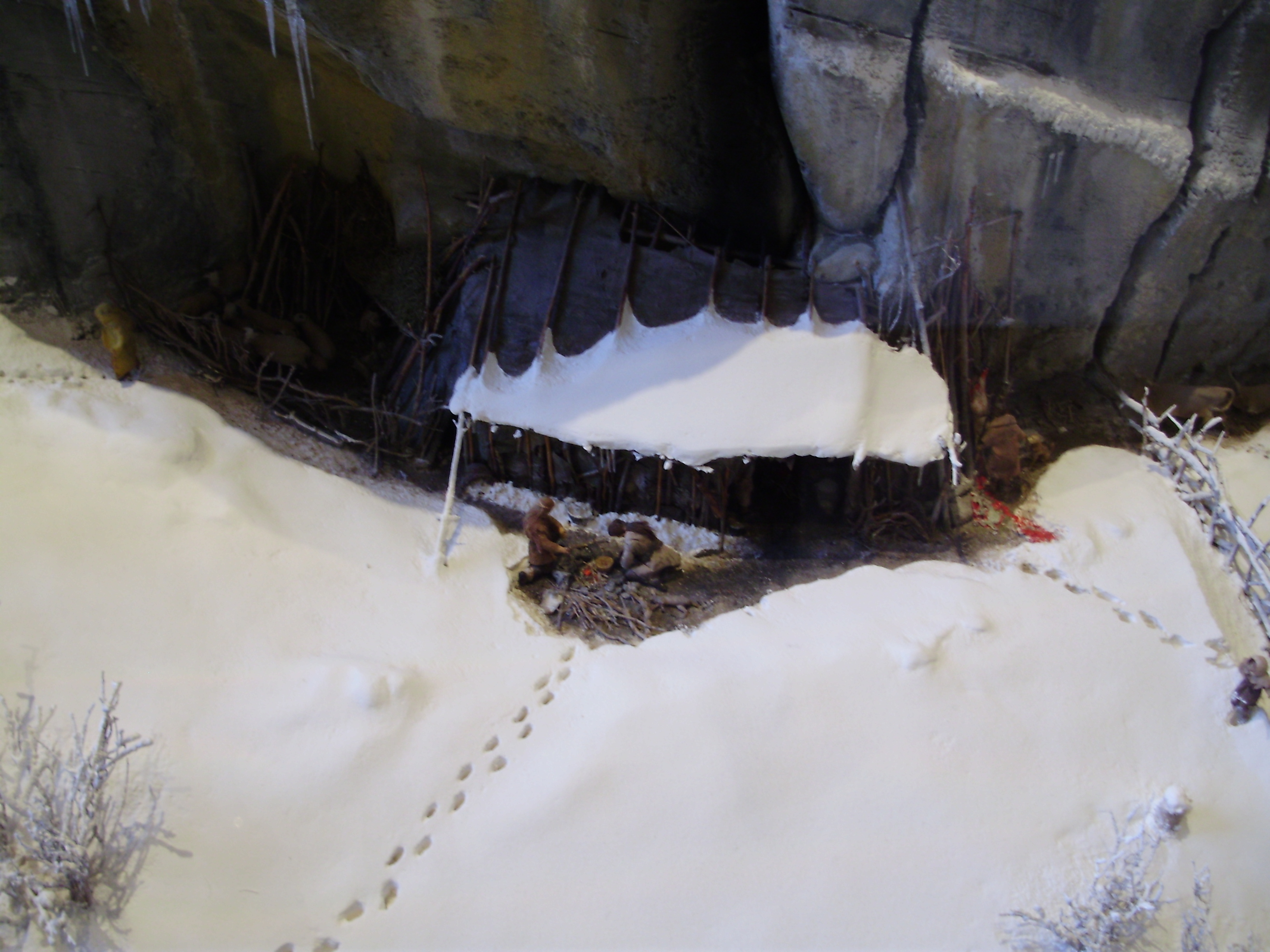
Reconstitution de l'abri-sous-roche de la Grande Rivoire de Sassenage (Musée de l'Ancien Évêché à Grenoble).

L'Abri-sous-roche de la Grande Rivoire fait l'objet de comptes-rendus, de thèses et d'exposés (une reconstitution de l'abri sous roche de Sassenage est exposée au Musée de l'Ancien Évêché à Grenoble) a été découvert en 1986 et acquis par le Département de l'Isère en 2000. Celui-ci a bénéficié d'importants travaux d'aménagement en 2002-2003, destinés à protéger les vestiges et à en permettre la fouille pendant plusieurs années.
Dans le cadre de fouilles programmées pluriannuelles, archéologues et bénévoles travaillent chaque été à dégager avec méticulosité un remplissage sédimentaire, stratifié sur plus de cinq mètres d'épaisseur et particulièrement riche en vestiges préhistoriques.

#### Antiquité

##### L'occupation gauloise
Le site de Sassenage, proche d'une grande courbe de l'Isère, située un peu plus au nord, au niveau du territoire de Veurey-Voroize), correspond à la limite méridionale du territoire des Allobroges, ensemble de tribus gauloises occupant l'ancienne Savoie, le nord et le centre du Dauphiné.

##### L'énigme du passage d'Hannibal

Hannibal et ses 27 éléphants franchissant le Rhône en -218 (Henri Motte, 1878).

Professeur émérite d’histoire ancienne à l’Université de Newcastle au Royaume-Uni, John Francis Lazenby, auteur d’un ouvrage spécialisé sur le général carthaginois Hannibal Barca narre dans celui-ci toute l’épopée du célèbre conquérant et celui-ci émet une théorie à propos de la traversée des Alpes, en ce qui concerne la première attaque des Allobroges.
Ce professeur d'histoire suggère, en effet, qu’Hannibal n’aurait pas voulu traverser l’Isère et aurait donc cheminé sur la rive gauche, mais qu'au-delà de Saint-Nazaire-en-Royans la poursuite de cet itinéraire était impossible à l’époque et qu'il aura donc contraint le général carthaginois à traverser les gorges de la Bourne. Le camp d’Hannibal se serait alors situé à proximité du village actuel de Choranche. Le chemin suivi par Hannibal passerait ensuite sur la route jouxtant l'Isère qui rejoint Grenoble par Sassenage.
D'autres historiens, dont l'académicien et historien militaire Paul Azan, évoquent la possibilité que ce grand général et stratège carthaginois ait pu passer par Montaud pour ensuite longer l'Isère jusqu'à Sassenage avant de traverser les Alpes. Aucune source archéologique (armes, ossements) n'ayant encore été découverte à Montaud et dans ses environs immédiats, rien ne peut étayer cette hypothèse séduisante, ni l'infirmer, d'ailleurs. La thèse reste donc, jusqu'à présent, recevable.
Une étude plus récente (2009) du préhistorien Aimé Bocquet, fondée sur le peuplement au IIIe siècle av. J.-C., ne fait pas passer les troupes d'Hannibal par la région grenobloise et le Grésivaudan mais par le versant occidental de la Chartreuse pour atteindre le col du Petit Saint Bernard. 
Un site web bien documenté présente les différentes hypothèses, ainsi que les textes originaux (traduits) de Tite-Live et de Polybe sur la question.

### Moyen Âge

#### Les premiers seigneurs de Sassenage
Durant le Moyen Âge, les seigneurs de Sassenage prélevaient les impôts sur la partie de territoire s'étendant de leurs fiefs de la vallée du Drac et de l’Isère aux premiers contreforts du Vercors.
Selon le vicomte d'Arlincourt, auteur d'un ouvrage déjà cité et dénommé « Les rebelles sous Charles V », la maison de Sassenage occupait le premier rang dans la noblesse du Dauphiné.

#### Les «Sassenage», évêques de Grenoble
Durant cette même période, de nombreux membres de la maison de Sassenage furent nommés évêques de Grenoble :
- Othmar de Sassenage, évêque de Grenoble de 1150 à 1151;
- Jean de Sassenage, évêque de Grenoble de 1164 à 1220;
- Guillaume II de Sassenage, évêque de Grenoble de 1266 à 1281.

#### Les seconds seigneurs de Sassenage

Blason des Béranger-Sassenage.

En 1339, le Conseiller du Dauphin Guigues VIII, Albert II de Sassenage décède sans descendance mâle, ce qui permet à la famille des Béranger représentée par Henri, époux de Béatrix, la propre sœur du dernier baron de la première lignée, de s'emparer du titre, ajoutant son domaine du Royans avec celui des Sassenage, vallée et montagne comprises.
Au XVIIe siècle, le roi Louis XIII érige la baronnie de Sassenage en marquisat, ce qui ouvre plus tard les portes de la cour de Versailles à la maison des Béranger-Sassenage.
En 1649, Gaspard de Béranger-Sassenage meurt sans héritier et son cousin au second degré, Alphonse de Béranger, qui lui-même, a, entre autres, comme descendant Charles Louis Alphonse, bâtisseur de l’actuel Château de Sassenage. Celui-ci épouse en secondes noces une femme issue de la noblesse du Vivarais, Claudine Baile de la Motte qui lui donne, entre autres, un fils : le marquis Ismidon-René de Béranger-Sassenage qui parvient à avoir ses entrées à la cour du roi Louis XIV.

### Temps Modernes

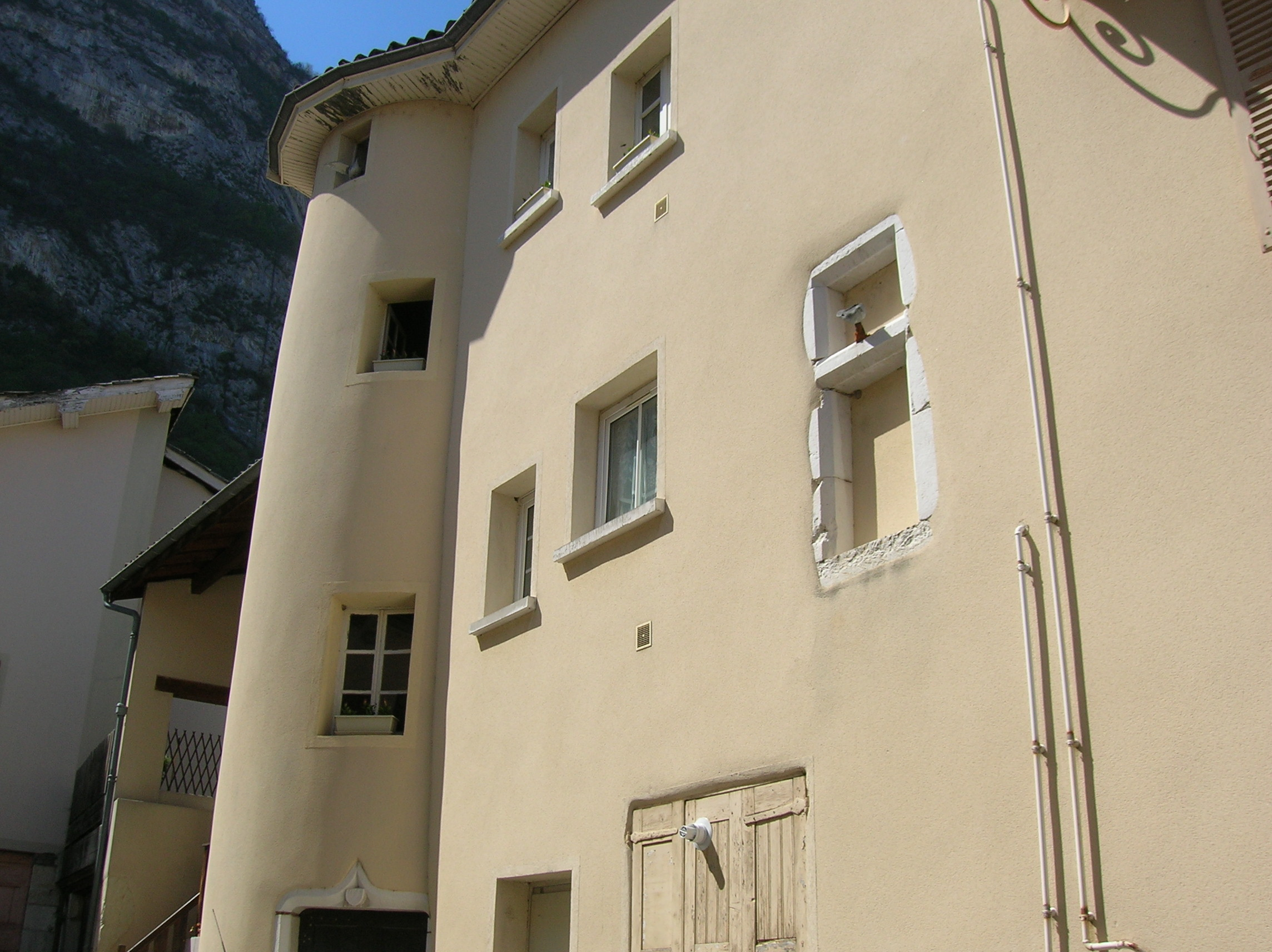
Tour ronde d'une maison du XVIe siècle dans le vieux bourg

#### Renaissance
Les guerres de religion et ses ravages affaiblirent la puissance des barons de Sassenage au cours de la seconde moitié du XVIe siècle entraînant la rupture des liens privilégiés entre la montagne et la baronnie de Sassenage.

#### XVIIesiècle
En 1642, selon les chiffres du cadastre et du rôle de la taille de l'époque, un quart de la population de la paroisse de Sassenage n'est pas paysanne. Entre 1642 et 1746, les non paysans, notamment les artisans et les commerçants voient l'effectif des chefs de famille passer de 24% à 42%.
En 1697, les terres labourables sont presque toutes occupées par des vignes, les paysans de cette période désirant profiter de la hausse du prix du vin. À la même époque, on peut également constater dans la plaine, le début d'une expansion de la culture du noyer et d'autres arbres fruitiers.

#### XVIIIesiècle
En 1753, les bourgs de la rive gauche du Drac et la région de Grenoble connaissent le premier tremblement de terre dont l'Histoire ait gardé trace.
Selon Lise Soulbieu, médiatrice culturelle au Château de Sassenage et auteure d'un livre sur ce même château, durant l'année 1770, Marie-Françoise-Camille, marquise de Sassenage décide de louer son château à l'entrepreneur Antoine-Henri Ducoin qui y installa une manufacture de dentelles (dénommée à l'époque « la Blonde », dentelle au fuseau réalisée avec des fils de soie écrue ou des fils d'or et d'argent). Un bail public est signée avec cet entrepreneur à la fin de l'année 1770. Sous des prétextes de protéger des femmes déshéritées, près de 400 jeunes filles, quelquefois très jeunes, y seront exploitées de manière abusive. La châtelaine dénonce le bail en 1784 et la manufacture est obligée de quitter le château. En conséquence, celle-ci s'installe avec ses jeunes filles et son matériel dans une grande bâtisse le long de la route de Valence et dénommée à l'occasion « Château des Blondes », celui-ci abritant, de nos jours, la mairie et les services municipaux. En 1790, à la suite de la parution d'un mémoire à charge émanant du conseil municipal de Sassenage, la manufacture sera définitivement fermée.
La Révolution française, dont les prémices ont été ressenties très tôt dans le Dauphiné, comme en témoigne la célèbre journée des Tuiles, séries d'émeutes survenues à Grenoble le 7 juin 1788 qui aboutira à la Réunion des états généraux du Dauphiné, organisée le 21 juillet de la même année.
Le 30 nivôse de l'an II, soit le 19 janvier 1794, le seigneur de Sassenage fuit ses domaines et part en émigration à l'étranger.

### Époque contemporaine

#### LeXIXesiècle

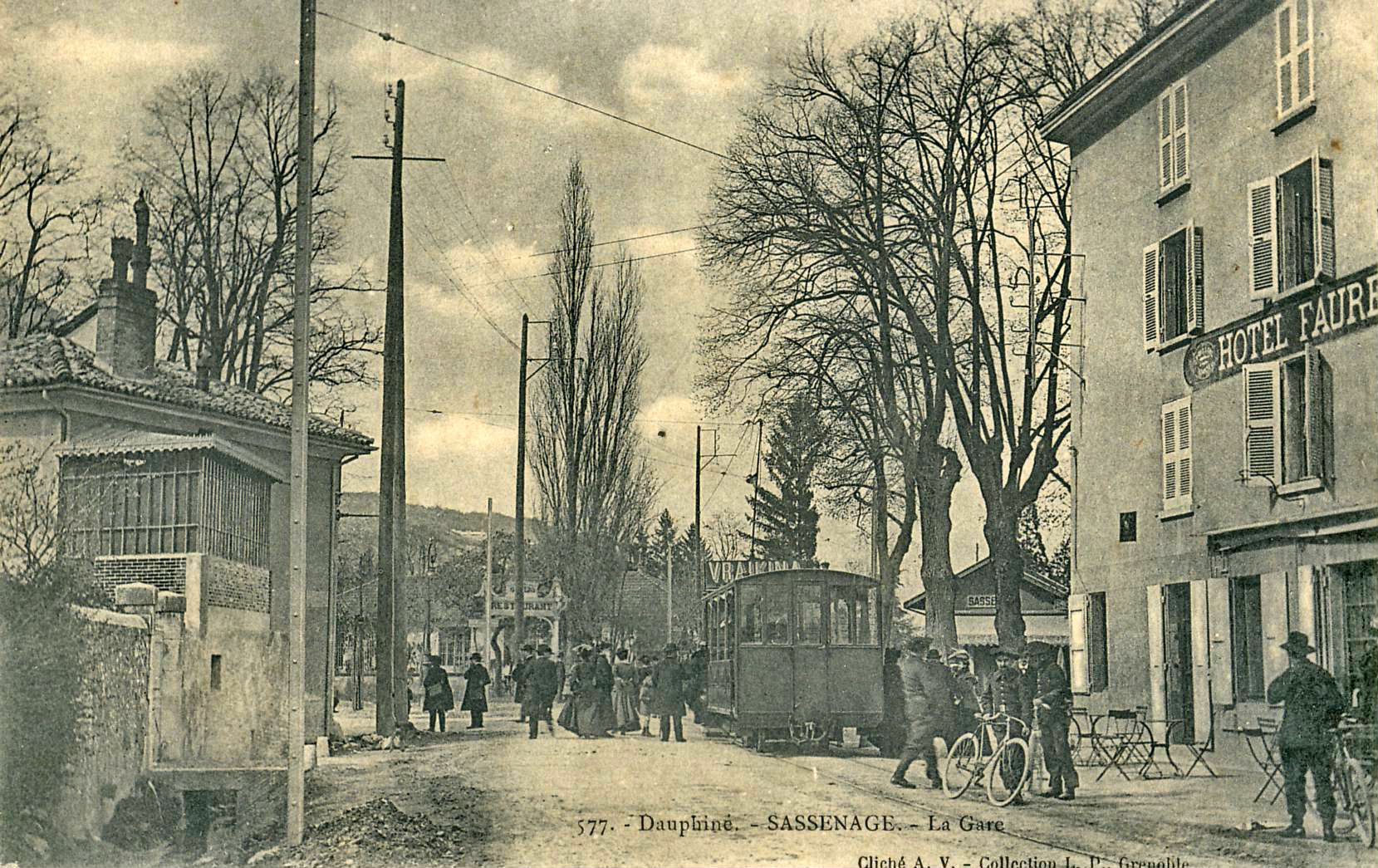
Une rame de l'ancien tramway de Grenoble.

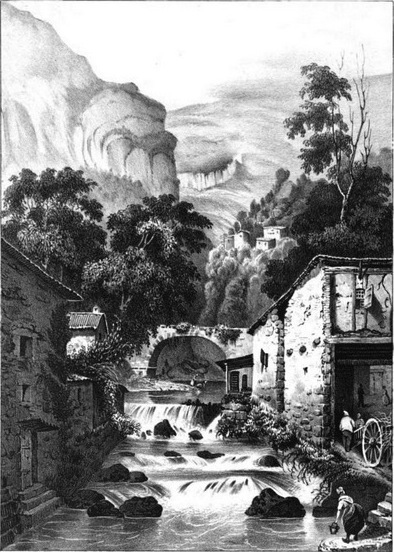
Sassenage au XIXe siècle illustrée par Victor Cassien (1808–1893).

La première route carrossable du Vercors vers Grenoble par les gorges du Furon, est ouverte en 1827. Cette première route marqua la prémisse du désenclavement des villages de ce grand massif montagneux situé à l'ouest de Sassenage.
En 1827, un premier pont, à la suite d'un projet établi en 1808, situé au bout de l'actuelle avenue Aristide Briand à Fontaine permet de joindre plus directement Sassenage à Grenoble sans avoir à faire un détour par Claix ou utiliser un Bac à traille. Ce pont aujourd'hui n'est plus ouvert qu'à la circulation des tramways, piétons et cyclistes.
Sassenage fut reliée à Grenoble dès 1895 par une ligne de l'ancien tramway de Grenoble qui se dirigeait, depuis Grenoble et Fontaine vers Veurey-Voroize. Tout d'abord exploitée avec des motrices à traction vapeur par les CEN, puis en traction électrique par la SGTE, la desserte cessera son activité en 1952.

#### LeXXesiècle

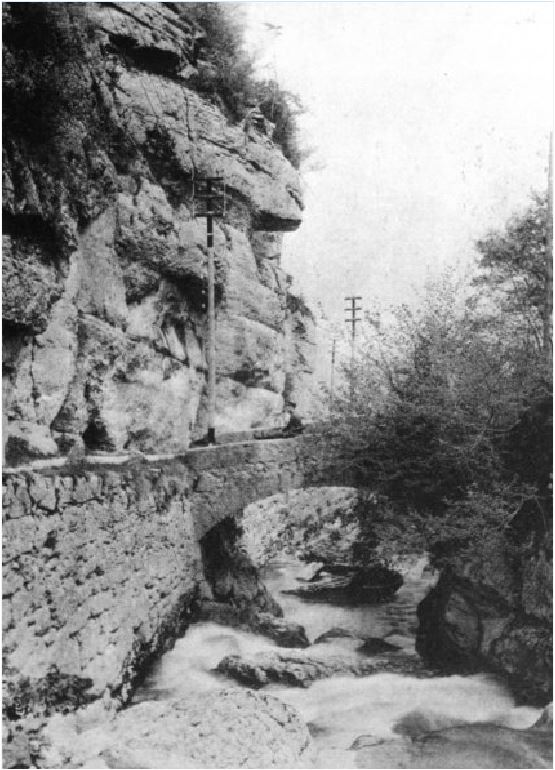
Entre Engins et Sassenage en 1905

##### Seconde Guerre mondiale
Durant la Seconde Guerre mondiale, le village de Sassenage reste un des lieux privilégiés pour les réfractaires au service du travail obligatoire (S.T.O), ainsi que pour les personnes juives poursuivies par le régime de Vichy, collaborateurs du régime nazi et enfin pour les membres de la Résistance intérieure française, de passage entre la vallée et le Maquis du Vercors. L'exemple historique le plus connu étant l'attitude de Louis Reverdy, maire de Sassenage durant toute la période du conflit, mais aussi propriétaire et gérant du principal débit de boissons situé dans le centre du vieux bourg et qui fournira des fausses cartes d’identité ou de cartes d'alimentation, aidant les personnes en fuite et les maquisards. L'homme fut arrêté par l'action conjointe de la Milice française et la Gestapo en juin 1944, et durant les huit jours passés dans les cachots de ces organisations criminelles, celui-ci restera muet et ne donnera aucune information. Le 2 juillet 1944, celui-ci décédera dans le train de la mort avant d'atteindre Dachau.
Au début du XXe siècle, Sassenage n’est encore qu’un modeste village d’à peine 1 500 habitants, chiffre qui reste stable depuis 50 ans. La fin de la Première Guerre mondiale marquera le début de l'expansion démographique de la commune.
En 1926, la commune comptera 1 713 habitants, parmi lesquels, une communauté italienne en plein essor. Les années qui suivront la Seconde Guerre mondiale connaissent une augmentation considérable de la population qui double tous les 20 ans.

##### Les Trente Glorieuses
Durant cette période, la forte urbanisation de la commune est marquée par la construction de grands ensembles, tels que Le Floréal avec ses quatre tours tours (A, B, C, D) de seize étages d'une hauteur de 54,52 mètres, situées entre la rue du Moucherotte et la rue de la Falaise.

##### Faits divers
Le 7 janvier 1993, les gendarmes de Sassenage découvrent les corps sans vie de Michèle Marinescu, 42 ans, et de sa fille Christine, 13 ans, dans leur pavillon de la commune. Son mari Marian Marinescu est soupçonné d’avoir sauvagement tué sa femme et sa fille mais il clame son innocence et affirme qu’il se trouvait à 2000 km de la scène de crime.

#### LeXXIesiècle

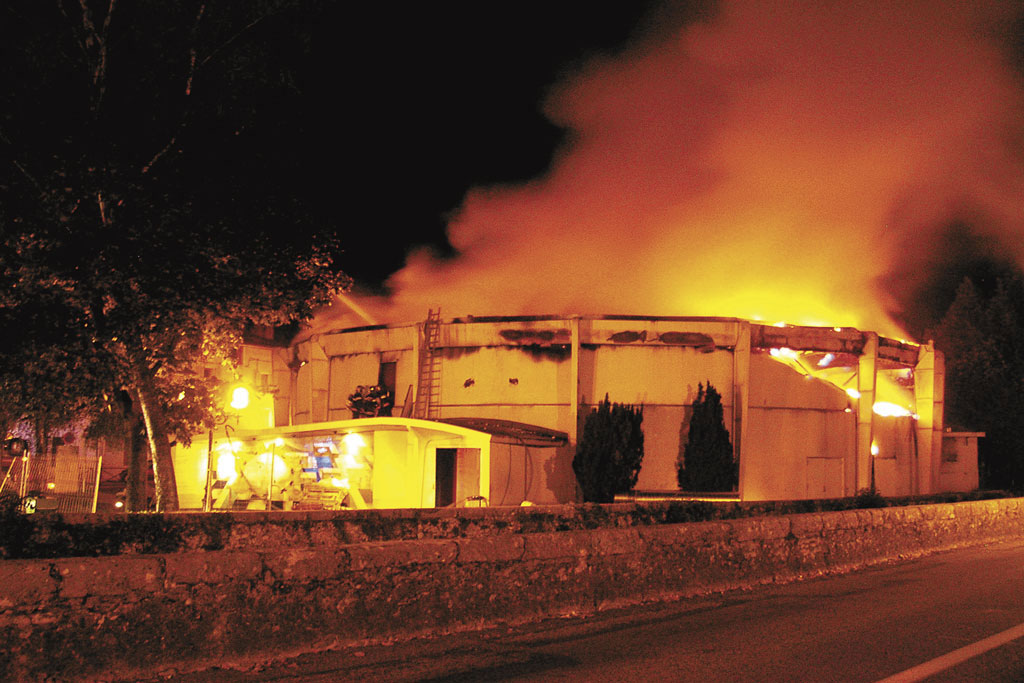
Incendie du théâtre en rond en 2004

Le 17 septembre 2004, le Théâtre en Rond de Sassenage subit un incendie qui le ravage complètement. Le bâtiment sera reconstruit, quasiment à l'identique, et sera inauguré quatre ans, jour pour jour après la disparition de l'ancienne salle de spectacles, le 17 septembre 2008.
Aujourd'hui, la ville, qui a connu une forte croissance de population après la fin de la Seconde Guerre mondiale et qui a adhéré à communauté d'agglomération de Grenoble-Alpes Métropole en l'an 2000, reste cependant un lieu touristique assez recherché dans la région. En effet, le territoire de la commune qui se situe au pied du Massif du Vercors, tout en étant aux portes d'une des plus grandes agglomérations françaises propose, encore de nos jours, sur son territoire, appartenant aussi en partie au domaine de la montagne, de nombreuses activités récréatives, sportives, et ludiques, telles que les sentiers de randonnée, la spéléologie, le canyoning, la plongée souterraine.

### Tableau chronologique
Quelques dates de l'histoire de Sassenage
  Quelques dates de l'histoire du Dauphiné et de la France -    Histoire de Sassenage

## Politique et administration

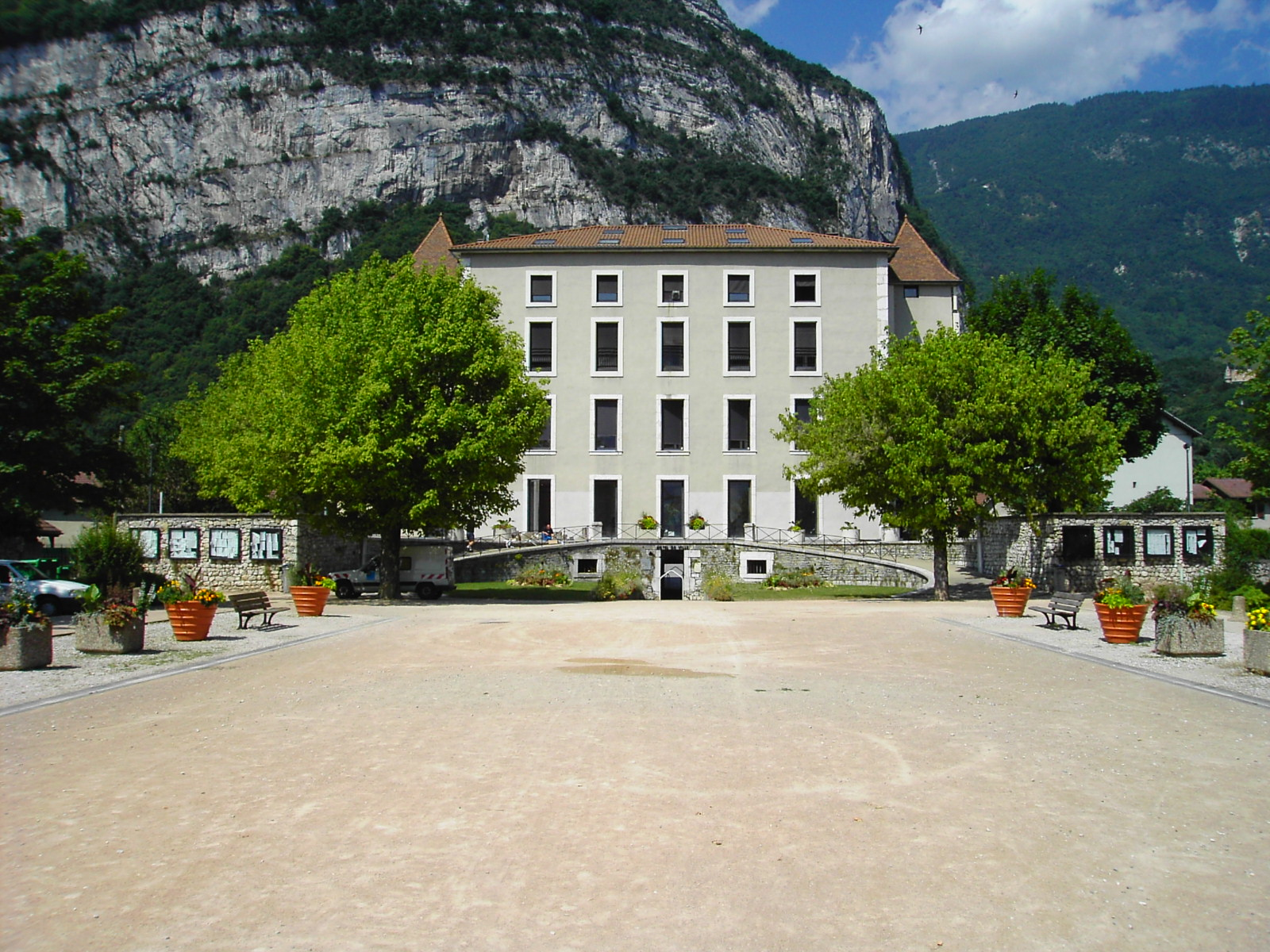
Hôtel de ville de Sassenage (ancien château des Blondes) en février 2022

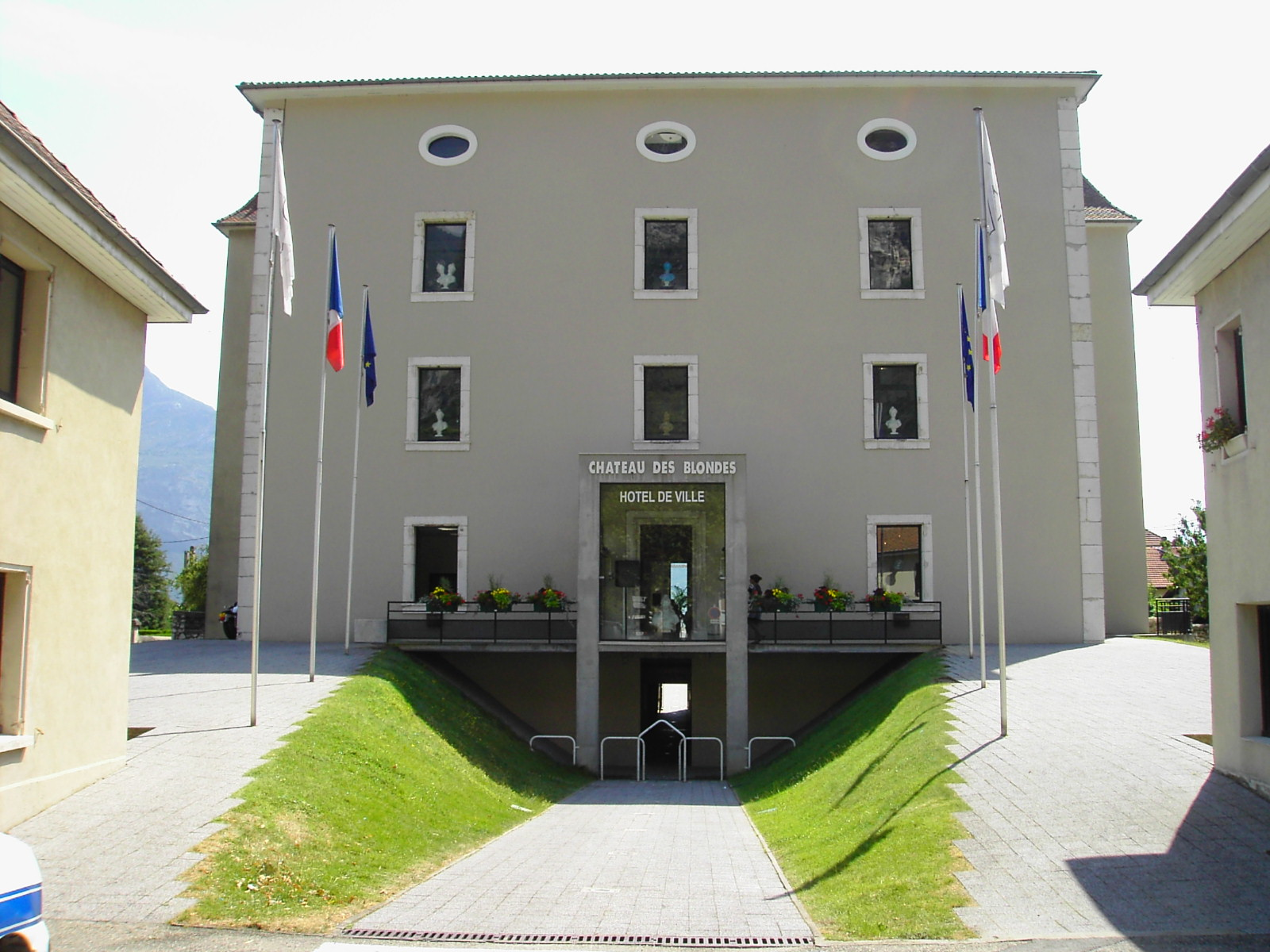
Entrée de l'Hôtel de ville de Sassenage.

### Rattachements administratifs et électoraux

#### Rattachements administratifs
La commune se trouve dans l'arrondissement de Grenoble du département de l'Isère.
Elle était de 1793 à 1985 le chef-lieu du canton de Sassenage, année où elle intègre le canton de Fontaine-Sassenage. Dans le cadre du redécoupage cantonal de 2014 en France, cette circonscription administrative territoriale a disparu, et le canton n'est plus qu'une circonscription électorale.

#### Rattachements électoraux
Pour les élections départementales, la commune fait partie depuis 2014 du canton de Fontaine-Vercors
Pour l'élection des députés, elle fait partie de la troisième circonscription de l'Isère.

### Intercommunalité
Sassenage est membre depuis 1966 de l'intercommunalité centrée sur Grenoble : le SIPURG puis le SIEPARG de 1966 à 1994, année où celui-ci devient la communauté de communes qui prend en 1996 le nom de Grenoble-Alpes Métropole (ou La Métro), qui prend en 2000 le statut de communauté d'agglomération.
Celle-ci est transformée en Métropole le 1er janvier 2015 tout en conservant sa dénomination de Grenoble-Alpes Métropole

### Administration municipale
En 2022, compte tenu de la population de la commune, le conseil municipal compte trente trois membres (quinze femmes et dix-huit hommes) dont un maire, neuf adjoints au maire, treize conseillers délégués et dix conseillers municipaux.
La mairie et les services de l'état civil, les bureaux des élus et divers services municipaux dont la police municipale sont tous situés dans le « château des Blondes », construit au XVIIIe siècle. Ce bâtiment, totalement restauré est installé non loin du bourg central, le long de l'avenue de Valence.

### Tendances politiques et résultats
Au premier tour des élections municipales de 2014 dans l'Isère, la liste UDI menée par le maire sortant Christian Coigné obtient la majorité absolue des suffrages exprimés, avec 3 193 voix (60,40 %, 27 conseillers municipaux élus dont 2 communautaires), battant la liste PS-PCF-EÉLV qui a obtenu  2 093 voix (39,59 %, 6 conseillers municipaux élus dont 1 communautaire.
Lors de ce scrutin, 32,21 % des électeurs se sont abstenus.
Lors du second tour des élections municipales de 2020 dans l'Isère, la liste menée par le maire sortant Christian Coigné obtient la majorité absolue des suffrages, avec 2 157 voix (52,13 %, 25 conseillers municipaux élus dont 2 métropolitains), devançant la liste DVG menée par Yannick Belle — qui bénéficiait de la fusion avec la liste EELV-PCF, menée par Farid Benzakour  — avec 1 980 voix (47,86 %, 8 conseillers municipaux élus).
Lors de ce scrutin, marqué par la pandémie de Covid-19 en France, 51,71 % des électeurs se sont abstenus.

### Affaire politico-financière
En avril 2021, Christian Coigné, maire de Sassenage est condamné par le Tribunal correctionnel de Grenoble à deux ans d’inéligibilité ainsi que 2 000 euros d’amende pour prise illégale d'intérêts. En effet, il lui était reproché d'avoir profité de sa position de maire pour renouveler l’attribution d’un logement d’urgence à sa fille, non Sassenageoise, qui lui avait été octroyé en décembre 2016 pour une durée de deux ans.
Christian Coigné décide de faire appel de cette décision, dénonçant un « acharnement strictement politique » d’opposants politiques qui « s’obstinent à porter atteinte à [son] image personnelle », il reste maire de la ville jusqu'à ce que la cour d'appel statue,,.
Le 10 novembre 2022, cette cour confirme la condamnation de Christian Coigné à 2 000 euros d'amende et deux ans d'inéligibilité pour prise illégale d'intérêt. Christian Coigné annonce vouloir se pourvoir en cassation.
En janvier 2023, il annonce sa volonté de démissionner de son siège de maire. Il démissionne effectivement en avril 2023, et n'est plus conseiller municipal.

### Distinctions et labels
En 2014, la commune de Sassenage bénéficie du label « Ville Internet @@ ».
En mars 2017, la commune obtient le niveau « une fleur » au concours des villes et villages fleuris, ce label récompense le fleurissement de la commune au titre de l'année 2016. Elle a reçu une deuxième fleur en 2019.

### Jumelages
Sassenage est jumelée avec trois autres communes de l'Union Européenne :
- Meßkirch (Allemagne) depuis 1981[80]

Ville allemande du Bade-Wurtemberg, au sud de Sigmaringen, entre le Danube et le lac de Constance.
- Sasso Marconi (Italie) depuis 2003[80]

Ville italienne de la province de Bologne dans la région Émilie-Romagne en Italie.
- Anyksciai (Lituanie) depuis 2010[80]

Ville de Lituanie du district d'Anykščiai, située au confluent de deux rivières la Šventoji et l'Anykšta..

## Équipements et services publics

### Eau et déchets
L'acheminement et l'assainissement de l'eau de la commune est gérée par la régie « Eaux de Grenoble Alpes » à l’issue de la mise en
concurrence effectuée en 2009. Une permanence de cet organisme est assurée tous les vendredis au centre technique municipal.

### Enseignement
Relevant de l'académie de Grenoble, la commune de Sassenage compte sur son territoire quatre groupes scolaires comprenant pour chacun une école maternelle et une école primaire. Ces groupes scolaires sont : le groupe scolaire Vercors, le groupe scolaire des Pies, le groupe scolaire Hameau du Château et le groupe scolaire Rivoire de la Dame.
Le collège public Alexandre-Fleming, situé rue Mozart, présente une capacité de plus sept cents élèves. Son secteur de recrutement correspond aux territoires des communes d'Engins, de Noyarey, de Sassenage, et de Veurey-Voroize.
Le lycée des Métiers Roger-Deschaux, prépare, par voie scolaire, à différents baccalauréats professionnels (étude et économie de la construction, bois, gros œuvre, finition et énergétiques).

### Équipements sanitaires, sociaux et de solidarité
Il n'y a aucun établissement de soins installés sur le territoire de la commune de Sassenage qui compte cependant de nombreux cabinets médicaux et paramédicaux.
Les deux hôpitaux les plus proches sont le centre hospitalier universitaire Grenoble Alpes situé à La Tronche, le groupe hospitalier mutualiste de Grenoble et le centre hospitalier Alpes-Isère, établissement psychiatrique situé dans la commune voisine de Saint-Égrève
L'établissement d'hébergement pour personnes âgées dépendantes (EHPAD) de Sassenage, dite résidence Les Bruyères « Les Portes du Vercors », située derrière la mairie compte un total de 80 chambres, mais sans unités spécifiques pour les personnes atteintes de la maladie d'Alzheimer.
À la suite de l'achat d'un site dans une petite zone industrielle et la rénovation de plusieurs bâtiments à Sassenage, hameau des Moironds, le long de la route de Valence, la communauté Emmaüs crée le premier service de dépôt-vente sur l'agglomération grenobloise. La capacité d'accueil compte 35 compagnons. Le site est ouvert au public du mardi au samedi. Emmaüs France est une association loi de 1901, créée en 1985, qui regroupe l'ensemble des associations françaises membres d'Emmaüs International.
Face à l'augmentation du taux de la population vivant dans la pauvreté, plusieurs associations caritatives se réunissent pour créer, en 1984, en s'inspirant des « Food Banks » américaines, la première banque alimentaire française à Paris. En Isère, La Banque alimentaire de l'Isère est créée en 1986. Après avoir été longtemps installée à Grenoble, celle-ci déménagera dans des locaux plus grands à Sassenage, dans le quartier de l'Argentière, non loin du dépôt de bus de la SEMITAG. La banque alimentaire collecte, gère et distribue des denrées alimentaires pour aider des personnes dans la misère à se restaurer. Les actions de la banque alimentaire de l’Isère sont concentrées dans le centre et le sud du département, la région de Vienne est rattachée à la banque alimentaire du Rhône, pour des raisons de gestion. En juin 2024, la Banque alimentaire quitte Sassenage pour s'installer dans la commune voisine de Fontaine.

### Équipements sportifs
La commune de Sassenage héberge plusieurs installations sportives sur son territoire :
- Le complexe sportif « Paul Vieux-Melchior » ;
- Le stade de tir à l'arc ;
- Les courts de tennis de l'Ovalie ;
- La piscine municipale de l'Ovalie ;
- Le gymnase des Pies et son dojo ;
- Le gymnase Fleming, sa piste d'athlétisme et son terrain de football ;
- Le terrain de boules lyonnaises du Clos Vaussenat ;
- le stade de tir de la Combe chaude, hameau des Côtes.

La commune présente également un centre de loisirs multisports : l'objectif de ce centre étant d'initier les enfants de 6 à 12 ans aux pratiques sportives.

### Équipements artistiques et culturels

Le théâtre en rond.

- Le Théâtre en Rond de Sassenage est un théâtre dénommé ainsi en raison de sa forme ovoïdale rappelant la forme des théâtres antiques. Le 17 septembre 2004, le théâtre subit un très grave incendie qui le ravage complètement. Il est reconstruit quasiment à l'identique en 2008 par l'Atelier d'Architecture Chabal, associé aux scénographes de dUCKS scéno et aux acousticiens d'E.A.I. La capacité de la salle est de 360 places.
De nos jours, le Théâtre en rond reste l'un des rares lieux culturels de Grenoble-Alpes Métropole à conserver des spectacles liés à l'humour[91].

- La médiathèque « l'Ellipse » est située derrière l'hôtel de ville et présente 17 500 livres pour adultes, 11 300 livres et albums pour la jeunesse, 9 500 CD adulte et jeunesse, des DVD musicaux, des partitions pour les musiciens, un programme culturel pour les adultes et les enfants.
- Le centre associatif Saint-Exupéry public de Sassenage, situé square de la Libération, propose de nombreuses activités, physiques et culturelles et accueille des associations locales. Au titre d'être un service ressource pour les associations comme pour les particuliers à la recherche de service de loisirs[92].
- Le Conservatoire communal Alfred Gaillard est un  conservatoire de musique fut fondé, à titre privé en 1957 par Alfred Gaillard et repris par la municipalité en 1983 et agréé par le ministère de la Culture en 2000. Ce service accueille 420 élèves dès l'âge de 5 ans, encadrés par 24 enseignants. Il est ouvert à tous et propose des ateliers musicaux, une chorale, un orchestre et des ensembles instrumentaux[93].

### Justice, sécurité, secours et défense

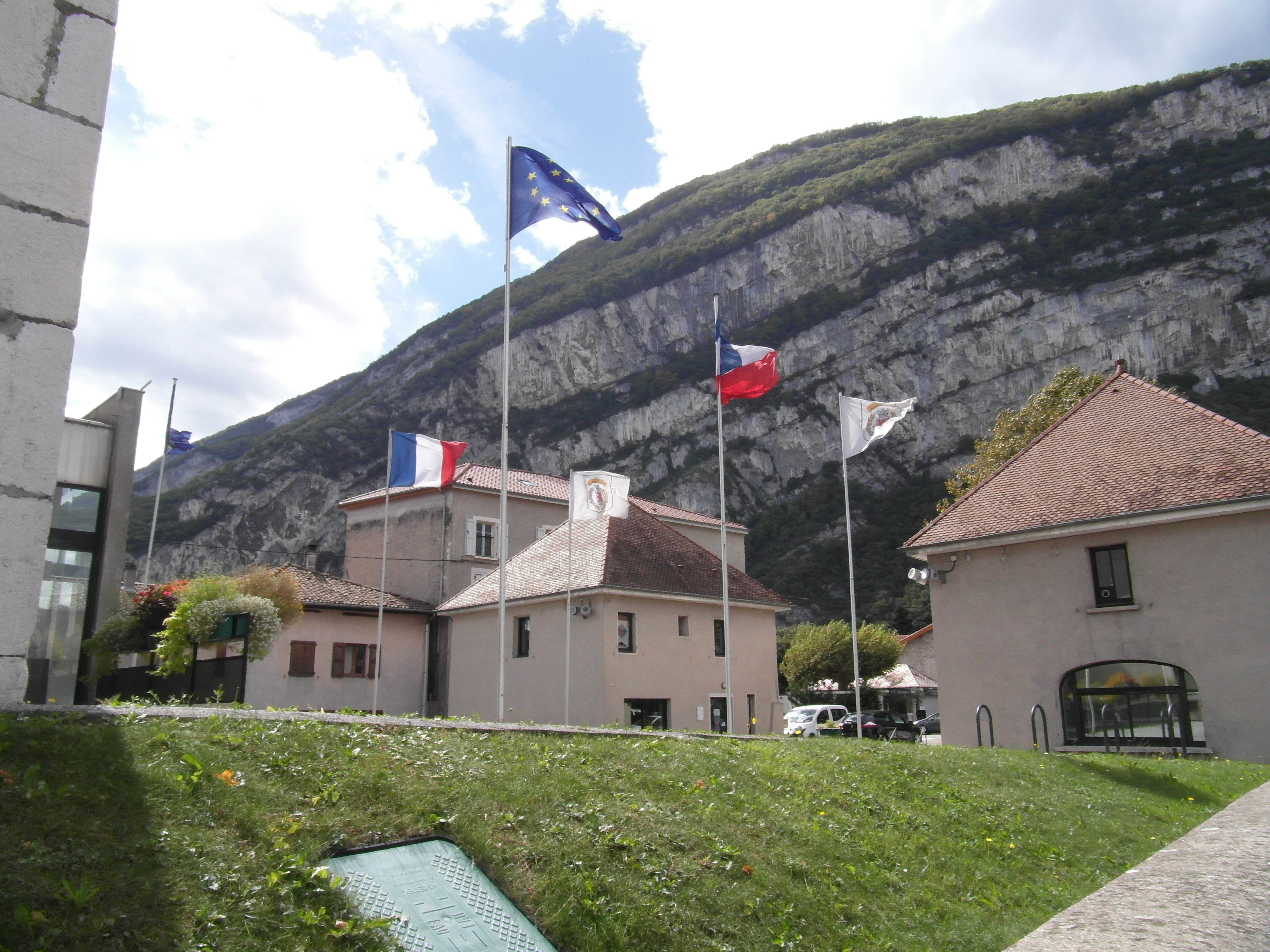
Esplanade de la mairie

La commune dispose de deux services chargées de la sécurité locale au service de la population. Les locaux sont tous les deux situés à proximité du centre-ville.
Un service de bureau de police municipale est situé dans le bâtiment de l'hôtel de ville. Ce service est composé de huit policiers municipaux[réf. nécessaire].
Un bâtiment, situé rue Lesdiguières, non loin de la mairie et du parc de l'Ovalie, abrite les bureaux de la Brigade territoriale autonome de gendarmerie de Sassenage.
Sassenage est rattachée judiciairement à la cour Cour d’appel ainsi qu'au Tribunal d'instance, au Tribunal de commerce, au Conseil des prud’hommes ainsi qu'au Tribunal administratif de Grenoble, ville qui est en outre le siège de la Préfecture de l'Isère et du Conseil départemental.

## Population et société

### Démographie
L'évolution du nombre d'habitants est connue à travers les recensements de la population effectués dans la commune depuis 1793. Pour les communes de plus de 10 000 habitants les recensements ont lieu chaque année à la suite d'une enquête par sondage auprès d'un échantillon d'adresses représentant 8 % de leurs logements, contrairement aux autres communes qui ont un recensement réel tous les cinq ans,.

En 2022, la commune comptait 11 579 habitants, en évolution de +1,82 % par rapport à 2016 (Isère : +3,07 %, France hors Mayotte : +2,11 %).
| 1793 | 1800  | 1806  | 1821  | 1831  | 1836  | 1841  | 1846  | 1851  |
| ---- | ----- | ----- | ----- | ----- | ----- | ----- | ----- | ----- |
| 290  | 1 242 | 1 050 | 1 216 | 1 155 | 1 420 | 1 450 | 1 464 | 1 514 |

| 1856  | 1861  | 1866  | 1872  | 1876  | 1881  | 1886  | 1891  | 1896  |
| ----- | ----- | ----- | ----- | ----- | ----- | ----- | ----- | ----- |
| 1 511 | 1 505 | 1 708 | 1 523 | 1 544 | 1 632 | 1 560 | 1 549 | 1 587 |

| 1901  | 1906  | 1911  | 1921  | 1926  | 1931  | 1936  | 1946  | 1954  |
| ----- | ----- | ----- | ----- | ----- | ----- | ----- | ----- | ----- |
| 1 559 | 1 347 | 1 275 | 1 344 | 1 724 | 1 821 | 1 625 | 1 648 | 2 439 |

| 1962  | 1968  | 1975  | 1982  | 1990  | 1999  | 2006   | 2011   | 2016   |
| ----- | ----- | ----- | ----- | ----- | ----- | ------ | ------ | ------ |
| 2 589 | 4 118 | 7 021 | 8 945 | 9 788 | 9 735 | 10 554 | 11 190 | 11 372 |

| 2021   | 2022   | - | - | - | - | - | - | - |
| ------ | ------ | - | - | - | - | - | - | - |
| 11 660 | 11 579 | - | - | - | - | - | - | - |

### Sports et loisirs

#### Badminton
Le Sassenage Badminton Club est un club sportif de niveau régional. Plus de 200 jeunes, adultes, en usage loisir et compétiteurs se croisent au club. le SBC38 a obtenu le Label deux étoiles de la Fédération française de Badminton pour la qualité de son école de Badminton.

#### Rugby
Le FC Grenoble Amazones (ex Rugby Sassenage Isère) est un club comportant une section féminine de rugby à XV. La section féminine est un club de rugby à XV féminin français participant au championnat de France féminin de rugby à XV[réf. nécessaire].

#### Football
L'U.S Sassenage Football est un club de niveau régional (l'équipe Sénior I est en P.H.R.). Il compte près de 400 licenciés, dont plus de 140 joueurs dans le football d'animation (débutants, poussins et benjamins). Ainsi, 21 équipes sont engagées chaque week-end sur les terrains de la ligue Rhône-Alpes et du District de l'Isère. Il a obtenu le Label de la Fédération française de football en 2006 pour la qualité de son école de football.

#### Basket-Ball
L'USSB : L'Union Sportive Sassenageoise de Basket-ball compte plus de 10 équipes. Des plus jeunes (équipes poussins) aux plus expérimentés (équipes séniors), le club de basket de Sassenage joue au niveau départemental mais aussi au niveau régional (l'équipe des séniors filles 1).

#### Randonnée
Le Club Montagnard Sassenageois est une des plus anciennes associations de la ville de Sassenage, proposant des sorties en montagne été comme hiver.

#### Centre équestre
Le centre d'équitation la Chevauchée de la Renardière est situé dans le quartier des Moironds, au nord de la commune. Celui-ci présente une direction commune avec les fermes équestres du Vercors, centre équestre situé à Villard-de-Lans

#### Plongée sous-marine
Il existe deux clubs de plongée sur la commune, dont Sassenage Plongée. Créé en 1981, ce club associatif sous l'égide de la Fédération française d'études et de sports sous-marins (FFESSM), regroupe une centaine d'adhérents (adultes et enfants à partir de 10 ans). Les entraînements se déroulent à la piscine de Sassenage. Les formations en plongée bouteille sont ensuite validées lors de sorties plongées en milieu naturel (mer Méditerranée ou lac).

### Médias

#### La presse écrite
La mairie publie un journal local destiné aux résidents de la commune. Celui-ci est dénommé Sassenage en Pages jusqu'en avril 2023 et fût ensuite renommé Sassenage Magazine à la suite de l'arrivée de Michel Vendra au poste de maire.
L'ensemble de ses éditions sont consultables sur le site internet de la mairie
Le Dauphiné libéré, quotidien régional à grand tirage et grand organe de la presse écrite est distribué sur le territoire de la commune de Sassenage ainsi que chez les marchands de journaux locaux. Celui-ci consacre, chaque jour, y compris le dimanche, dans son édition de Grenoble-Vercors, un ou plusieurs articles à l'actualité de la ville et de la Métropole, ainsi que des informations sur les éventuelles manifestations locales, les travaux routiers, et autres événements divers à caractère local.

#### Presse audiovisuelle
- Ici Isère, anciennement France Bleu Isère, est la station de radio locale publique qui couvre le territoire de la commune ainsi que l'ensemble du département de l'Isère.

Logo de téléGrenoble Isère

- En ce qui concerne la réception de la télévision, les habitants de la commune peuvent recevoir les 26 chaines de la TNT, comprenant une édition de France 3 : France 3 Alpes - Grenoble, ainsi que la chaîne privée généraliste téléGrenoble Isère.

#### Le réseau Internet
En 2014, la commune de Sassenage a été récompensée par le label « Ville Internet @@ ». En 2010 elle était labellisé « Ville Internet @@@ ».

### Cultes

#### Culte catholique
La paroisse, dont dépendent les églises (propriétés de la commune) et les membres de la communauté catholique de Sassenage, est dénommée « Paroisse Saint Michel du Drac », le secrétariat paroissial étant situé dans la commune voisine de Fontaine. Un site internet présentant cette activité cultuelle permet de connaitre toutes les informations sur ce sujet.

#### Autres cultes
Les mosquées les plus proches de Sassenage sont situées à Fontaine, à environ 3 km et plusieurs autres sont situées à Grenoble, à environ 6 km de Sassenage.
En ce qui concerne le culte juif, la synagogue la plus proche de la commune, se situe, rue Maginot à Grenoble, soit à environ 6 km de Sassenage.

## Économie

### Secteur artisanal et commercial
La commune ne présente pas de commerce de détail en libre-service, de grande taille, type hypermarché, voire un grand Centre commercial, mais elle héberge sur son territoire un supermarché de type classique et un supermarché de hard-discount.
Le groupe de distribution allemand, connu pour ses enseignes de vente en gros de type cash & carry, dénommé Metro possède une surface de vente situé dans la zone industrielle de Sassenage.

### Secteur agricole
La commune fait partiellement partie de l'aire géographique de production et transformation du « Bois de Chartreuse », la première AOC de la filière Bois en France.
Sassenage est une des communes d'un secteur de vignobles pouvant revendiquer le label IGP « Coteaux-du-grésivaudan », comme la plupart des communes de la moyenne vallée de l'Isère (Grésivaudan et cluse de Voreppe).

### Secteur industriel

#### Air liquide

Le logo d'Air liquide.

Le fleuron industriel de Sassenage est la société Air liquide spécialisée dans le développement d'équipements cryogéniques et l'exploitation des gaz rares. Installée depuis 1962 grâce à la conviction du physicien Louis Weil qui voyait dans la cryogénie un avenir industriel. Les premières applications voient rapidement le jour dans le domaine spatial. En 2013, la société possède l'une des trois stations de recharge d’hydrogène installées dans la métropole grenobloise. Le site reçoit en août 2015, la visite du président François Hollande, montrant ainsi l'intérêt que portent les pouvoirs publics à cette source d'énergie,. Le 4 juin 2016, dans le cadre de sa visite d'État en France, la présidente de Corée du Sud, Park Geun-hye vient visiter ce site d'Air liquide.
En 2021, le site compte 1 300 salariés pour 14 000 m2 de bureaux et 20 000 m2 d'ateliers de production. Cette même année, lors de sa mission spatiale à bord de la station spatiale internationale, l'astronaute Thomas Pesquet survolant Grenoble, rend hommage à ce campus technologique où est conçu le super congélateur de la station spatiale.

#### Carrières de Sassenage

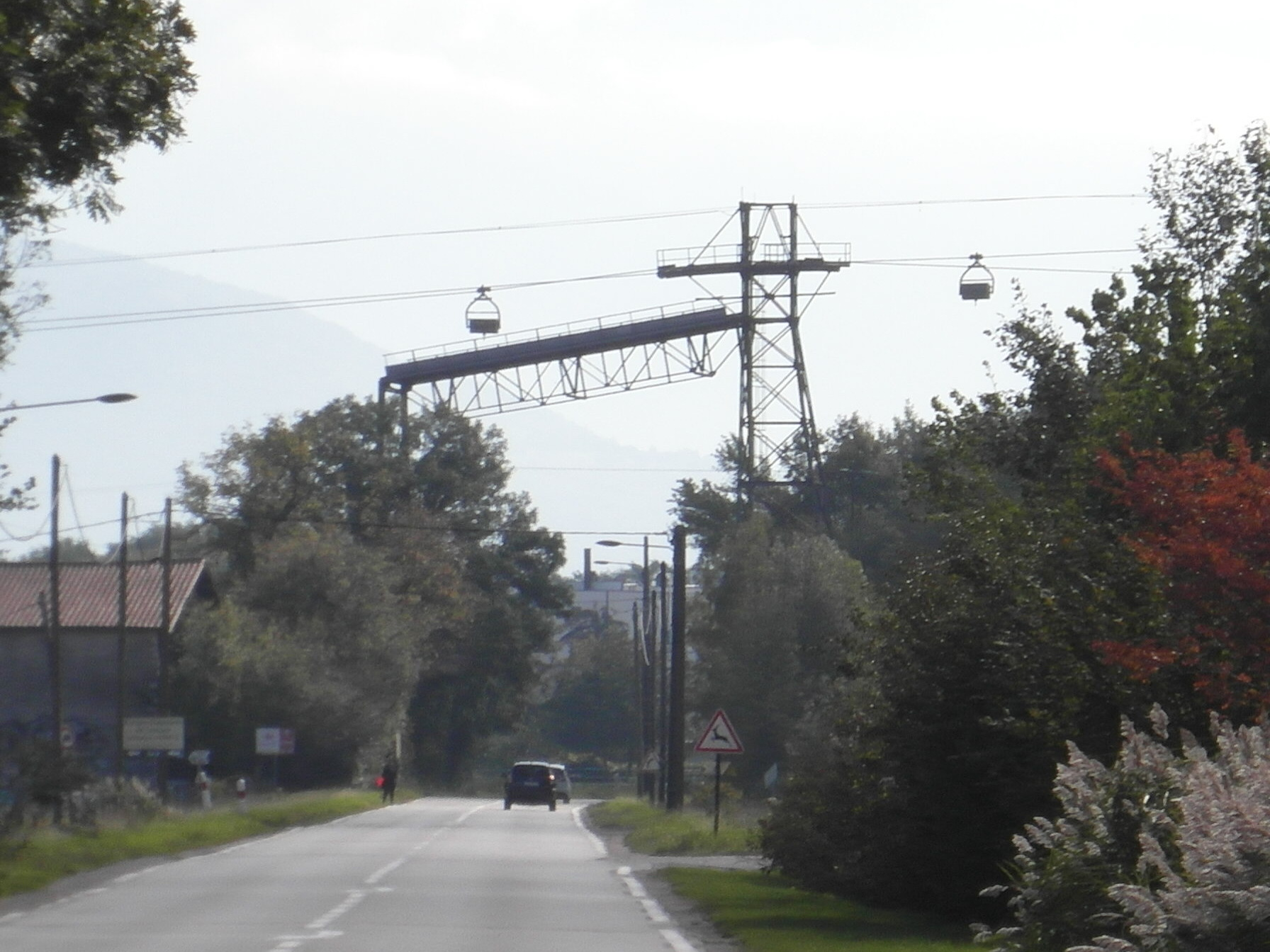
Télébenne de Sassenage

Émile Félicien Balthazard, entrepreneur, décide en 1912 d'exploiter une carrière de pierres à chaux à Sassenage pour produire de la chaux, matériau utilisé pour fabriquer du béton de ciment. Le site est situé au-dessus de la route de Valence, non loin du hameau des Côtes de Sassenage.
L’effectif de la société augmente rapidement durant les années 1930, mais la Seconde Guerre mondiale et la mécanisation ralentissent et interrompent cette croissance durant la durée du conflit. Depuis les années 1970, les wagonnets, transportés par câble aérien de la société « Balthazard et Cotte », acheminent la chaux depuis les carrières de Sassenage vers les cimenteries Vicat situées à Saint-Égrève, en enjambant la route de Villard-de-Lans, puis en surplombant l’Isère et l’autoroute A48.

#### Centre de tri postal

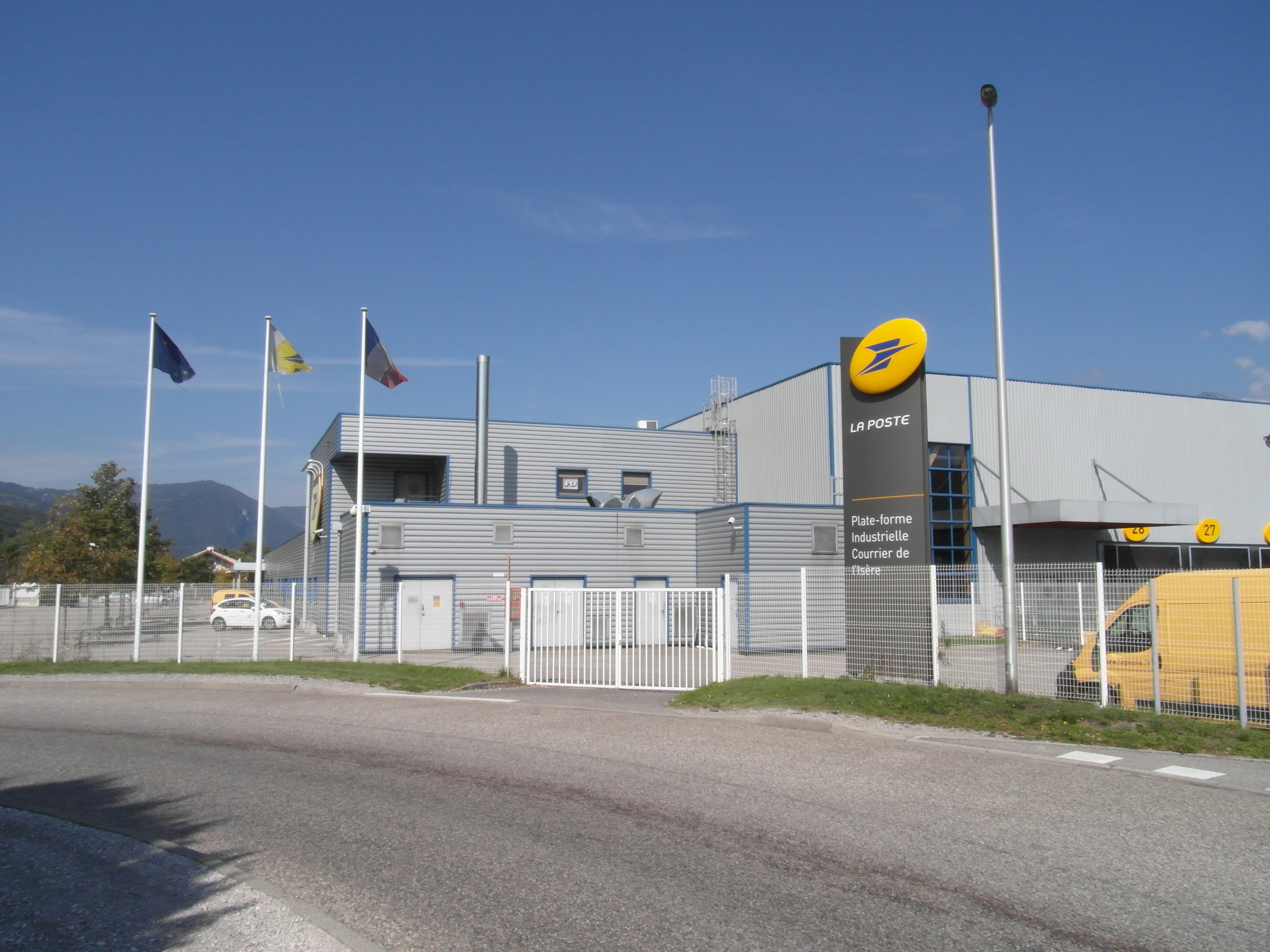
Le centre de tri, vu depuis le rond point

La commune de Sassenage abrite sur son sol un centre de tri postal dénommé « plateforme industrielle Courrier Isère-Savoie », située rue François-Blumet, non loin du parc de l'Ovalie.
L'établissement, géré par La Poste, présente, depuis la route, un bâtiment d’une surface d'environ 13 000 m2  qui permet de traiter en son sein, avec un effectif de 300 salariés, le courrier en arrivée et en départ des départements de l’Isère et de la Savoie. Cet établissement ultra moderne, situé non loin de l'autoroute A48 est équipé d’une machine effectuant le tri Préparatoire, de six trieuses dont quatre pour les courriers à petit format et deux trieuses pour les courriers à grand format, d’une salle dite de « vidéo-codage », et enfin, d’un équipement qui permet de répartir les divers plis dans l’ordre de distribution afin d'optimiser la tournée du facteur au niveau local.

#### Technicentre VéloPlus
Depuis 2017, ce « technicentre », consacré à la gestion du parc de vélos de Grenoble-Alpes Métropole, est installé à proximité du centre de tri postal et du parc de l'Ovalie.
Cet établissement abrite des bureaux, des ateliers de réparation, un magasin de pièces détachées et un hangar de stockage des vélos. Ce service public dépendant de la Métropole et dénommé VéloPlus gère la location de 7 000 vélos via et se présente comme le premier parc locatif de ce type de véhicule en Province.

### Secteur hôtelier et touristique

#### Restaurants et les hôtels
La commune qui fut un haut lieu gastronomique, de par la présence de nombreux débits de boissons et restaurants situés autour de la gare du tramway et de l’actuelle place Reverdy, mais également sur les bords du torrent du Furon et au hameau des Côtes, compte encore aujourd'hui une dizaine de restaurants ou de brasseries, les plus fréquentés étant situés près des Cuves ou du château de Sassenage. La commune compte également un hôtel classé trois étoiles, situé à proximité de l'autoroute A48.

#### Office de tourisme
Ouvert durant certaines périodes de l'année, l’office de tourisme de Sassenage, désormais géré par Grenoble-Alpes Métropole et anciennement situé dans l’un des pavillons encadrant le château des Blondes, a déménagé ses bureaux et son service d'accueil, devenu saisonnier, sur le site du château de Sassenage. Ce service met à votre disposition du public de passage une documentation fournie et un agent d'accueil pour l'information.

## Culture locale et patrimoine

### Lieux et monuments
La ville de Sassenage héberge six monuments historiques, trois classés et trois inscrits. Parmi les monuments inscrits se trouvent le château de Sassenage, la fontaine située sur l'actuelle place Reverdy et la croix en pierre sur la place de la Libération. L'église Saint-Pierre est quant à elle partiellement inscrite et les fontaines situées place au plâtre et place de la Libération sont également inscrites.
La Tour de Sassenage, édifiée au XIIIe siècle, construite par la famille Chaulnais n'est pas situé dans la commune, mais dans le centre historique de Grenoble.
La croix de Sassenage : 
Il s'agit d'une croix monumentale en pierre située chemin de Billery. Celle-ci est classée au titre des monuments historiques par arrêté du 9 juin 1943.

#### Les églises

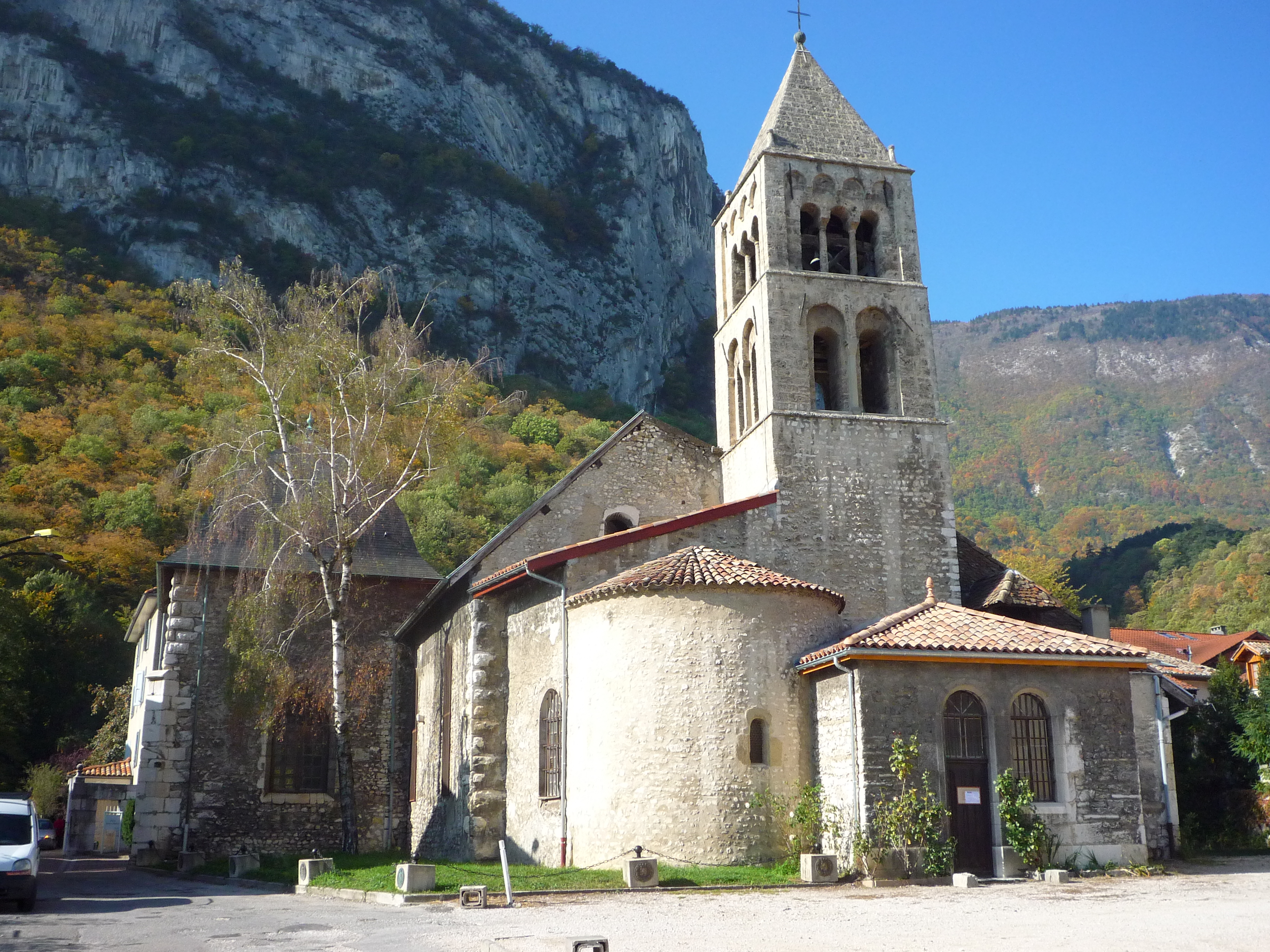
L'église Saint-Pierre de Sassenage en 2009.

La petite cité de Sassenage compte, dès le XIe siècle, deux églises. Elles sont toujours visibles et peuvent être visitées :
- L'église de Sassenage, construite au cœur du bourg de Sassenage au XIe siècle est située au bord du Furon abrite depuis 1822 le tombeau du duc de Lesdiguières et de sa famille. Le tableau Notre-Dame du Rosaire est situé dans l'église sur le mur sud de la nef, encadré par deux vitraux représentant saint Ismidon de Sassenage et saint Pierre. Le commanditaire de cette œuvre est Jean Volmar Chevalier, un riche commerçant local du XVIIe siècle.
Le clocher, la chapelle et l'ensemble contenant le tombeau font l'objet d'une inscription partielle au titre des monuments historiques par arrêté du 11 février 1930[119].
Le décrochement qui se situe du côté sud de l'église abrite une ancienne chapelle d'architecture Renaissance et ajoutée par la Famille des Béranger-Sassenage.
- L'église des Côtes dite « Notre-Dame des Vignes » : 
Cette église, située sur l'ancienne route d'Engins, a été construite avant l'apparition de l'art Roman et sa datation assez difficile permet tout de même d'évaluer sa construction au plus tard du début du Xe siècle. Elle servit de Chapelle aux seigneurs de Sassenage[120].

#### Les châteaux

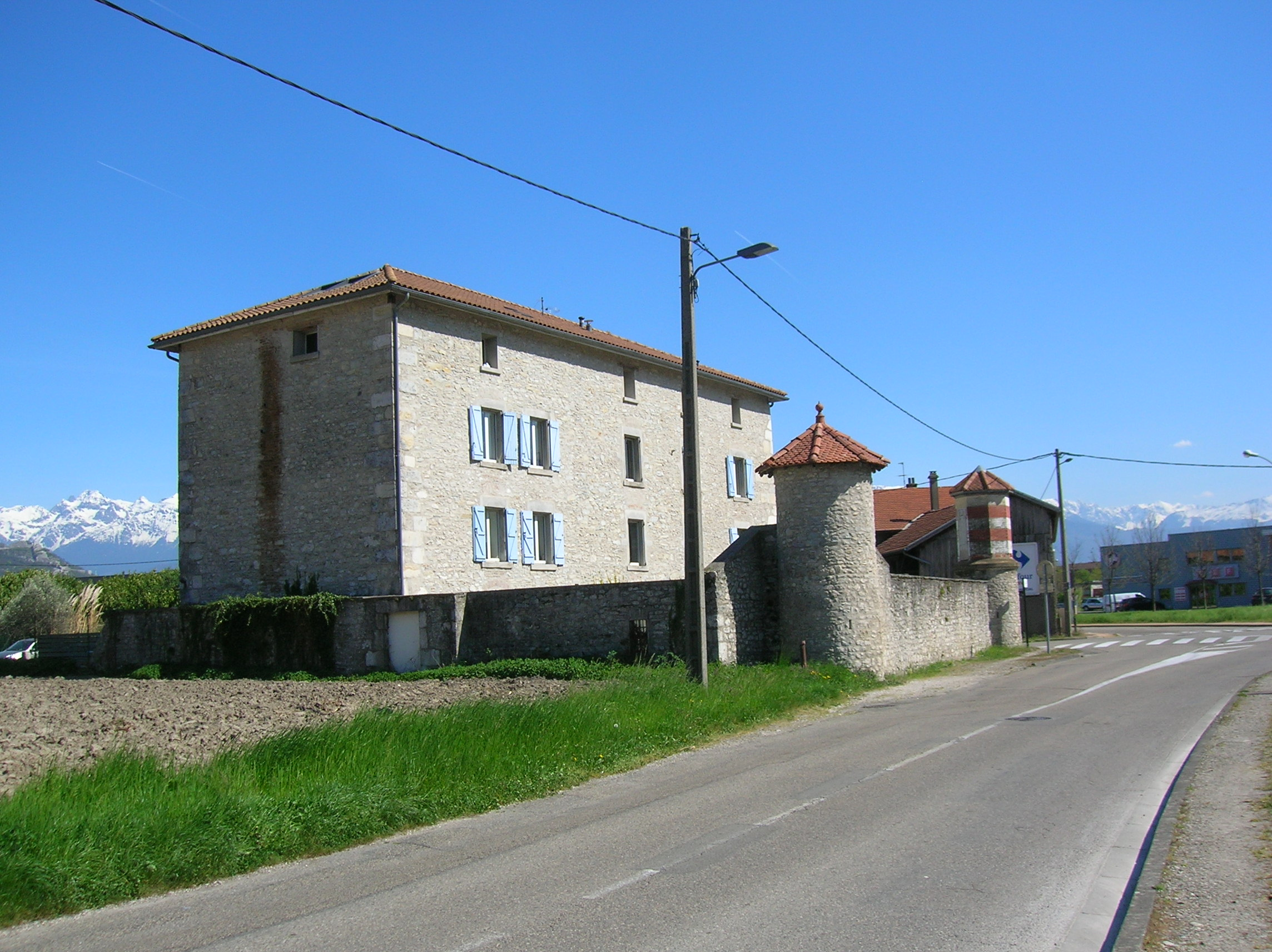
Château de Vinay

##### Château de Vinay
Datant du XVIIe siècle, cette ancienne maison forte, (du latin domus fortis), souvent qualifiée de château, est situé en limite du territoire de Sassebage avec celui de la ville de Fontaine. Il s'agit d'une haute maison de maître très ancienne et probablement construite sous Louis XIII. Entouré de champs cultivés, son secteur est encore très rural, malgré la proximité de l'autoroute et du Polygone scientifique de Grenoble. Le site est une propriété privée et ne se visite pas.
L'écrivain, géographe et alpiniste français Henri Ferrand y habita durant une longe période vers la fin du XIXe siècle et le début du XXe siècle.

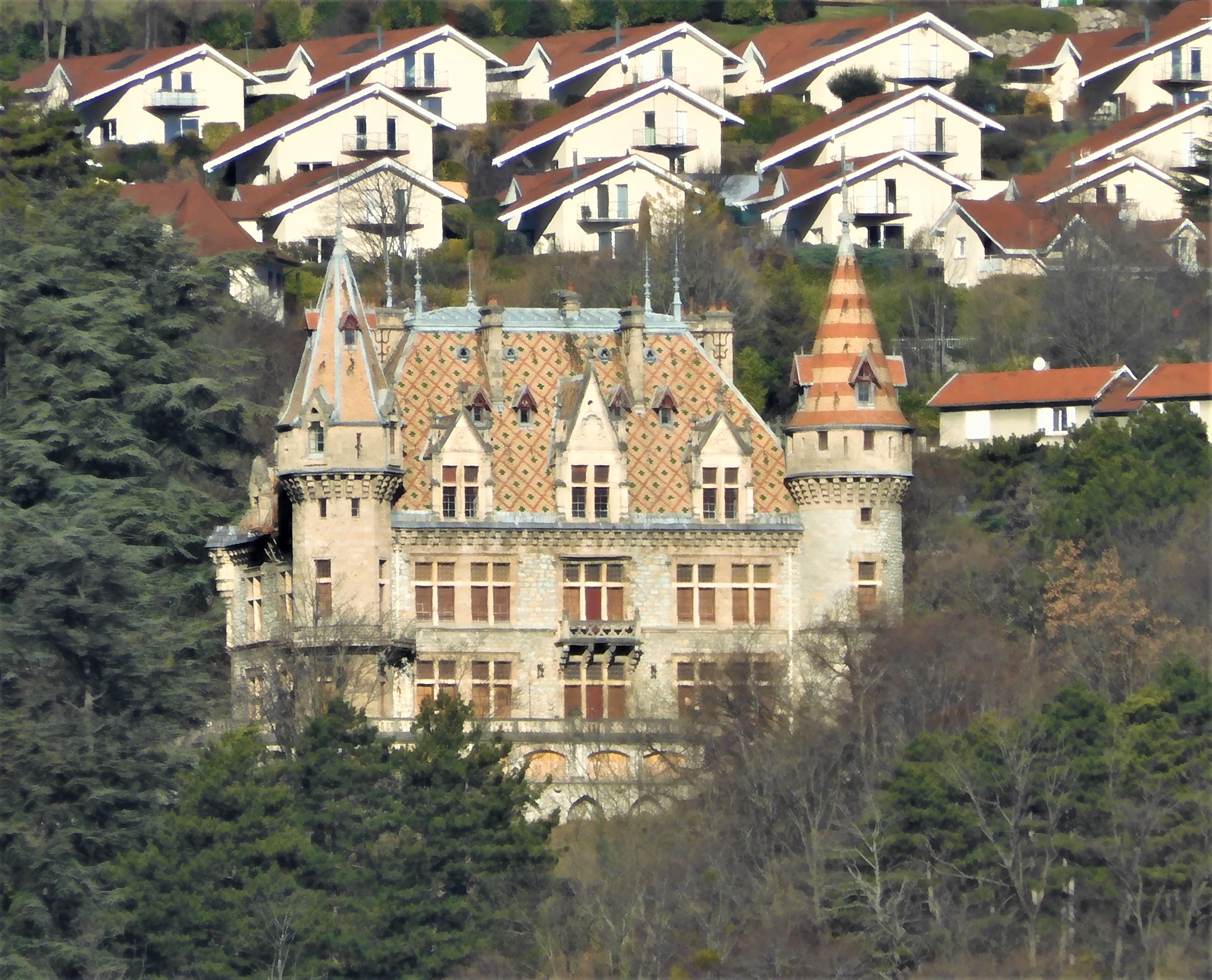
Château de Beaurevoir

##### Château de Beaurevoir
En 1880, le gantier Alphonse Terray (1847-1912), grand-père de l’alpiniste Lionel Terray, fait édifier le château de Beaurevoir, de style baroque, appelé à l’époque château de Beauregard. Celui-ci est réalisé avec des pierres récupérées de l’ancien château féodal du XIIe siècle appelé « château des Côtes », ou château primitif.

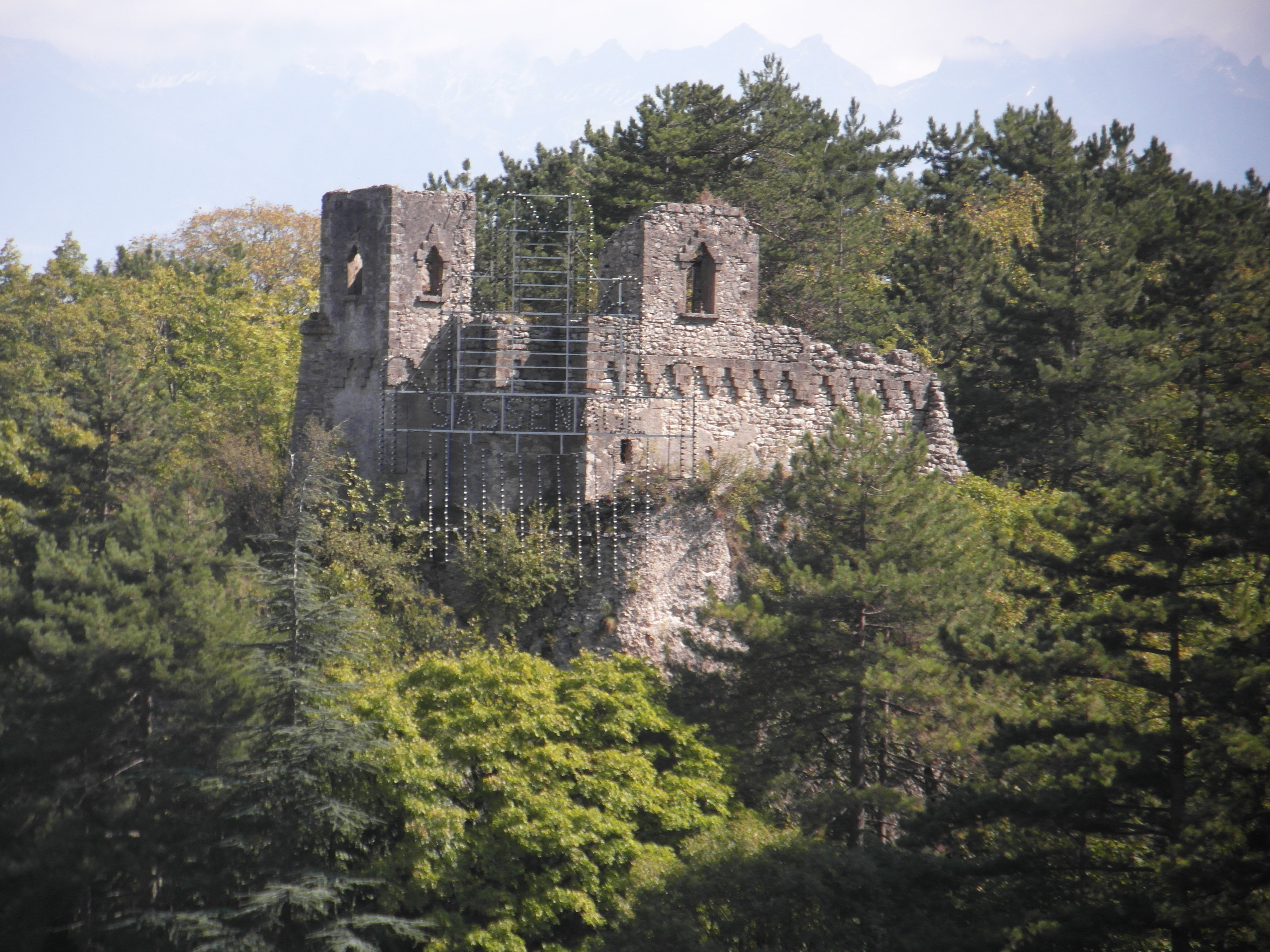
Château féodal

Les architectes ont très largement fait appel à la technique du ciment moulée, très souvent utilisé à Grenoble à cette époque. Cette construction a également été renforcée avec une armature métallique, toujours dans la même tradition de l'époque.

##### Le château dit «féodal»
Quelques années après son château de Beaurevoir, le même Alphonse Terray fit élever, au bout de sa propriété et juste au-dessus de son premier édifice, un second château, nettement plus modeste, mais dans un style considéré à l'époque comme féodal, avec tours, donjons, mâchicoulis et créneaux.
Les auteurs de cette construction originale sont les architectes grenoblois, messieurs Chatrousse et Ricoud. Elle est partiellement détruit par une explosion avant 1914 et il ne reste que des ruines visibles depuis le hameau des Côtes de Sassenage.

##### Le château des Blondes
Cet ensemble a été construit en 1722 à la demande du docteur Antoine-Henri Ducoin. Il est très longtemps un établissement de charité destiné à venir en aide aux jeunes filles déshéritées, selon les souhaits du roi Louis XV. À la chute de la royauté, privé de financements publics, l'établissement est fermé durant la période de la Révolution française, puis est vendu à des particuliers.
Longtemps aux mains de différents propriétaires privés, ce bâtiment est réhabilité, en 1988 par la municipalité afin que cette ancienne manufacture de dentelle de soie très appréciée au XVIIIe siècle (dite « la blonde ») puisse héberger la mairie et les services municipaux, dont les bureaux de la police municipale et l'office de tourisme. Le monument aux morts a été déplacé derrière le bâtiment dans les années 1990
De nos jours, ce bâtiment n'a conservé que ses façades d'origine.

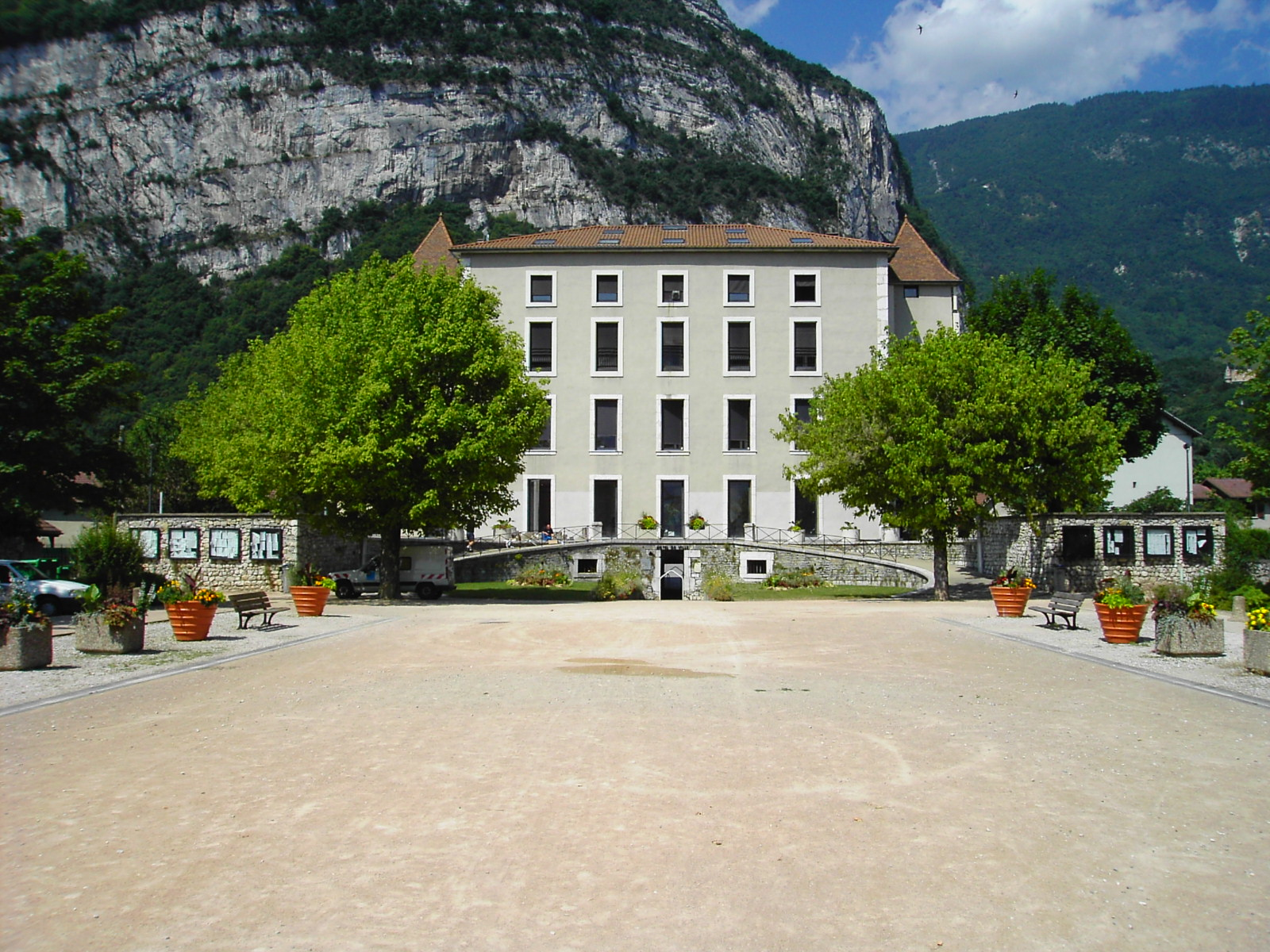
Château des Blondes

##### Château de Sassenage et ses jardins
Construit de 1662 à 1669 par Charles Louis Alphonse de Sassenage, le Château de Sassenage contient un ensemble de salons présentant une admirable collection de meubles d'époque estampillés des Hache et des grands ébénistes parisiens du XVIIIe siècle.
En fait, la famille de Sassenage, attirée par la cour du roi à Versailles, y demeura assez peu et cet édifice pu ainsi conserver son authenticité au fil des siècles. Le château et son parc sont classés au titre des monuments historiques, par arrêté du 9 septembre 1942. Depuis 1971, le château et ses jardins sont la propriété de la Fondation de France

Quelques photos du château de Sassenage
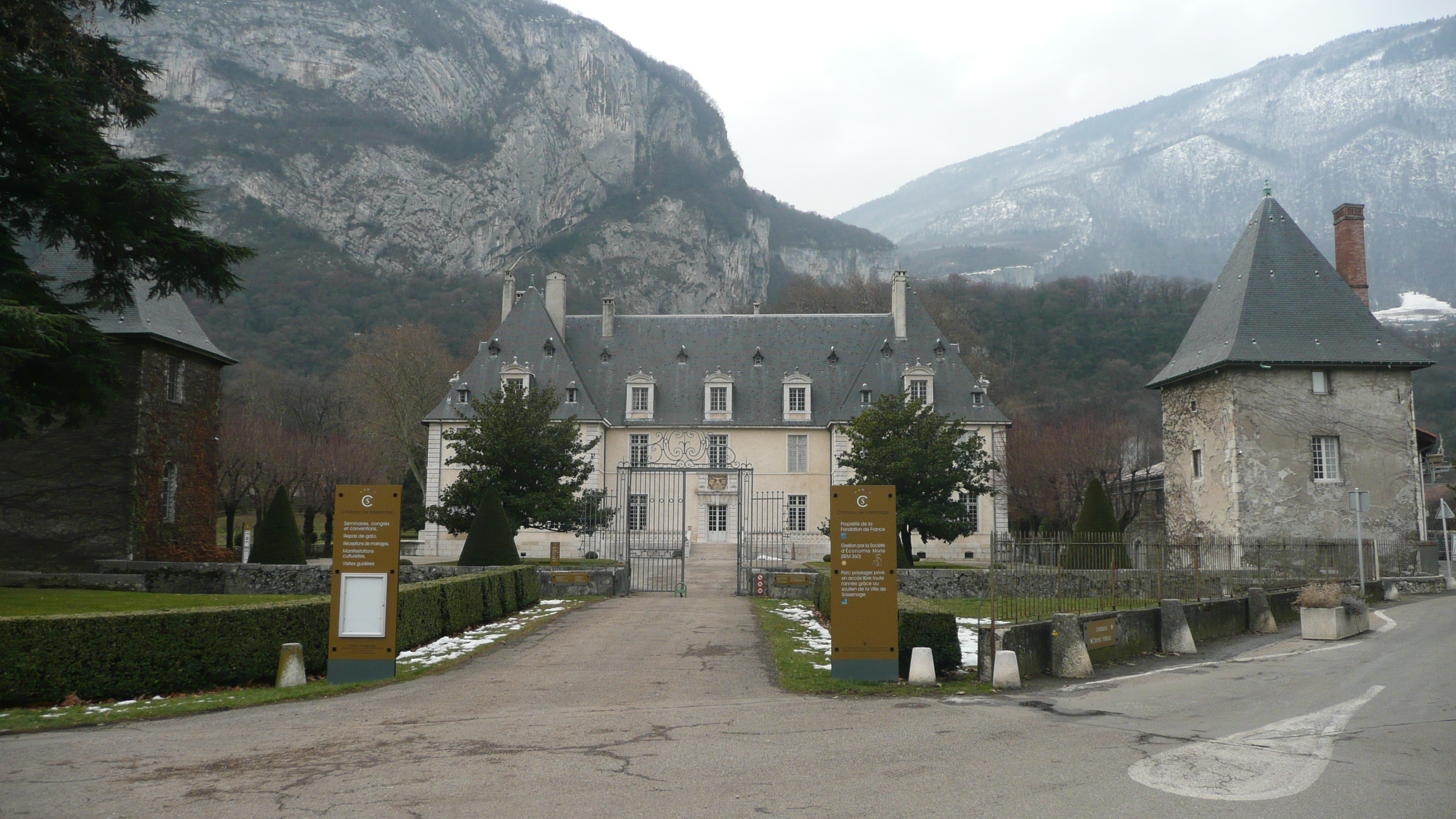
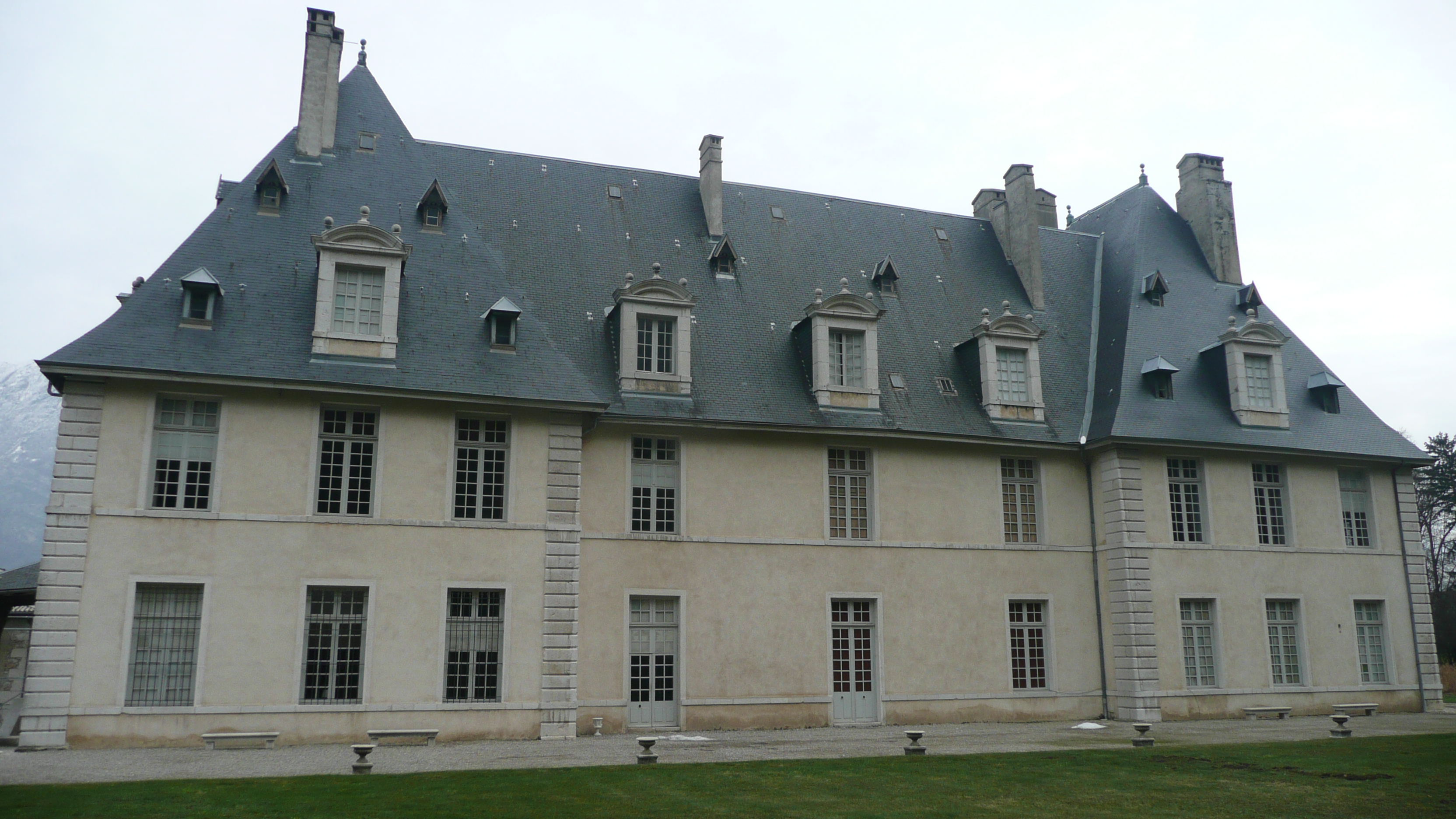
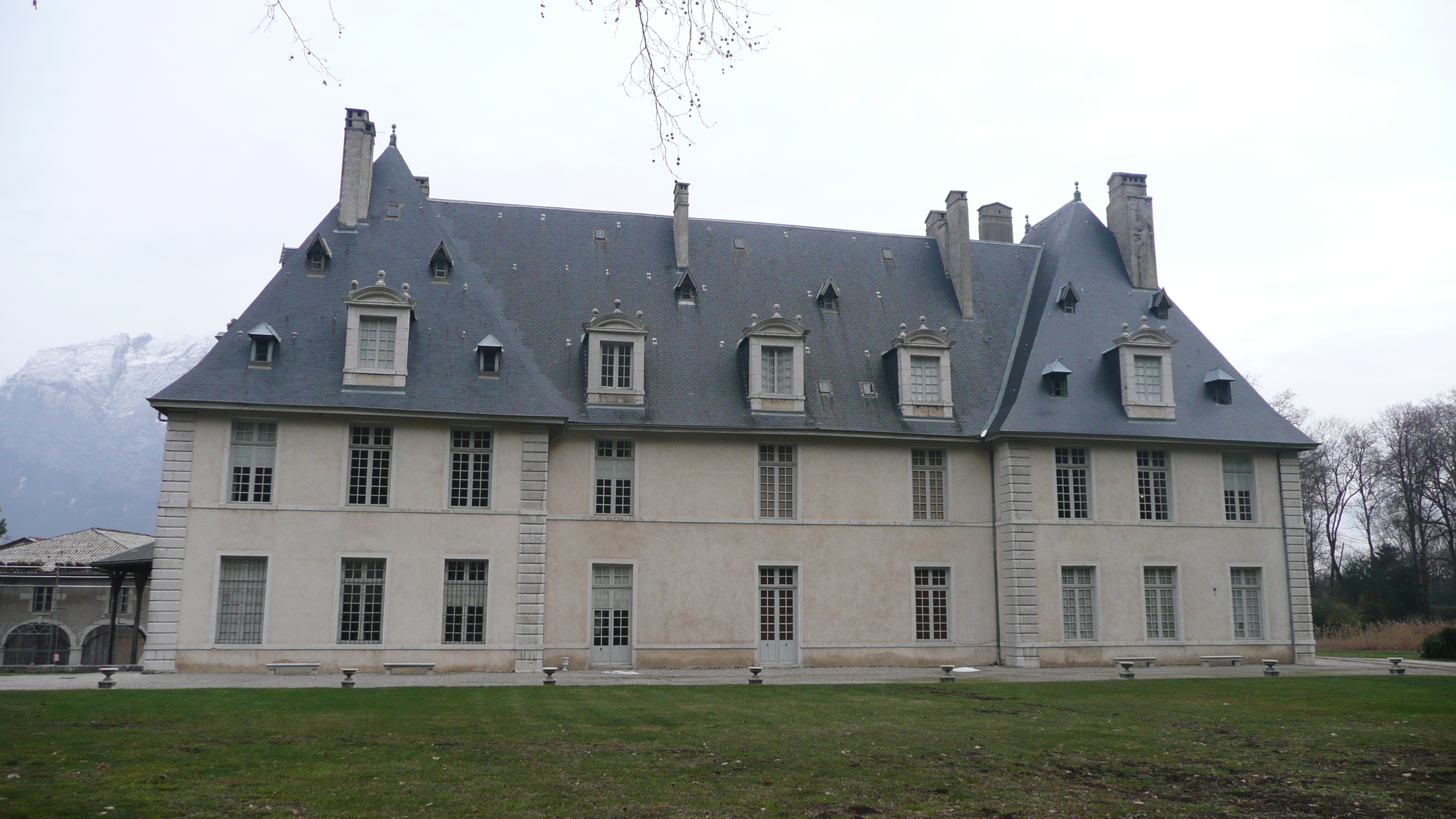
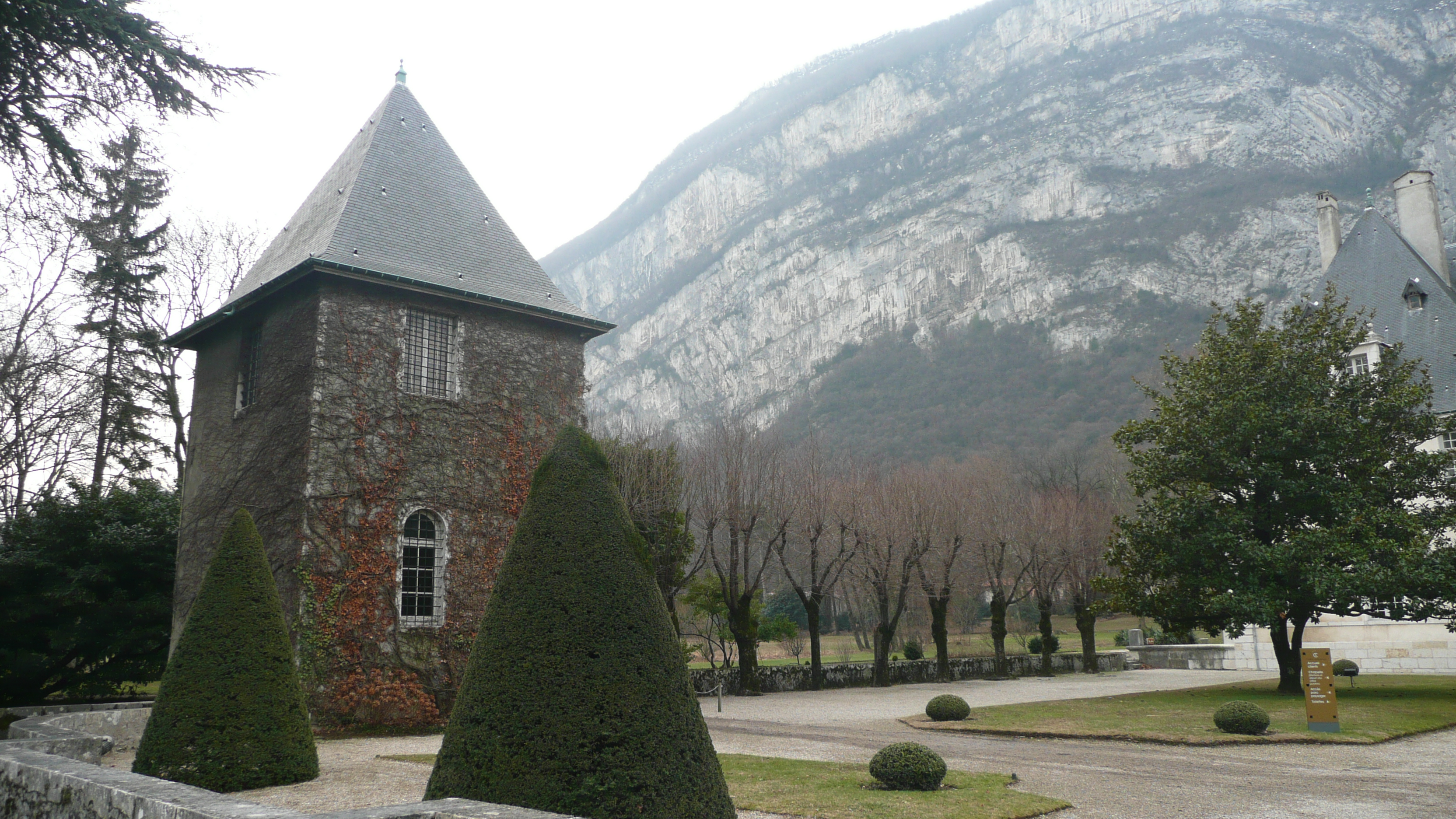
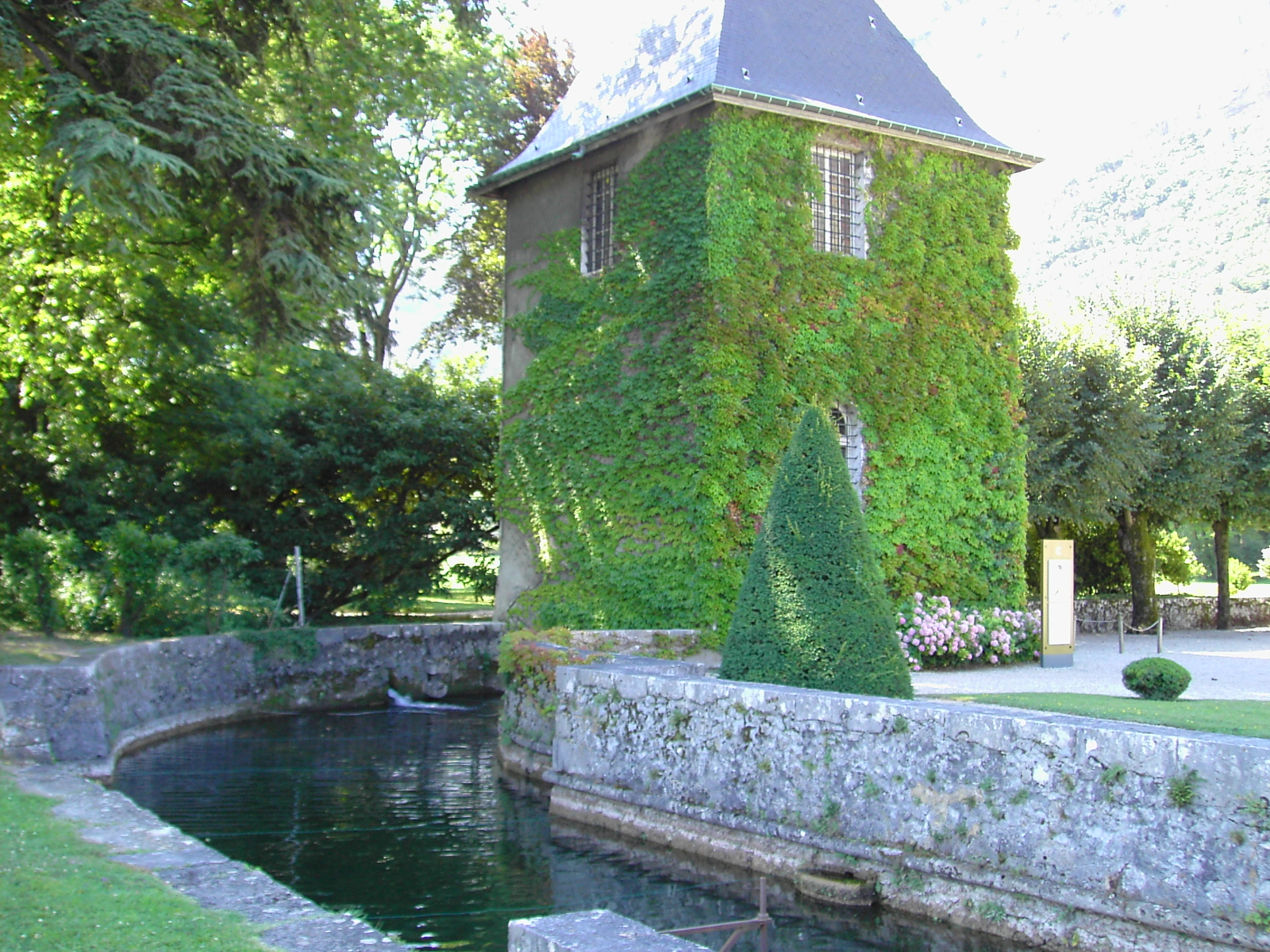
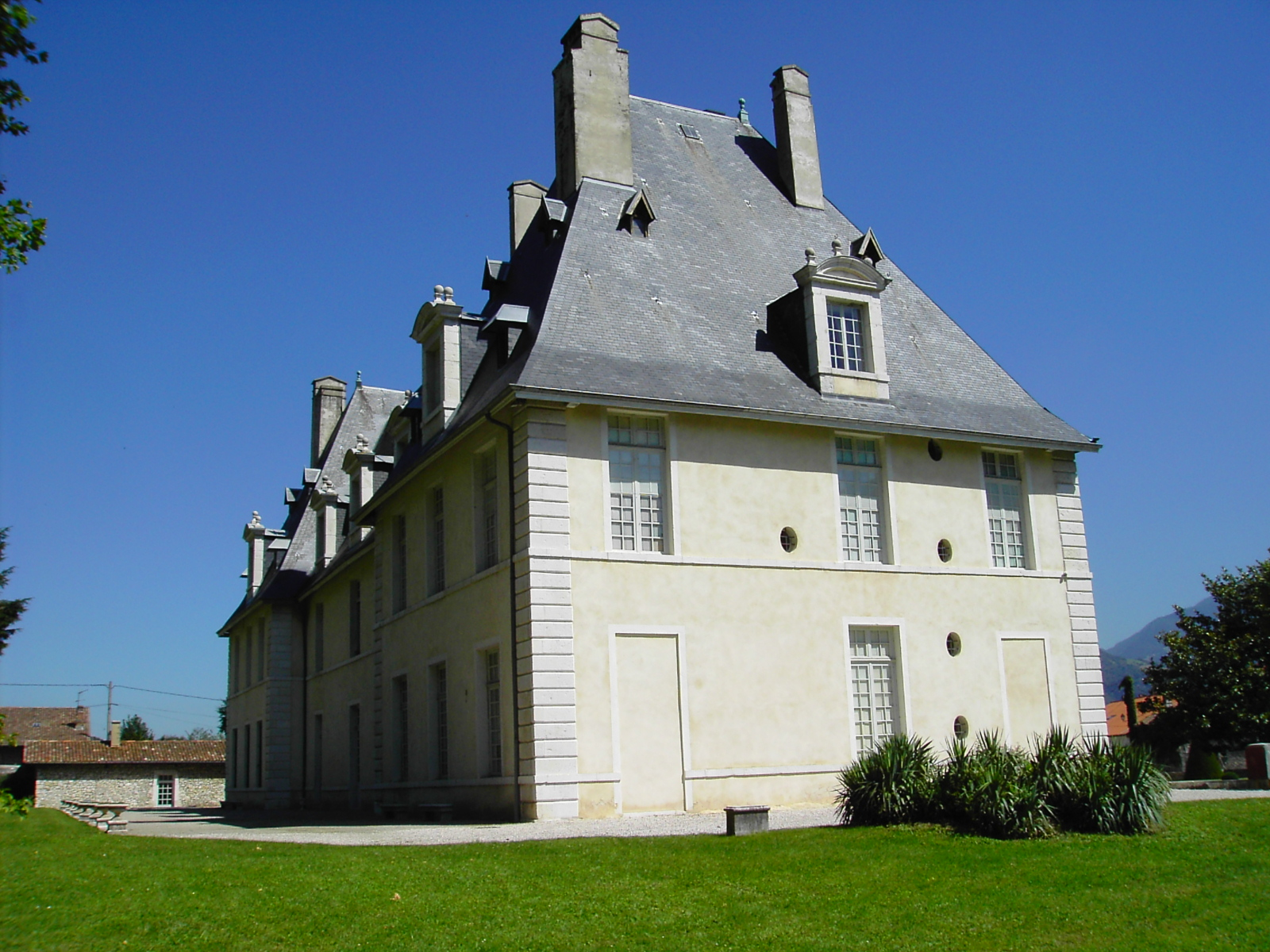
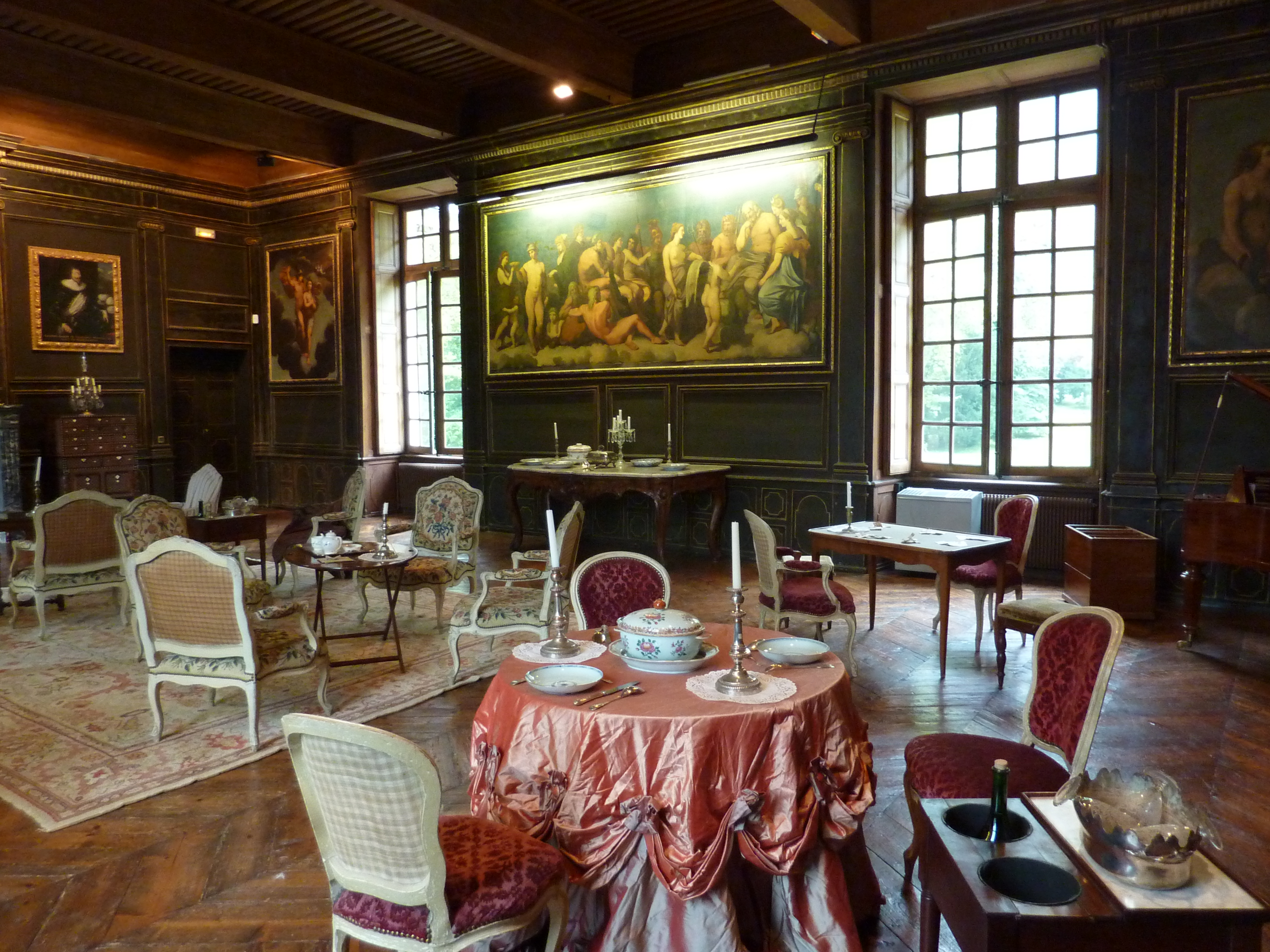
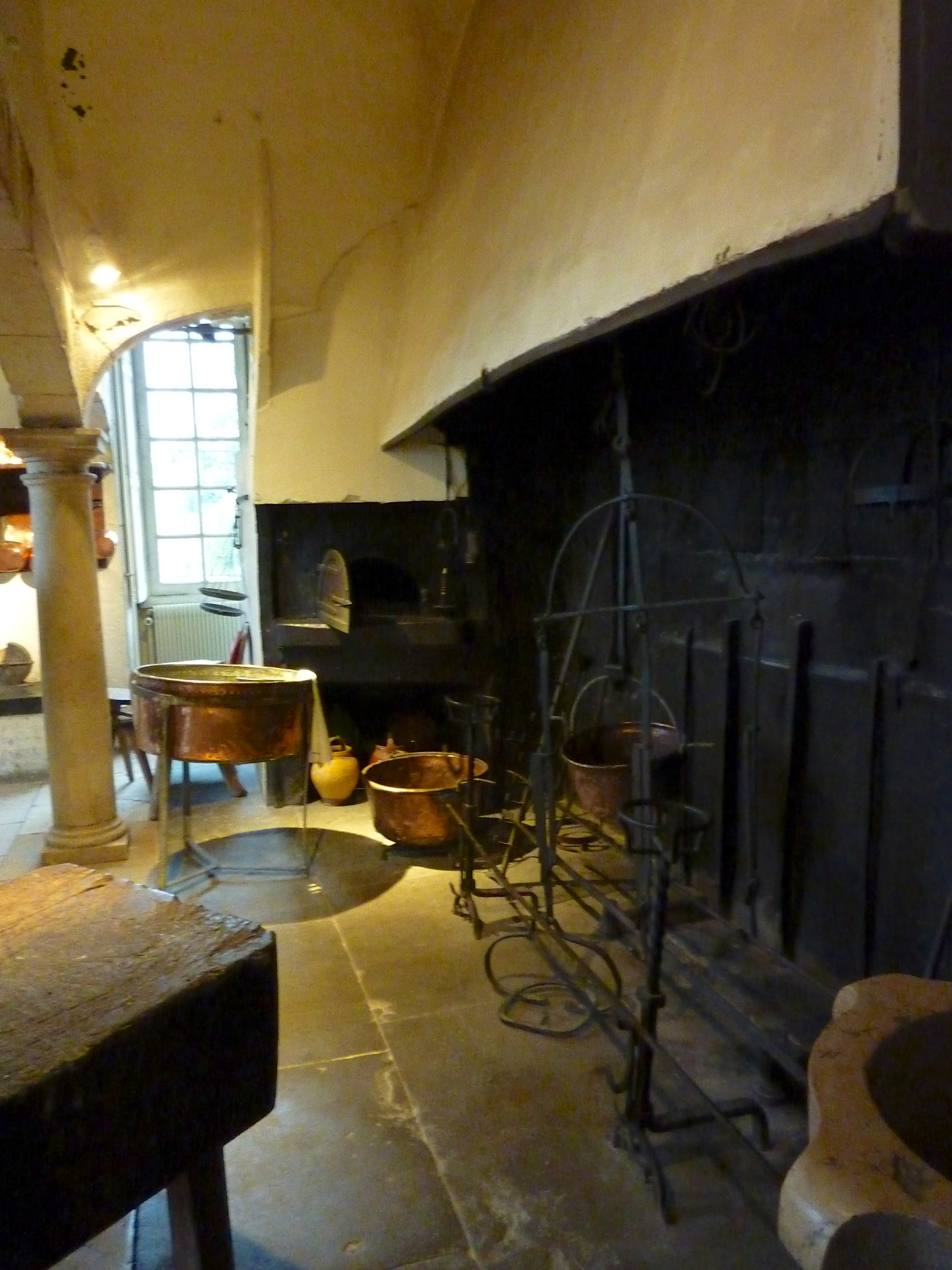
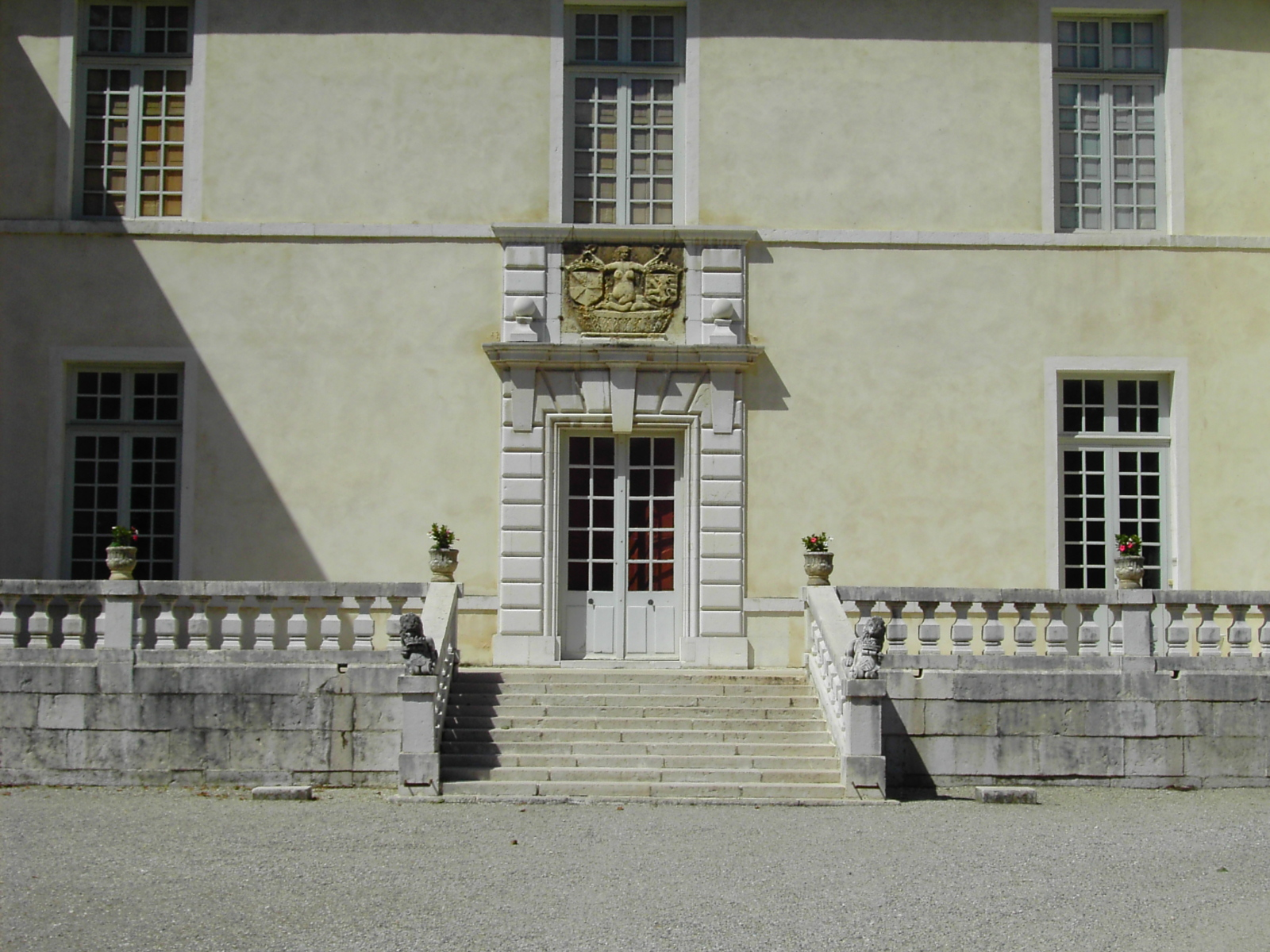

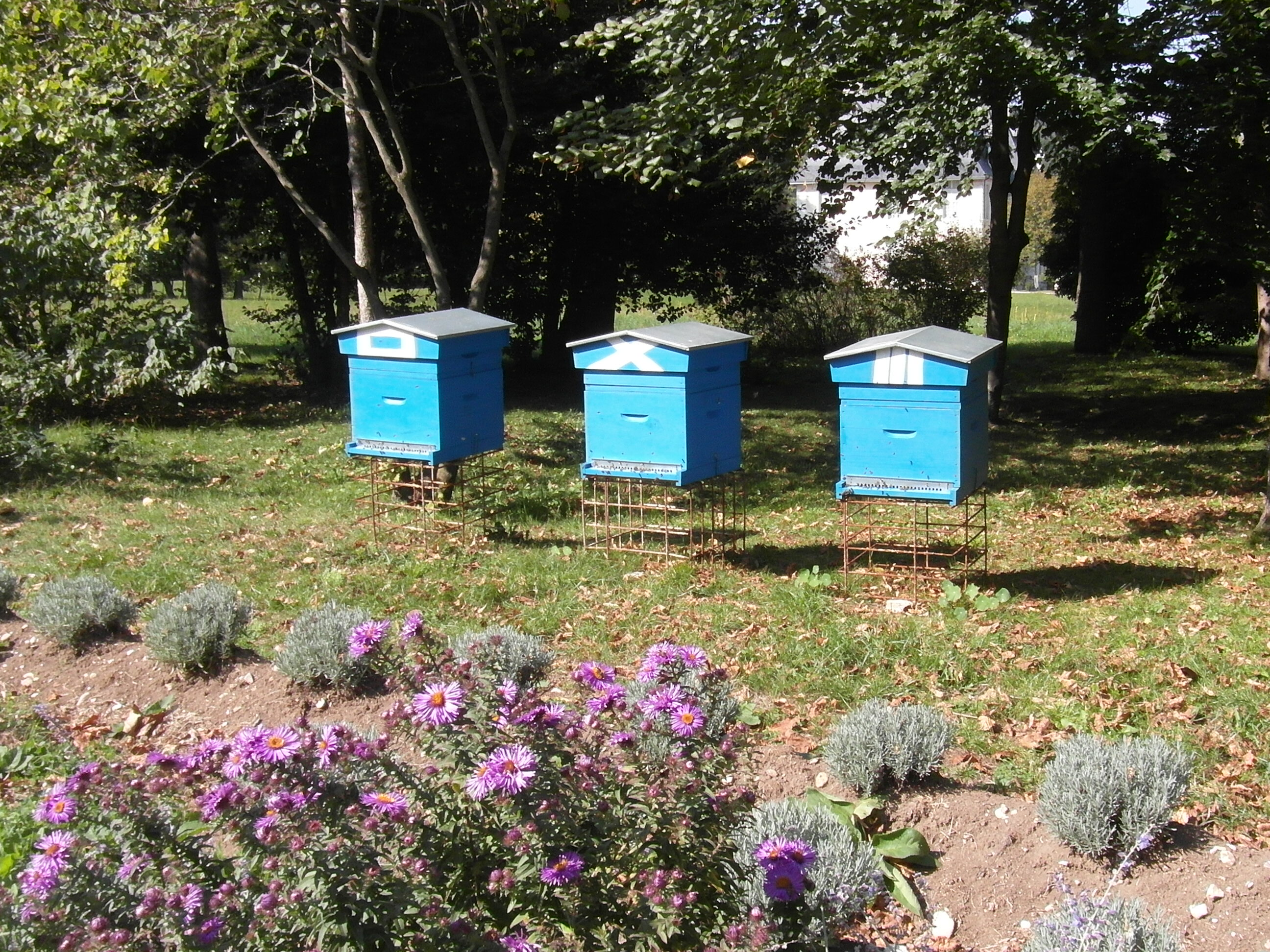
Les ruches du jardin du château

Les jardins du château de Sassenage sont un espace privé lié au domaine du château et qui présentent un capital paysager et botanique très riche, particulièrement en raison de la présence d'un nombre relativement important d'arbres centenaires compte tenu de la surface assez modeste du jardin, tels que des cèdres du Liban, des noyers noirs d'Amérique, des platanes et d'autres essence plus communes comme le micocoulier.
Ce site très original dans la région dauphinoise, présente également une grande prairie semi naturelle bénéficiant d'un entretien régulier depuis 1669. Restauré de nombreuses fois, cet ensemble paysager présente également des espèces issues du milieu aquatique et de nouvelles plantations sélectionnées dans la liste des végétaux achetés autrefois par le marquis de Sassenage à son pépiniériste grenoblois. De nombreuses fleurs et des plantes aquatiques forment la base d'un biotope caractéristique des milieux humides où les plantes annuelles de passage et de nombreux petits animaux se sont installés dans un site très bien préservé. le jardin abrite également un ensemble de trois ruches et une initiation à l'apiculture y est proposé.
La visite est libre d'accès aux visiteurs, notamment lors des « Journées européennes du patrimoine ».

#### Les fontaines de Sassenage

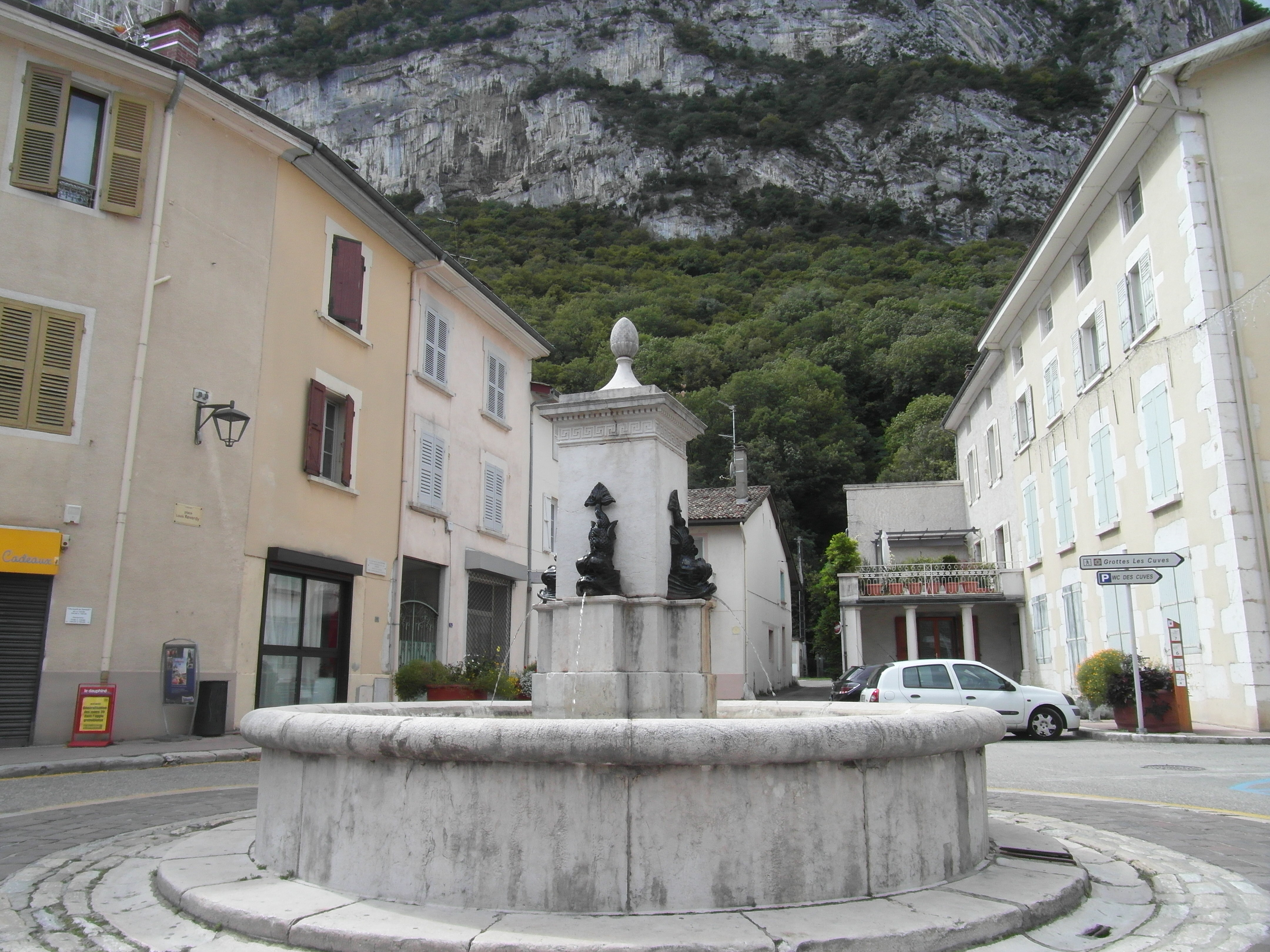
Fontaine de la place de la République

Situé à proximité des falaises du massif du Vercors, le vieux bourg historique présente de nombreuses fontaines dont l'eau est issue des ruissellements issus de la montagne voisine. On peut encore y découvrir trois anciennes fontaines notables qui sont classées monuments historiques :
- La fontaine de la place de la République est la plus emblématique, car construite en 1833, elle assurait l'alimentation en eau potable des habitants, classée par arrêté du 9 juin 1943[129].
- La fontaine de l'allée Billery, inscrite par arrêté du 10 juin 1943[130];
- La fontaine de la rue Mirebeau, dite en place au plâtre, inscrite par arrêté du 9 juin 1943[131];

Il existe également un vieux lavoir au bord du torrent du Furon, non loin du théâtre en rond.

#### Autres monuments et sites classés ou labellisés
- La propriété Léon Besson est une parcelle de terrain triangulaire à flanc de coteau sans intérêt particulier, classée le 9 juin 1943[132] par rétorsion à l'initiative de Pierre Dalloz, fondateur du maquis du Vercors mais aussi architecte des bâtiments de France, qui ne voulait pas que la famille Besson, épiciers dans la ville voisine de Fontaine, puisse construire une maison sur leur terrain laquelle leur aurait permis d'avoir une vue plongeante sur sa propriété[133].

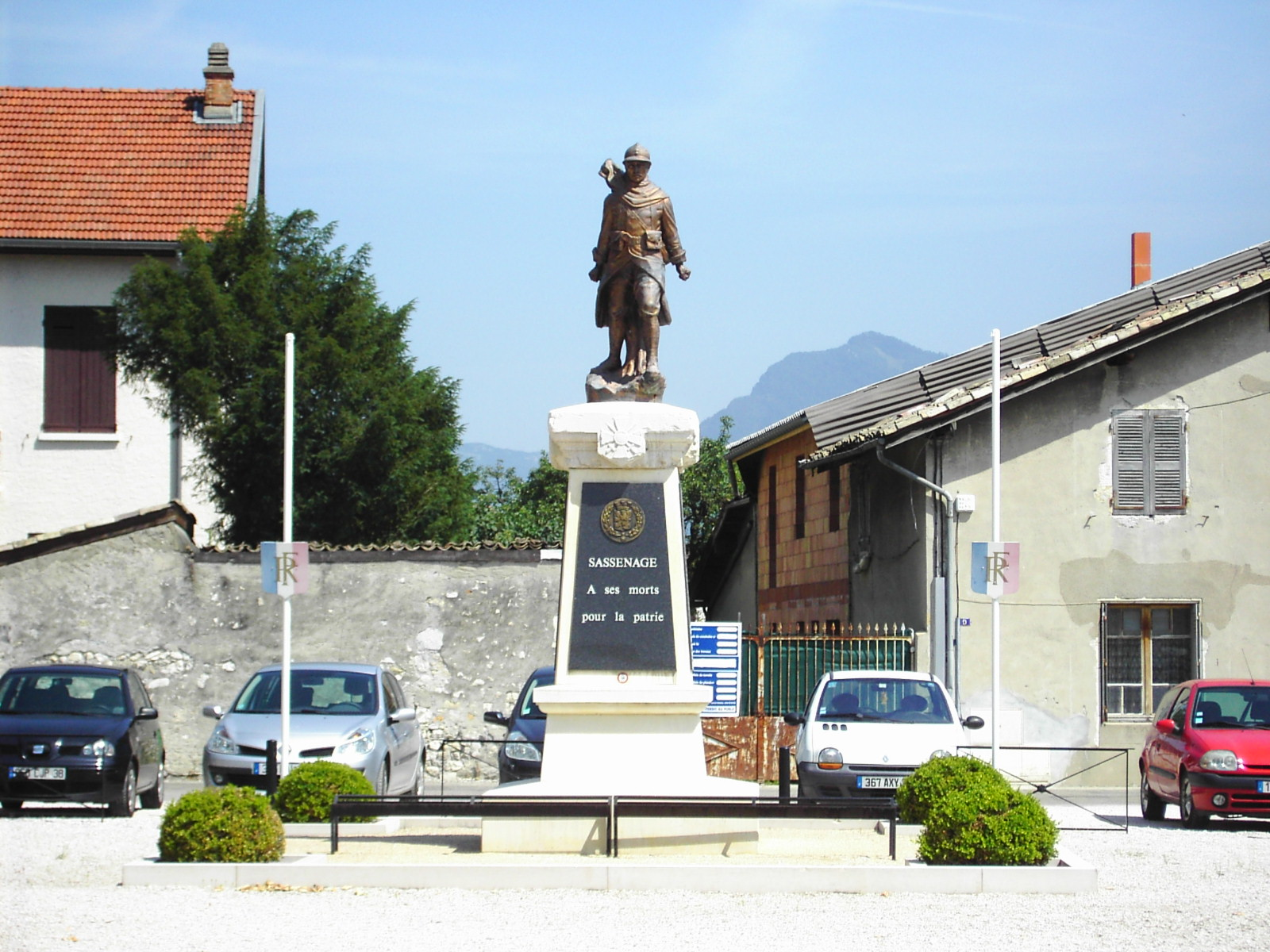
Monument morts de Sassenage

- Le cimetière de la Falaise, dénommé ainsi en raison de sa proximité avec la falaise du Vercors, situé à mi-chemin entre les anciens bourgs de Sassenage et Fontaine, est labellisé depuis 2003  « Patrimoine du XXe siècle » de l'Isère.
- Le monument aux morts communal de facture classique se présente sous la forme d'un pilier commémoratif avec un piédestal, ornée à son sommet de la statue d'un Poilu et présentant l'inscription « Sassenage, à ses morts pour la patrie ». Le monument porte également la mention indiquant que la commune est détentrice de la Croix de Guerre[134].

### Patrimoine naturel
Le seul site naturel de Sassenage enregistré comme « Site naturel classé » du département de l'Isère est la propriété Leon Besson, une parcelle triangulaire de terrain sans grande particularité et située à flanc de coteau au niveau des Côtes de Sassenage.
Le site naturel le plus visité (sur le plan touristique) de Sassenage, est une cavité souterraine naturelle, dénommée les « Cuves de Sassenage », cependant le bourg ancien présente, lui aussi, d'autres sites naturels intéressants.

#### Les cuves de Sassenage
Situé au cœur d'un espace naturel préservé mais relativement proche du vieux bourg, les grottes connues sous le nom des « cuves de Sassenage » sont classées « patrimoine naturel ». Il est donc possible de visiter ces grottes, sur une distance d'un kilomètre, depuis l'agglomération grenobloise en utilisant les transports en commun[réf. souhaitée].
Une expérience scientifique a révélé que les cuves de Sassenage sont en réalité une exurgence en liaison avec le célèbre gouffre Berger, situé sur le proche plateau du Vercors. Une rivière souterraine, le Germe, traverse les cuves de Sassenage. Le sentier des cuves reste très pittoresque, car tout le long de la montée, le calcaire affleurant présente des fossiles d’organismes marins datant, selon les estimations, d'environ 115 millions d’années.
Une légende médiévale raconte que cet endroit aurait été l’antre de la fée Mélusine, célèbre monstre, mi-femme, mi-sirène.
Après s'être enfuie du Poitou, Mélusine se serait réfugiée dans les montagnes de Villard-de-Lans, et se serait installée à Sassenage, dans une grotte du Furon, où l'on pouvait voir sa table de pierre, et la cuve où elle se baignait le samedi. L'histoire se répète là, avec le seigneur de Sassenage qu'elle séduit, avec lequel elle se marie et a un fils. Elle brise l'interdit du samedi et disparaît alors à jamais, mais continue à annoncer la mort de ses descendants. Près de la grotte, une fontaine servait à pronostiquer l'importance des moissons et vendanges à venir.
Le 23 mai 2002, une classe de collégiens ainsi que 3 accompagnateurs ont été bloqués 6 heures par une crue subite de la rivière souterraine, un important dispositif sous la direction du préfet et de son conseiller technique en secours spéléologique, a permis de les récupérer tous sains et saufs.
Les cuves de Sassenage sont comptées parmi les Sept merveilles du Dauphiné. Un parcours ludique en hauteur dénommé « Accrogrotte » y a été créé en 2008.

Les « Cuves » de Sassenage
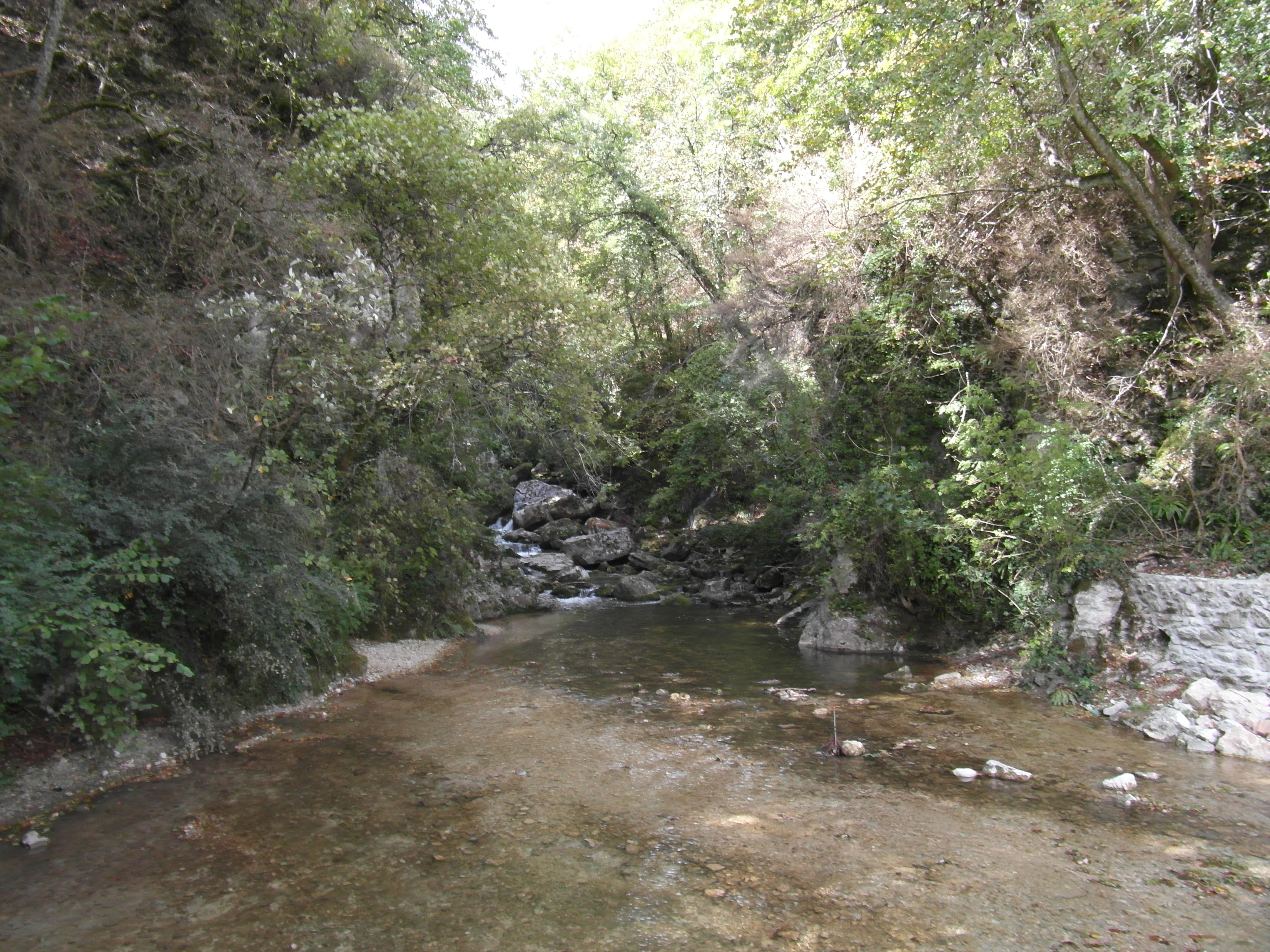
le Furon en aval des cuves de Sassenage.
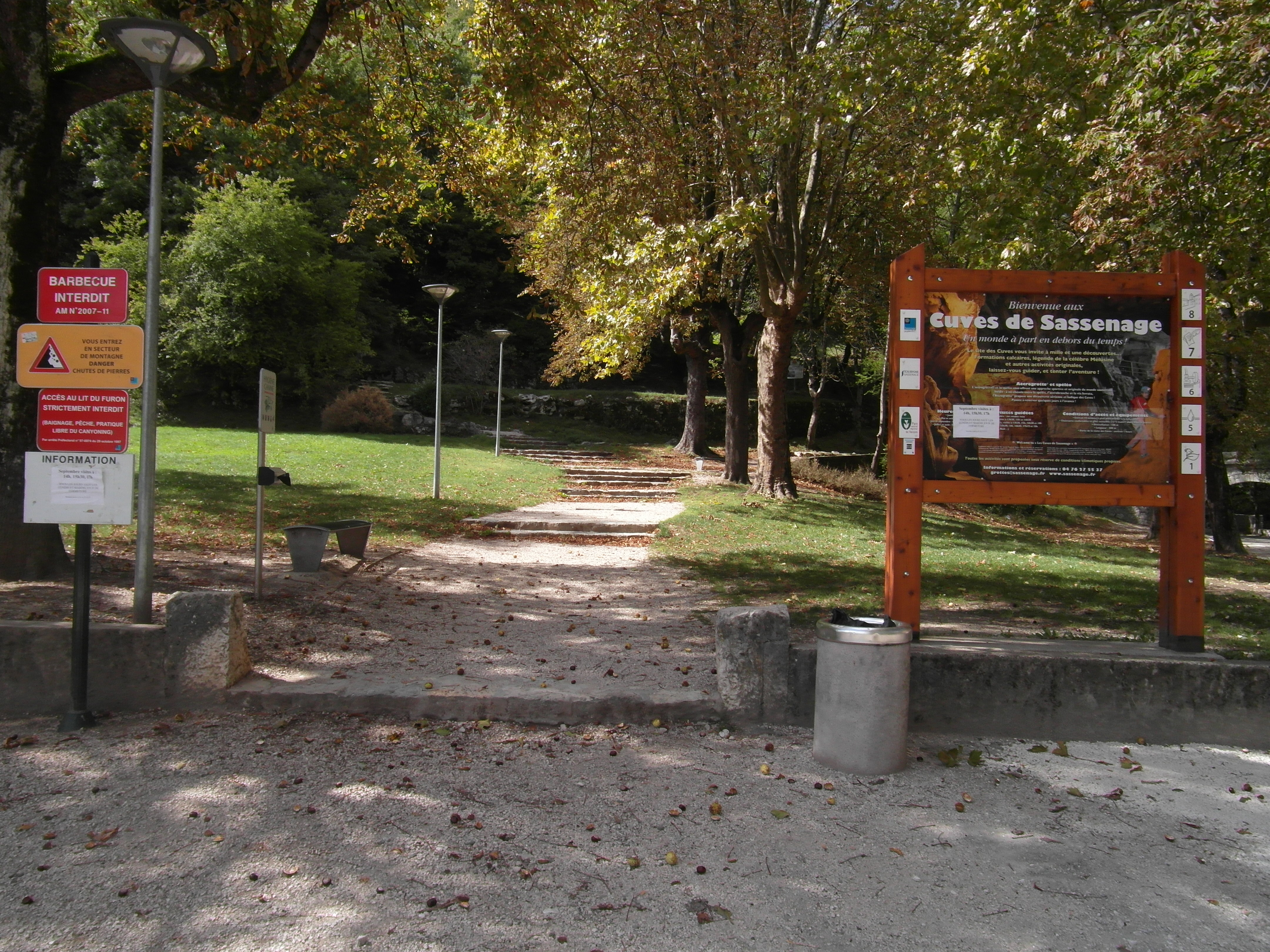
Entrée du Parc des cuves de Sassenage.
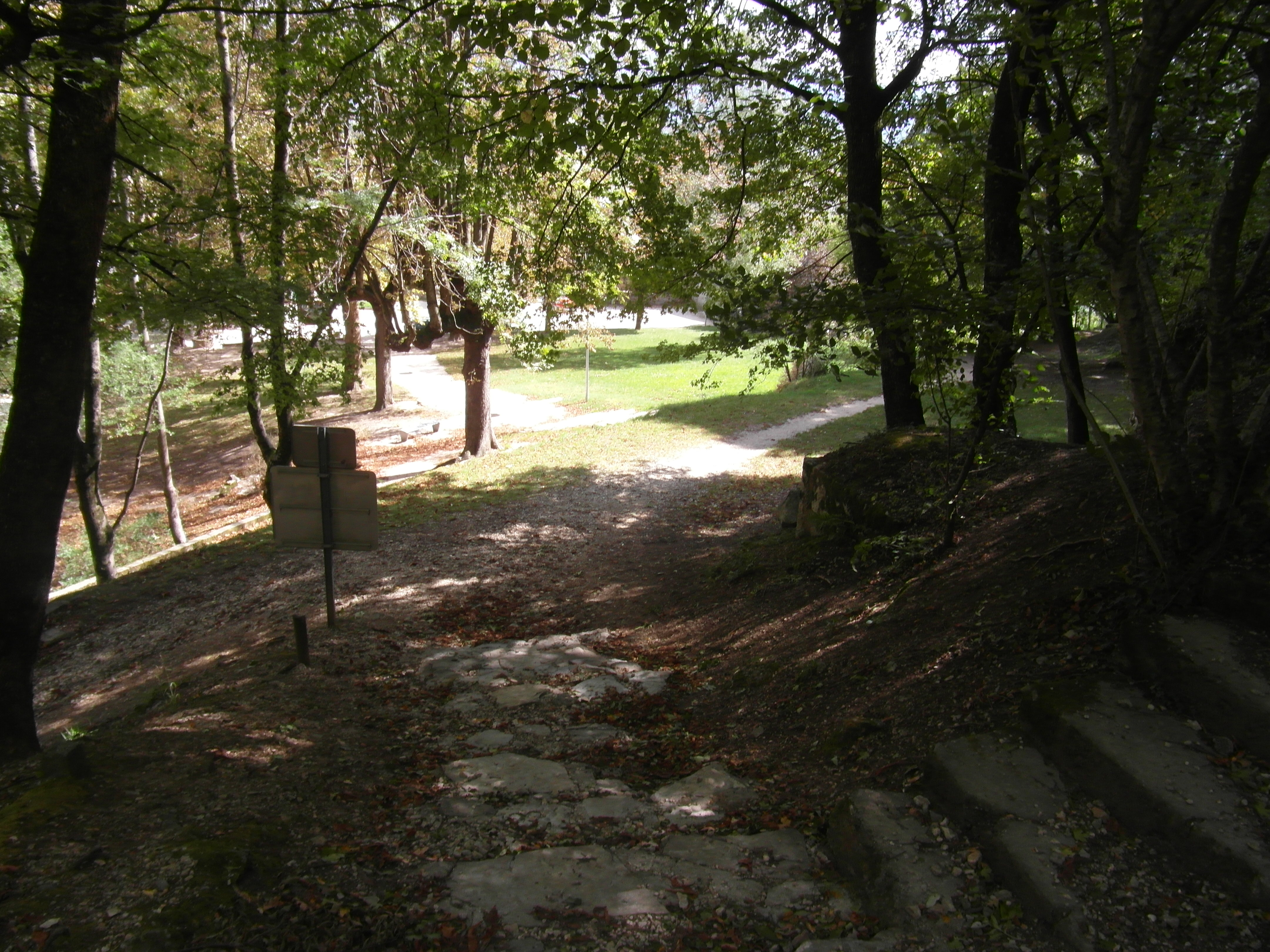
Vue sur le parc depuis le chemin des cuves.
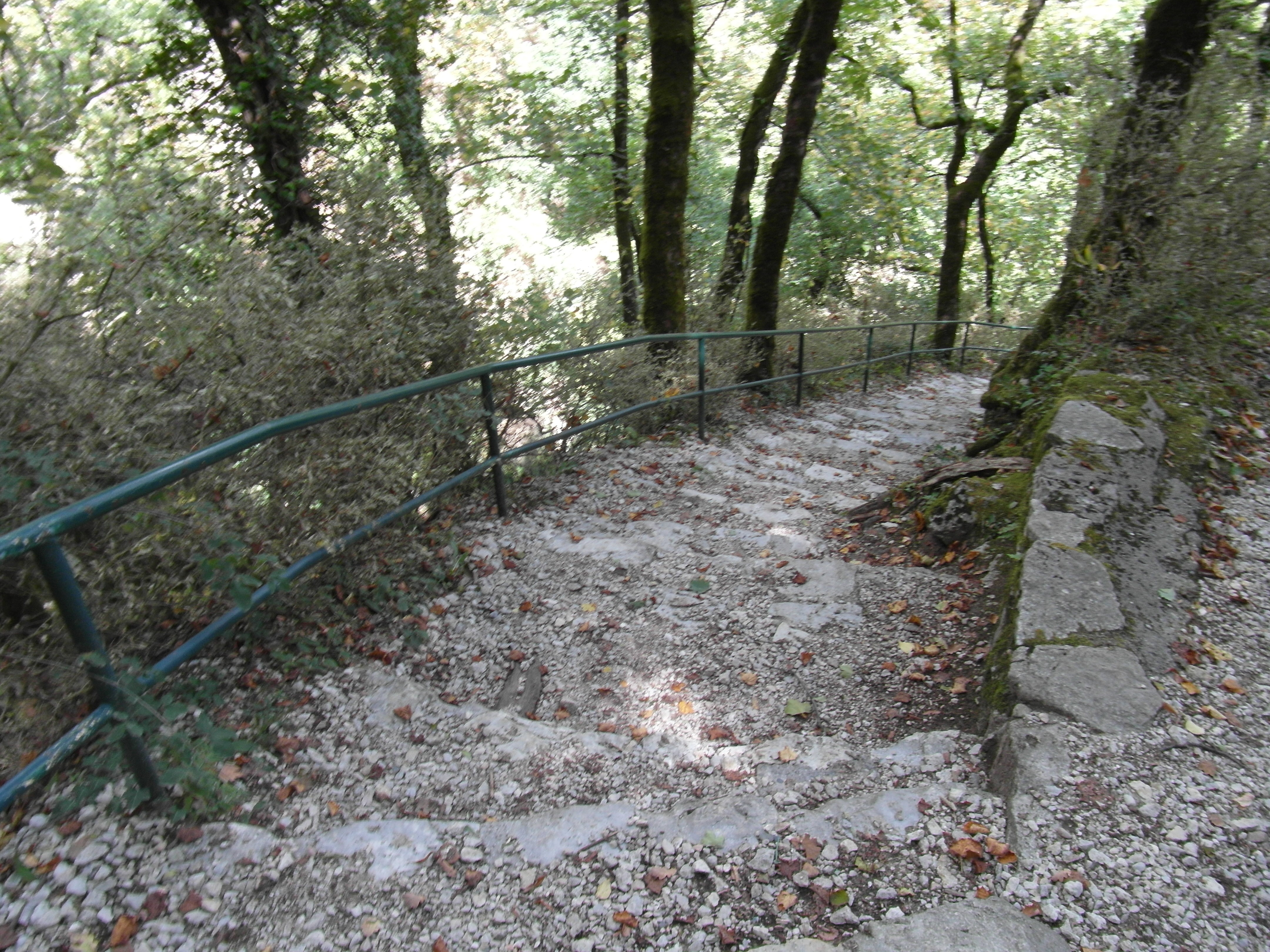
le chemin des cuves de Sassenage.
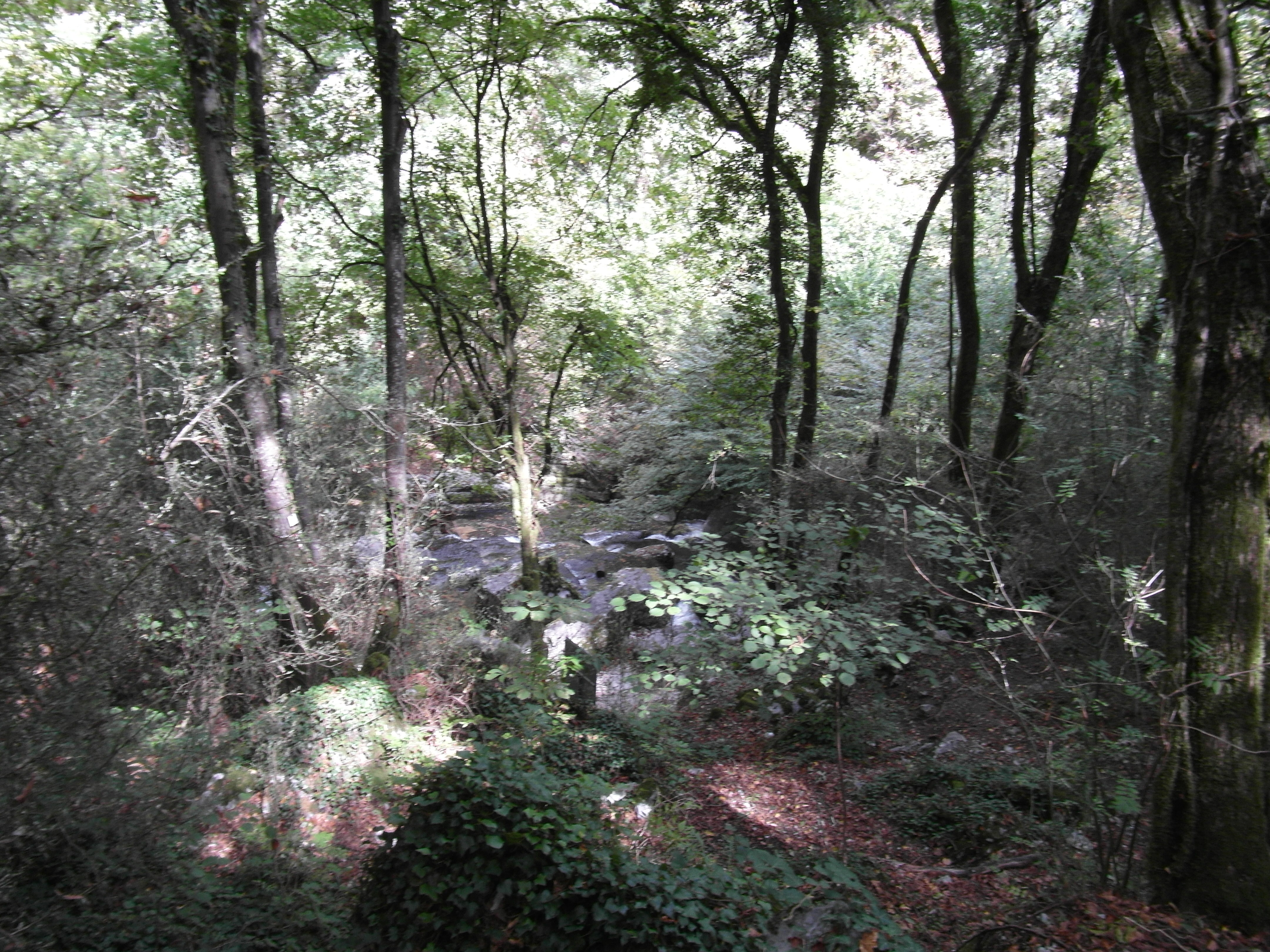
Forêt autour des cuves de Sassenage.
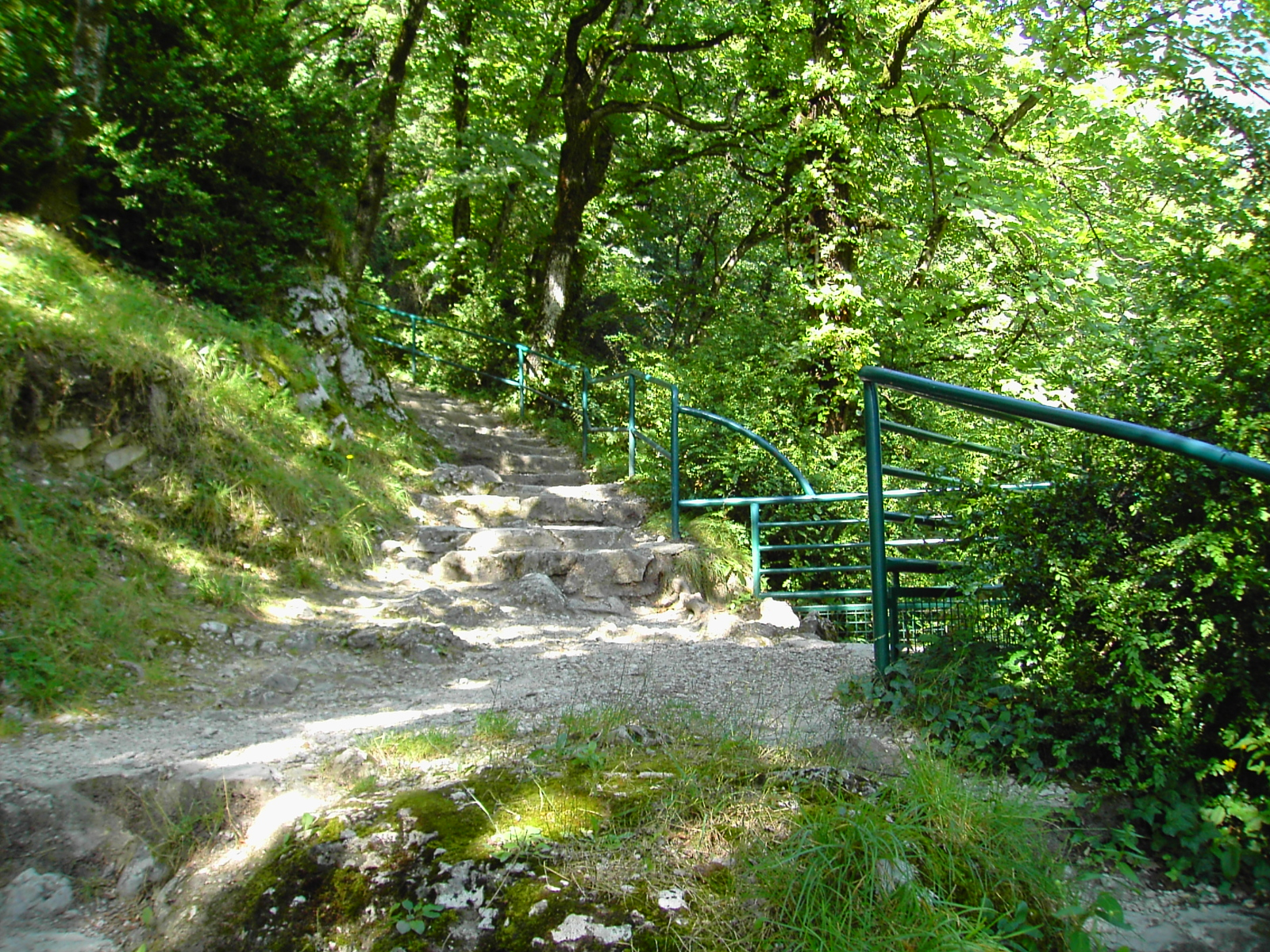
La montée vers les cuves de Sassenage.
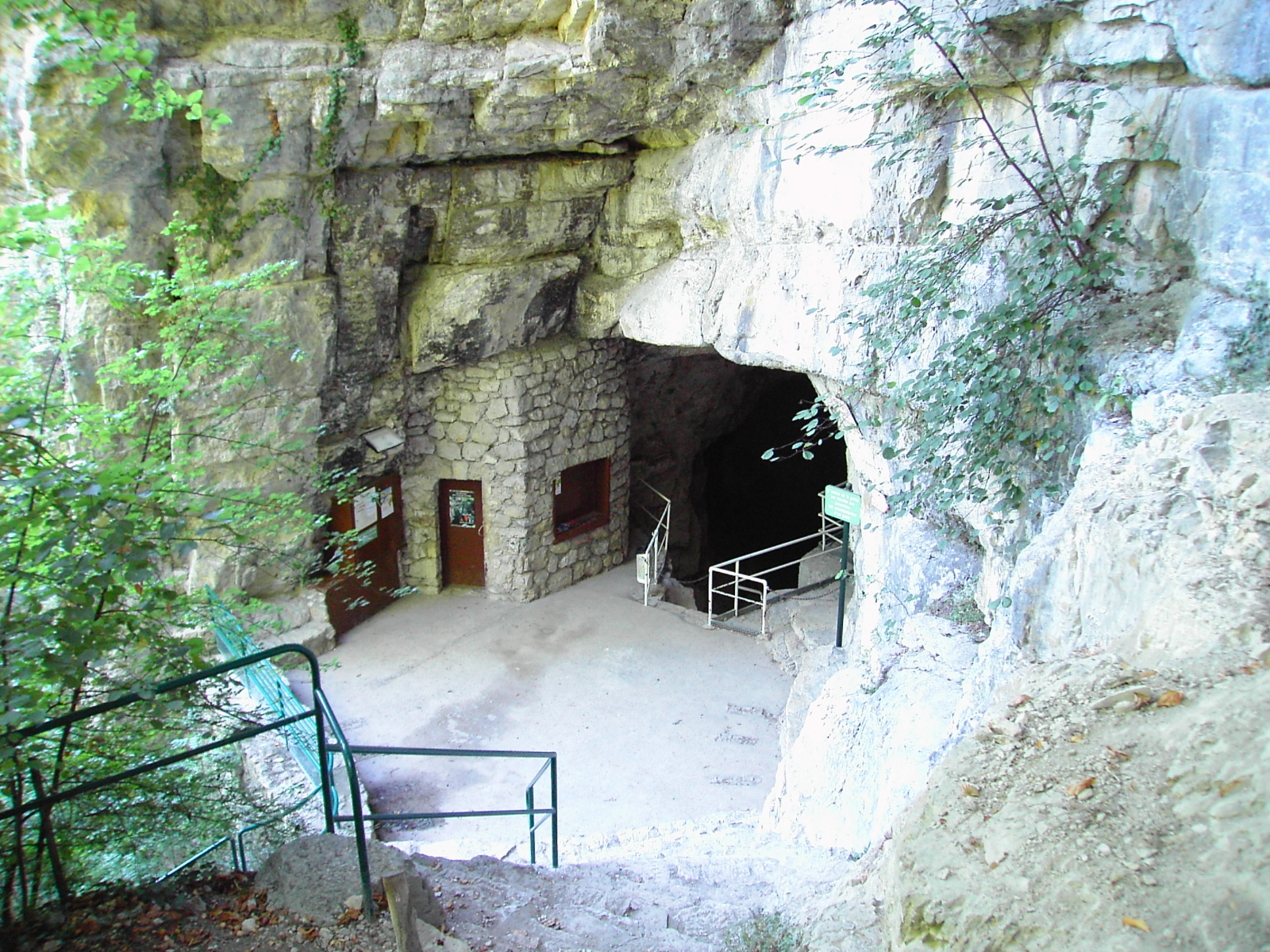
L'entrée des Cuves de Sassenage.
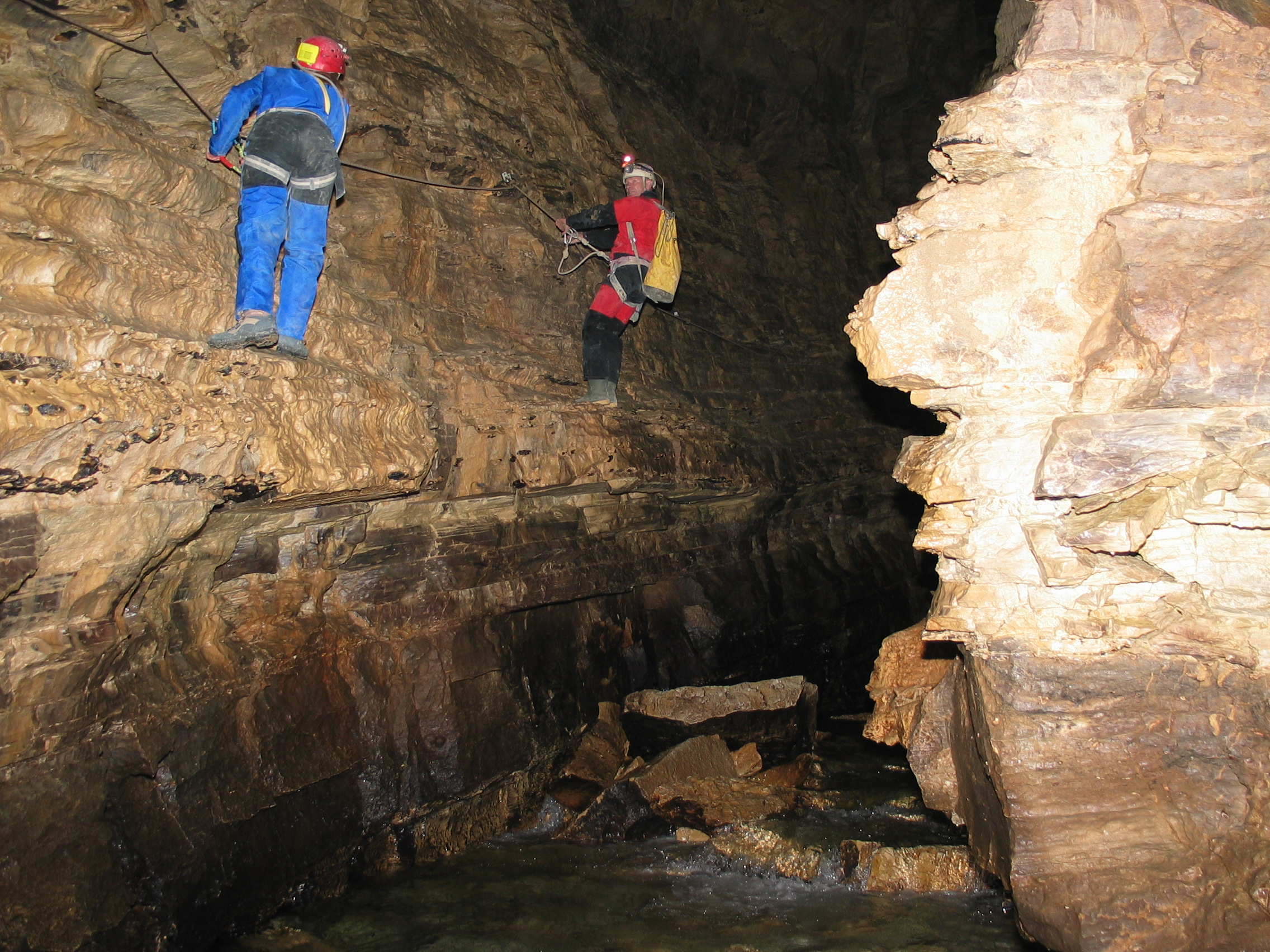
passage de vire dans la partie non aménagée des Cuves de Sassenage.
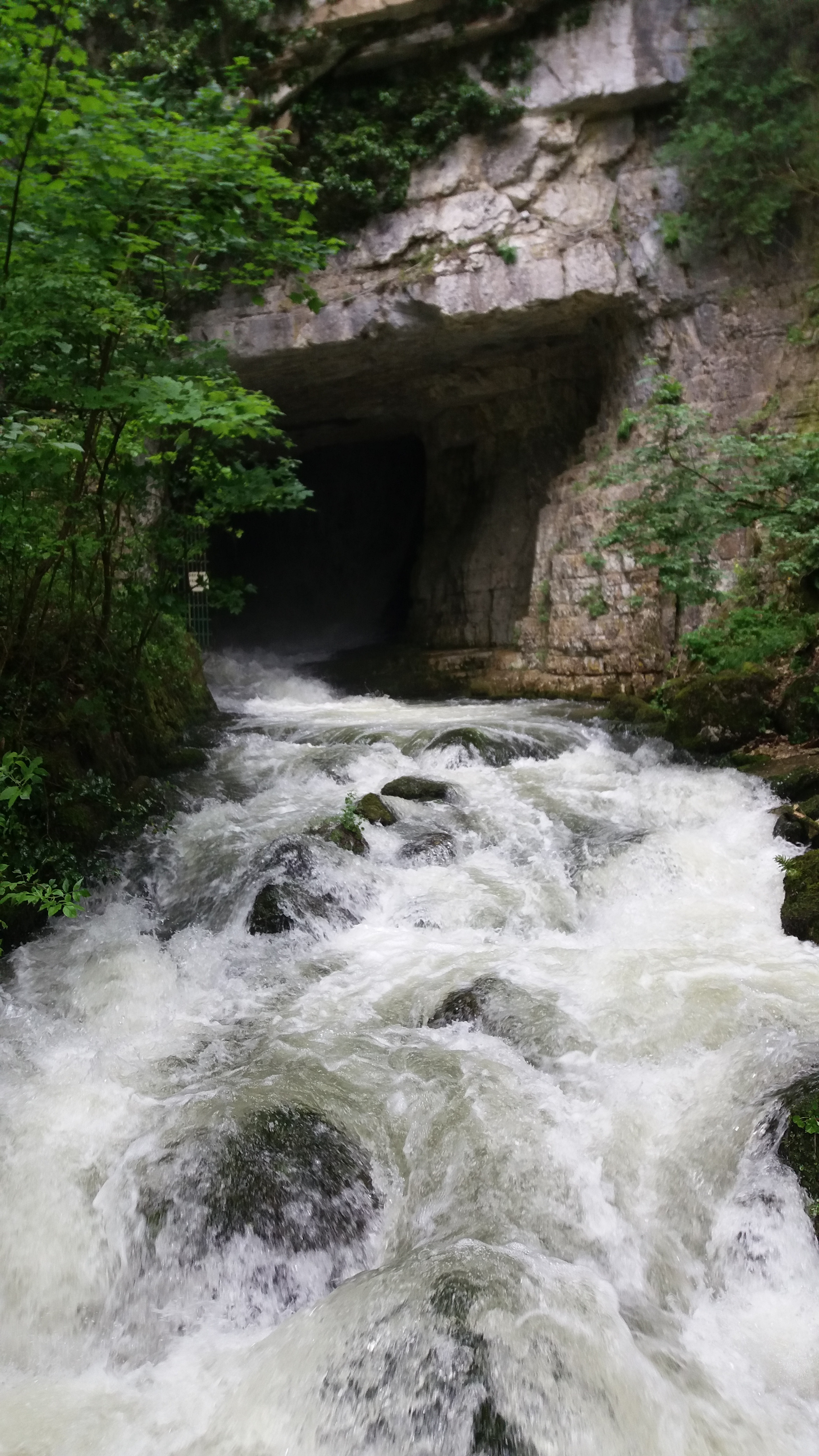
La sortie des eaux, le « Germe ».
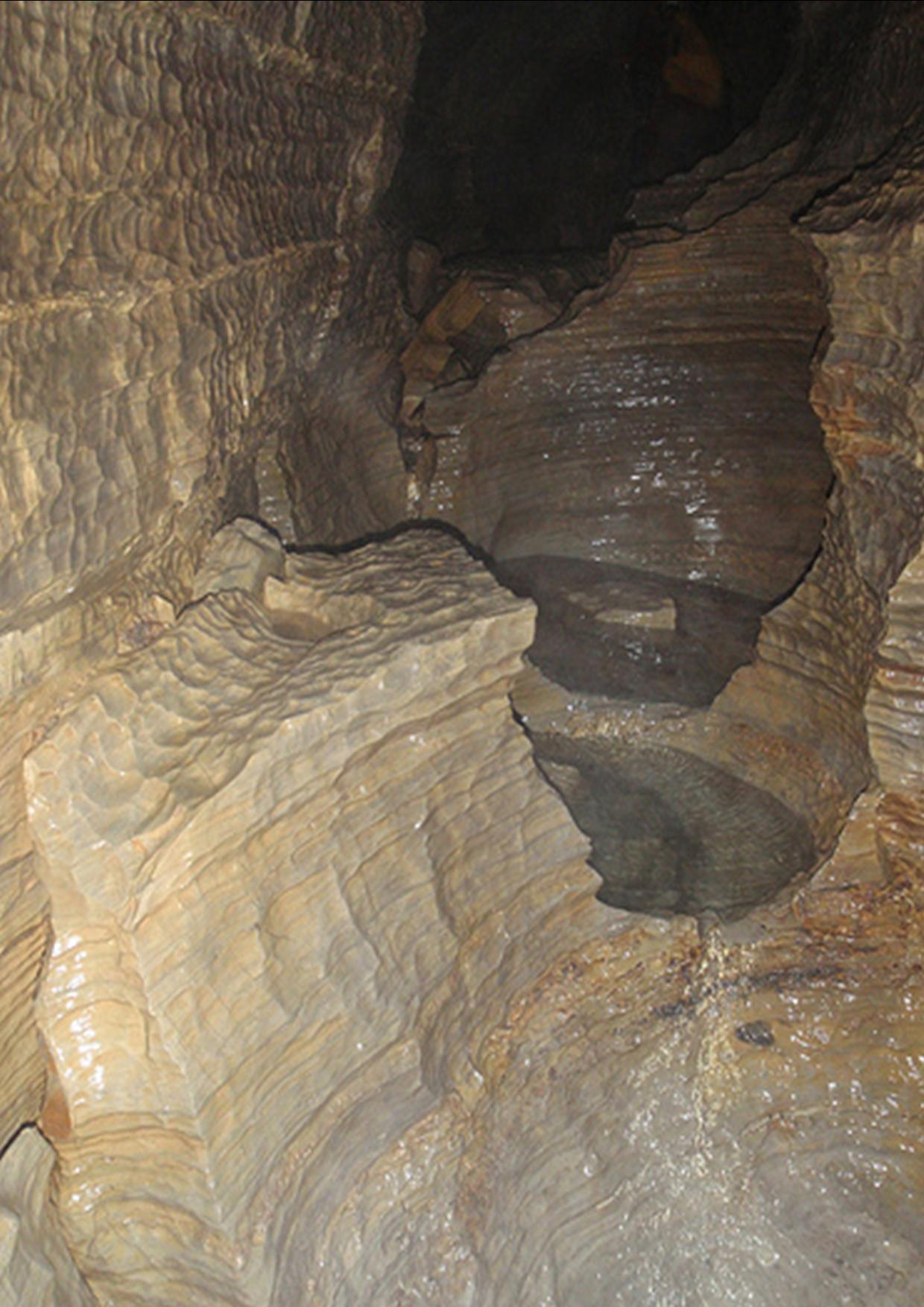
Vue intérieure du site: les Marmites de géant ou cuves.
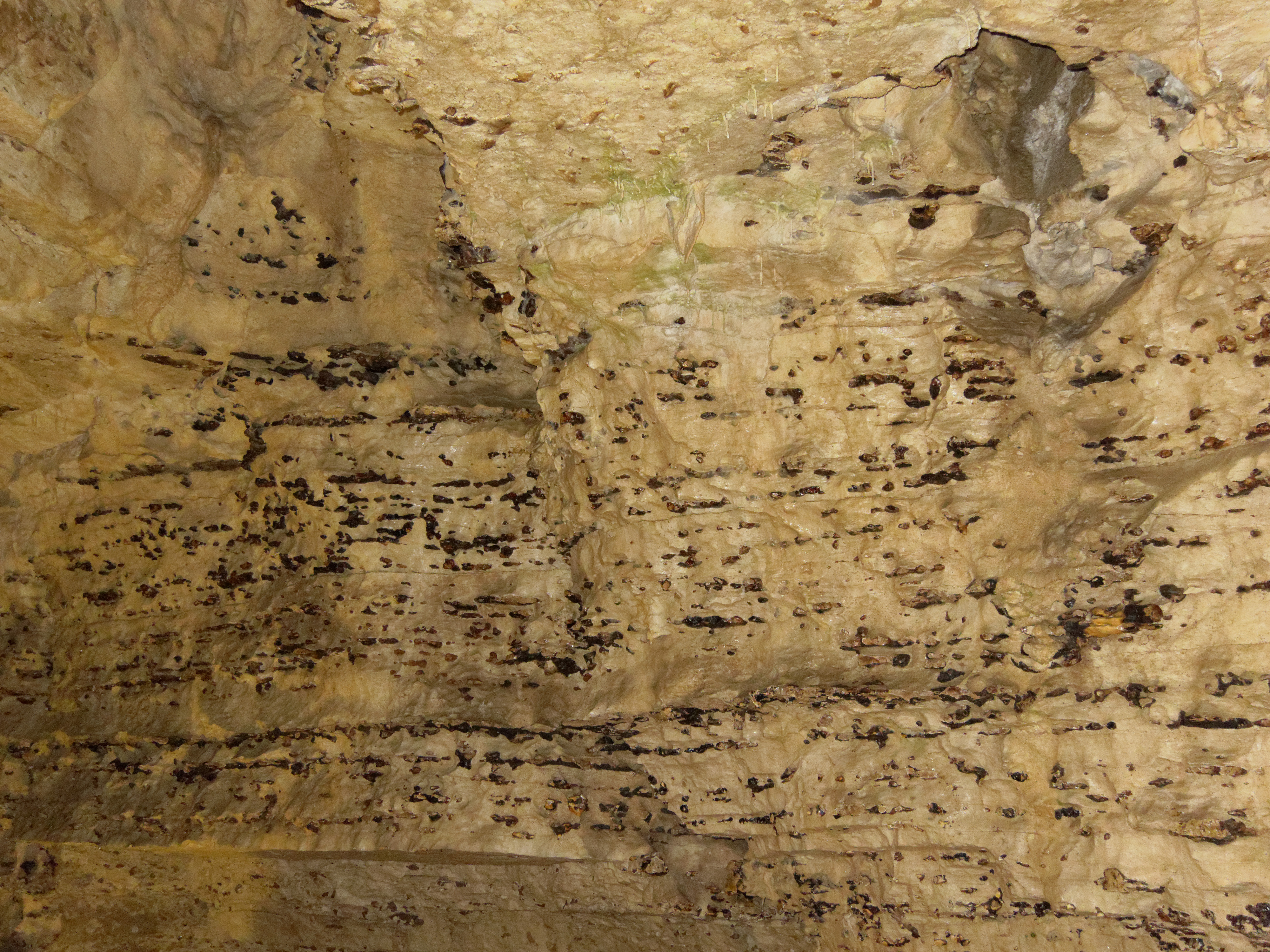
Nodules de silex sur les parois des cuves.

#### Les cascades de Sassenage

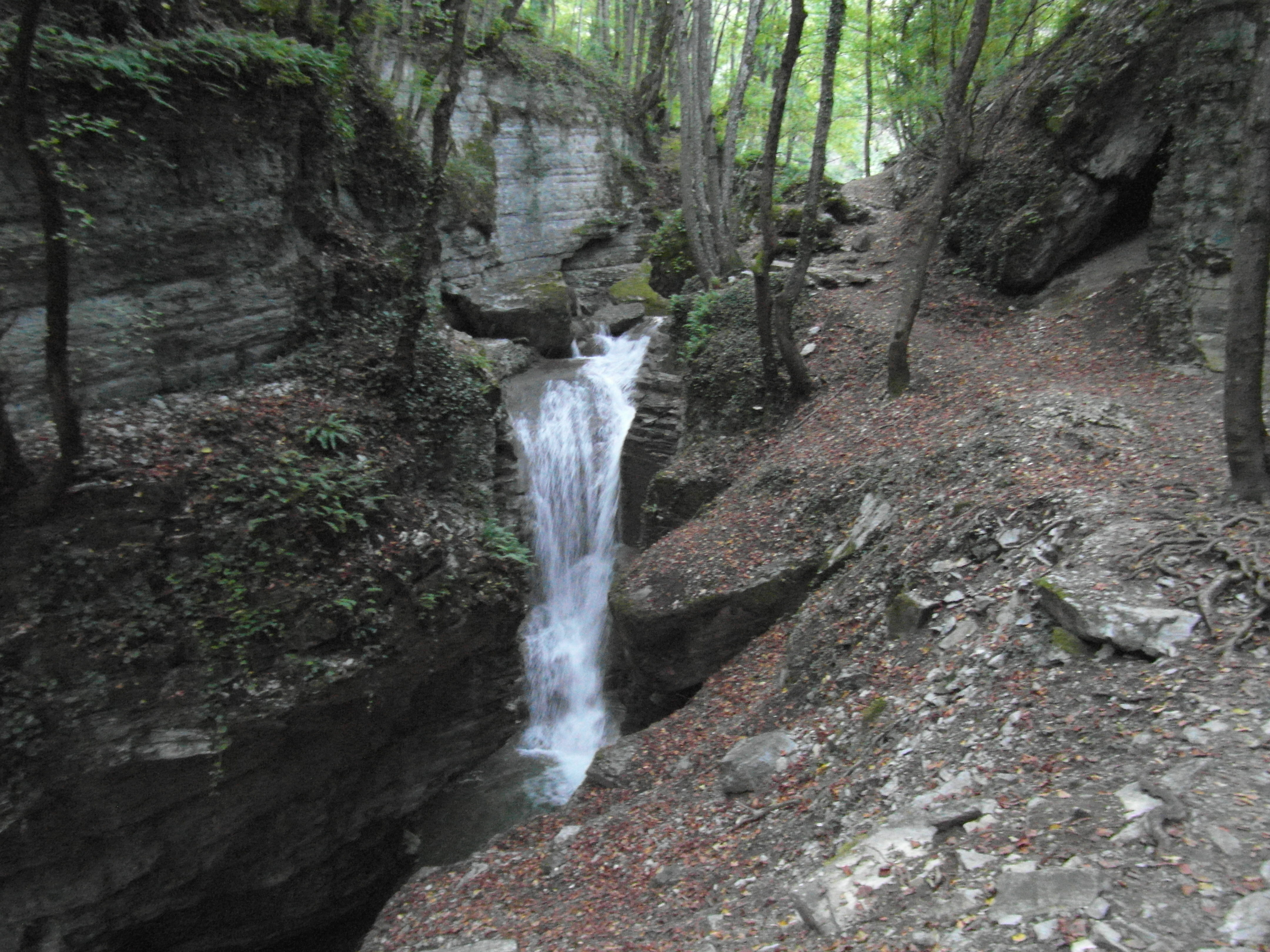
Cascade du Furon.

Le territoire de Sassenage abrite quatre cascades notables : la cascade des Prises, la cascade de Mélusine, la cascade du Gouffre bleu et la cascade des portes d'Engins.

#### Les pierres ophtalmiques de Sassenage
Surnommées également « larmes de Mélusine » ou « pierres d"hirondelle ». On leur attribuait le pouvoir de soigner les yeux irrités par des poussières. Il s’agirait d'orbitolites, fossiles lenticulaires dont la forme, la taille et la couleur correspondent aux descriptions faites par les anciens, au poli très fin, et très doux au toucher. On les trouverait dans la montagne aux environs de Sassenage.

#### Jardins et espaces verts
Sassenage abrite 35 hectares d’espaces verts publics dont :
- Le parc de l’Ovalie

C'est le plus grand espace public de la ville de Sassenage se présentant sous la forme d'un parc de 7 hectares constitué de son plan d'eau et d'un parc ombragé ou la pratique de la pêche est possible (avec une licence).Des jeux pour les enfants, des pistes cyclables et parcours santé sont installés dans cet espace. Il existe également une petite restauration avec une pizzeria et un Minigolf. Un parc de stationnement pour véhicules de tourisme a été installé devant le site.
- Le parc du château de Sassenage

Il s'agit d'un vaste jardin arboré et fleuri à vocation privée, mais régulièrement ouvert au public, et qui est situé autour de la grande demeure édifiée par les Béranger-Sassenage.
Les jardins historiques du château abritent près de 500 arbres de 60 essences différentes sur une surface de 8 hectares. Parmi les arbres remarquables qui sont situés dans ce parc le visiteur peut découvrir plusieurs cèdres et platanes centenaires.
- Le jardin public « Notre-Dame »

Ce jardin est un modeste espace public de verdure public situé face à l’église Saint-Pierre, dans le bourg ancien de Sassenage, ce jardin héberge une fontaine érigée au XIXe siècle.
- Le parc de Messkirch

Ce parc est un espace public aménagé sous la forme d'un square au cœur d'un groupe d'immeubles entre la zone industrielle de la falaise et le quartier des Pies. Une plaque commémorative dédiée au jumelage de Sassenage avec la ville allemande de Meßkirch a été installé dans le parc.
- Le parc des Buissières

Ce parc public, de taille modeste lui aussi, se présente sous la forme d'un square situé le long de l'avenue de Romans.
- Le parc de la Résidence et le parc de l'avenue de la Falaise

Ces parcs sont deux espaces publics se présentant sous la forme de deux squares aménagés pour les secteurs résidentiels se présentant sous la forme de grands ensembles, donnant ainsi une touche de verdure à la zone la plus densément peuplée de la commune.
- Le parc Sasso-Marconi

Cet espace public est situé à proximité du Centre Saint-Exupéry. Ce grand square offre des activités pour enfants avec toboggan, balançoire, tourniquet et une aire pour jeux de ballons. Le parc prend son nom de la ville italienne homonyme, jumelée avec Sassenage depuis 2003.
- L'espace vert des « Cuves de Sassenage »

Il s'agit de l'espace public aménagé autour du site des Cuves de Sassenage, entre les falaises du Vercors et le torrent du Furon. Un parc de stationnement pour véhicules de tourisme a été installé devant le site.

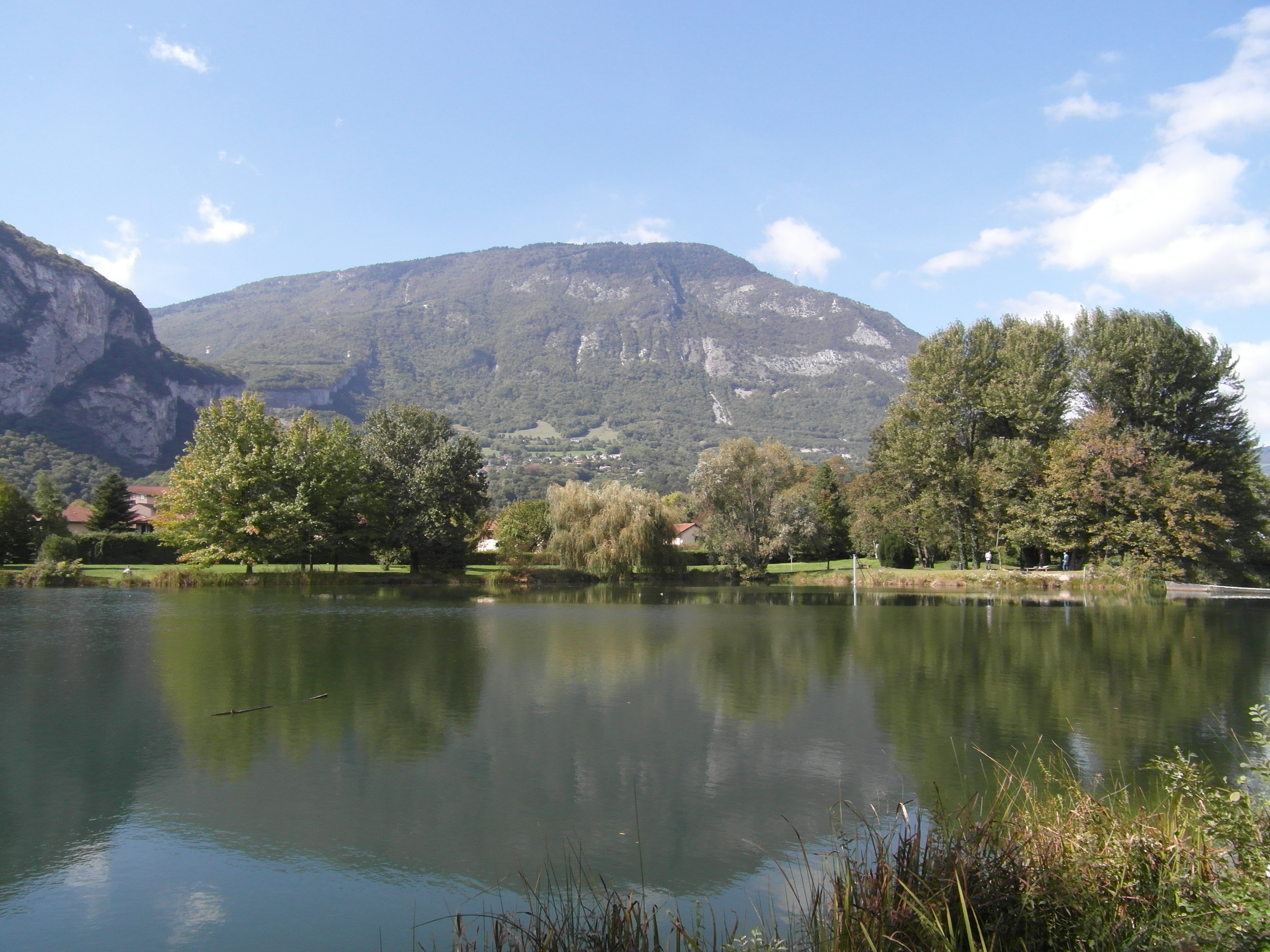
Parc de l'Ovalie.
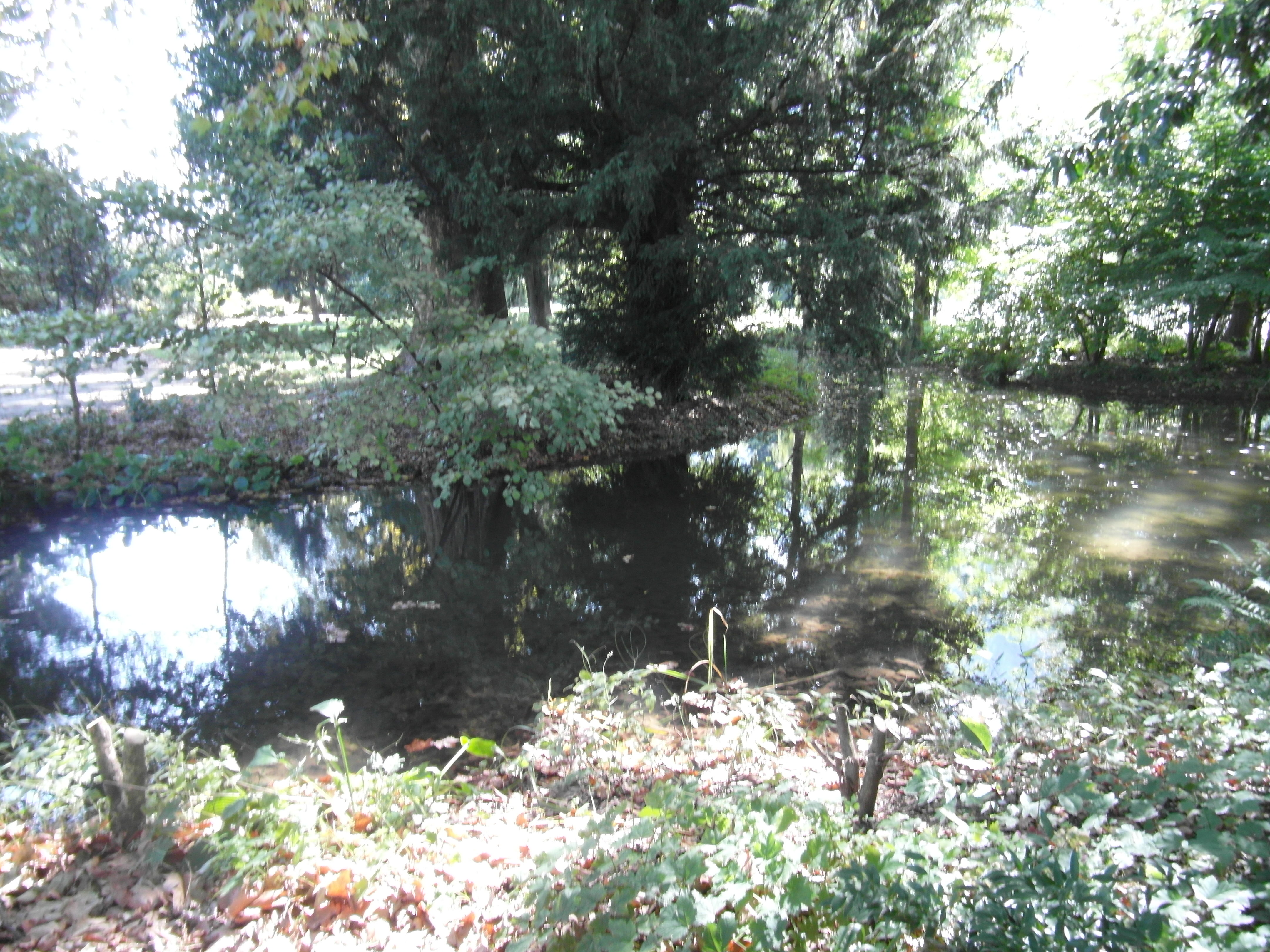
Parc du Château.
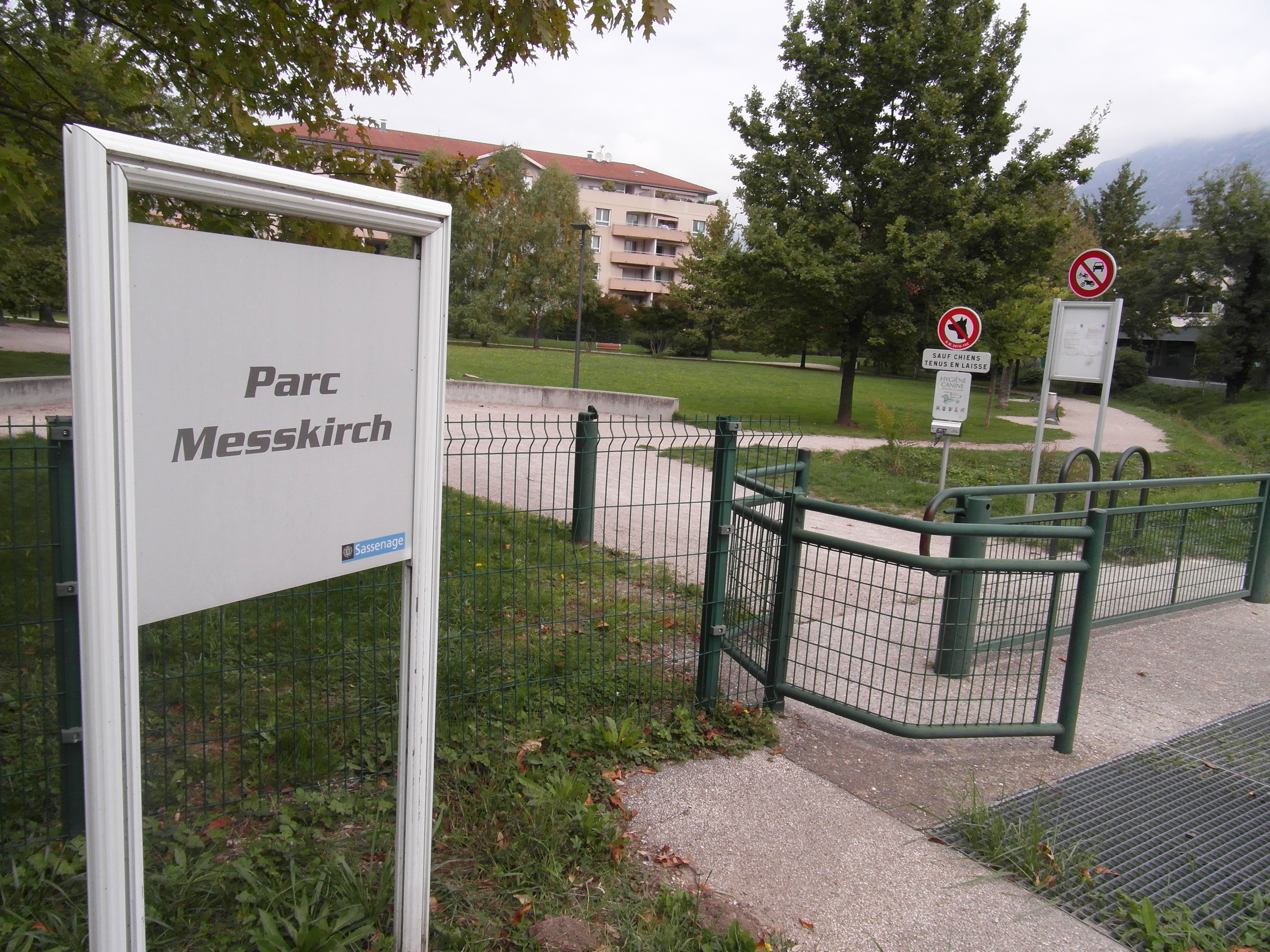
Parc de Messkirch.
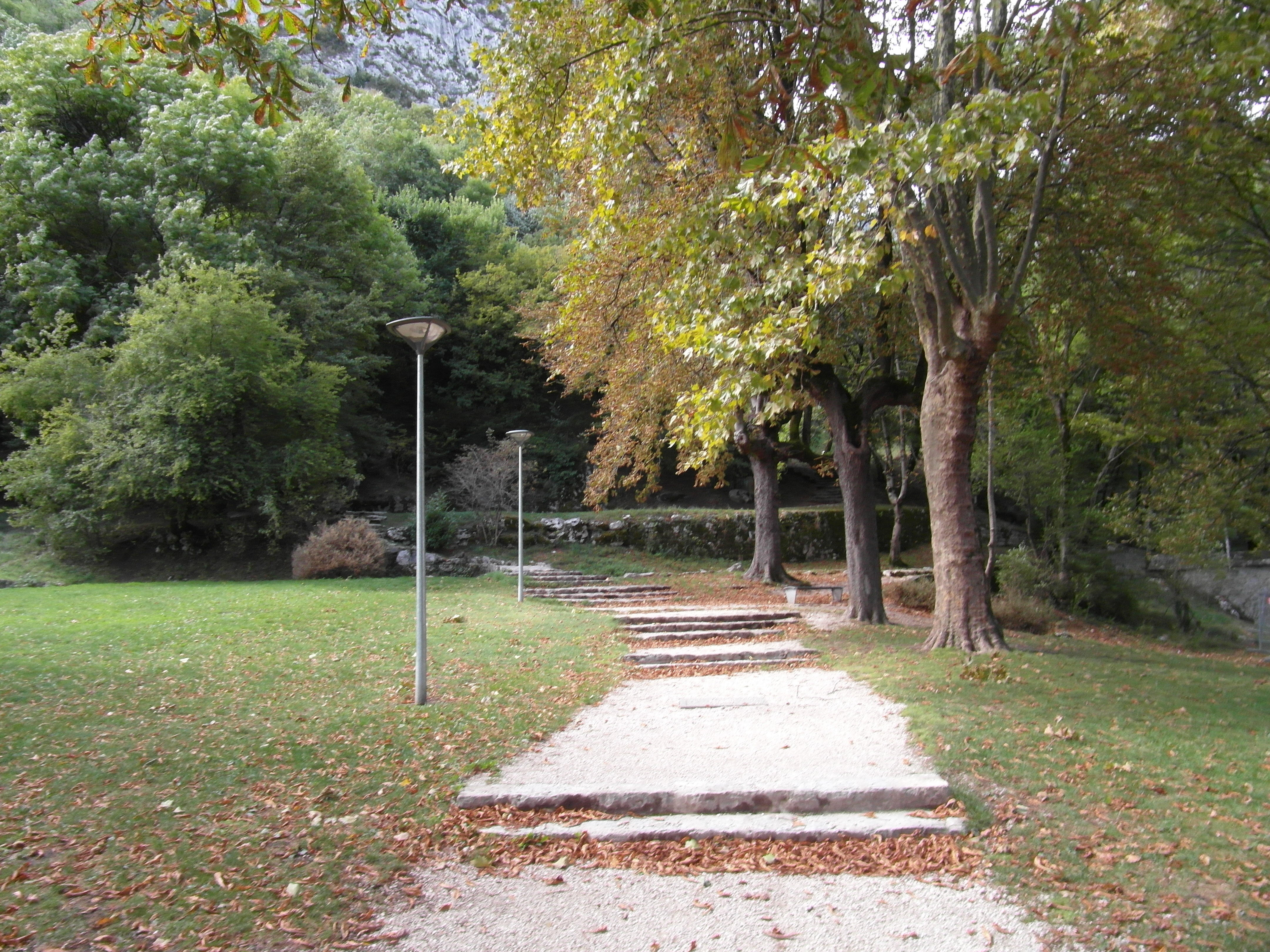
Parc des Cuves.

### Patrimoine montagnard

#### Le plateau de Sornin
Sur la rive gauche du Furon s'élève une grande falaise très élevée marquée par une pointe dénommée « La Dent du Loup » et qui annonce le premier rebord du plateau du Sornin qui marque la limite du territoire Sassenageois avec celui d'Engins, sa commune voisine. C'est dans ce secteur montagneux et très venteux que se situe le point culminant de la commune.
Un sentier de grande randonnée français, le GR9, qui traverse le massif du Vercors du nord au sud, longe une grande partie de ce plateau.

### Patrimoine gastronomique

#### Le bleu du Vercors-Sassenage

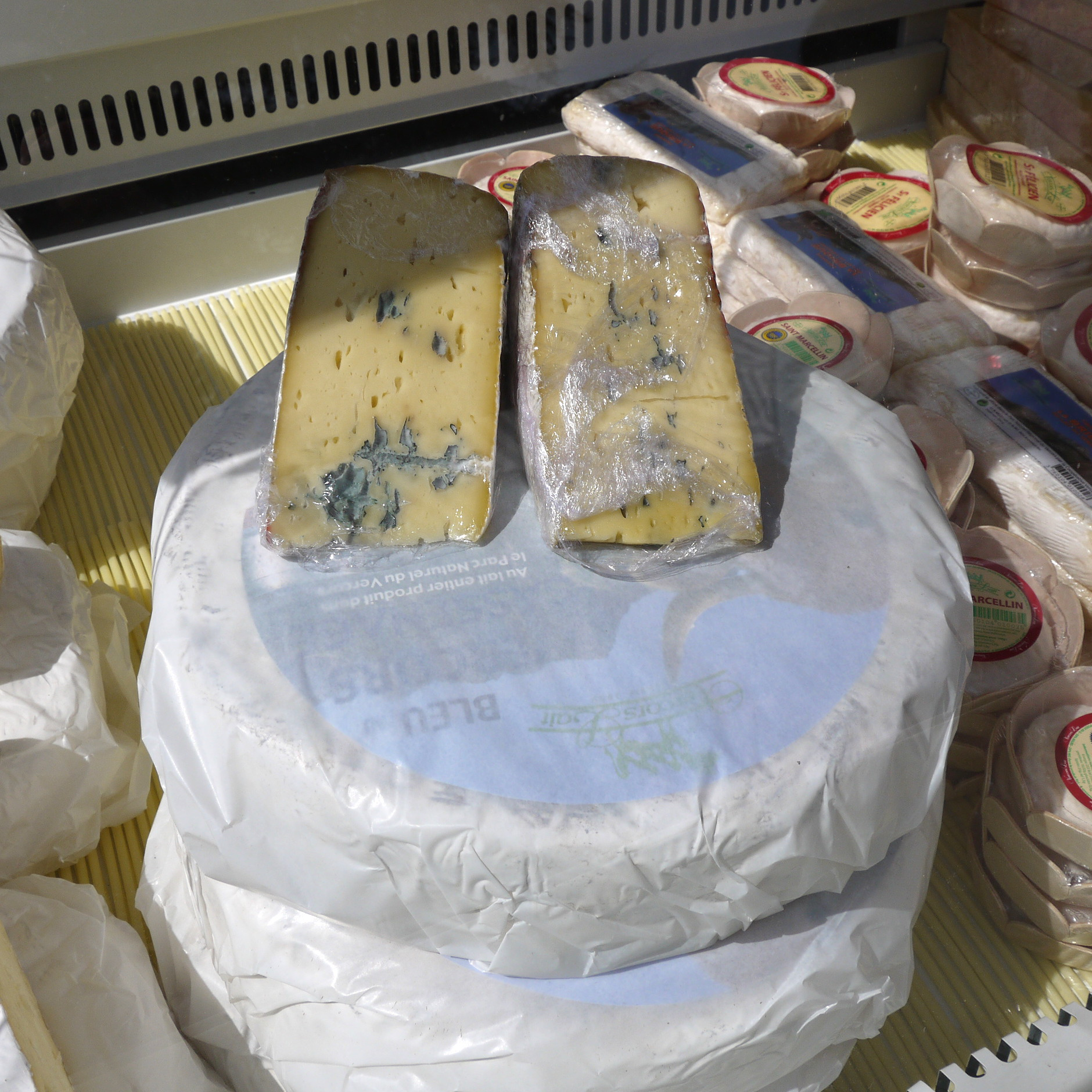
Étalage de bleus du Vercors-Sassenage.

Le bleu de Sassenage fut originellement fabriqué par des moines et dès 1338, le baron de Sassenage en autorisa sa commercialisation. D'autres sources disent que le fromage des montagnes de Sassenage était remis en guise d'impôts au seigneur de Sassenage par les paysans chargés de la production locale.
Ce fromage bénéficie d'une appellation d'origine contrôlée (AOC) depuis le 30 juillet 1998, et une association, la « confrérie du Bleu », organise la promotion de ce produit culinaire au-delà de la région elle-même.
L'aire géographique de production du lait et d'élaboration des fromages, située à l'intérieur du Massif du Vercors, couvre treize communes de la Drôme et quatorze communes de l'Isère.
Ce produit est lié à la production de lait local et de la race bovine qui est spécifique au territoire de la commune de Villard-de-Lans, réputée également pour sa viande.
Chaque année, ce fromage fait l'objet d'une fête attachée à sa fabrication. Cette festivité transhume chaque année sur un village différent du parc du Vercors. La ville de Sassenage a hébergé les stands et l'exposition consacrée à ce fromage en 2012.

### Patrimoine et tradition orales

#### Le patois local

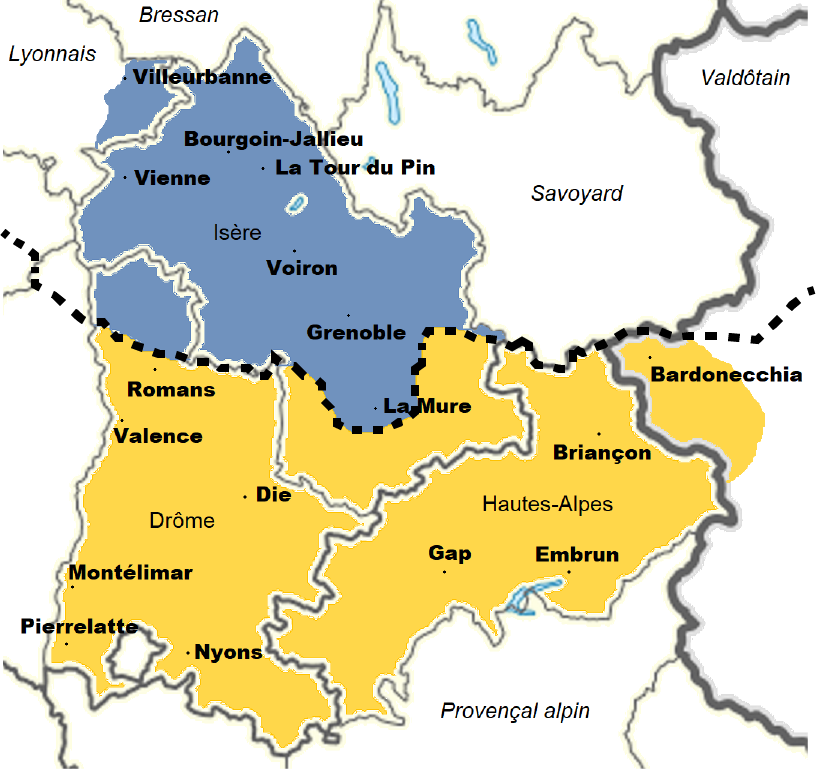
Carte linguistique du Dauphiné : le dauphinois est un dialecte arpitan parlé dans le Nord du Dauphiné. La moitié sud du Dauphiné est quant à elle du domaine linguistique de l'occitan et de son dialecte local, le vivaro-alpin.

Le territoire de Sassenage se situe au nord-ouest de l'agglomération grenobloise, dans le Grésivaudan, et donc au sud de la zone des parlers dauphinois, dialecte qui appartient au domaine du francoprovençal ou arpitan au même titre que les dialectes savoyards, vaudois, Valdôtains, bressans et foréziens.
Historiquement, l'idée du terme francoprovençal, attribué à cette langue régionale parlée dans le quart centre-est de la France, différent du français, dit langue d'oïl et de l'occitan, dit langue d'oc, est l'œuvre du linguiste et patriote italien Graziadio Isaia Ascoli en 1873 qui en a identifié les caractéristiques, notamment dans le Vercors.
Toutefois, par le passé, l'influence des patois occitans, parlés dans les territoires du Vercors drômois, très proches, ont pu jouer un rôle sur l'évolution de la langue des paysans locaux des « montagnes de Sassenage », dit aussi « Pays des Quatre-Montagnes » qui est depuis plus de deux siècles un territoire de transhumance.

#### Les contes locaux et les légendes sassenageoises
Il existe encore quelques ouvrages qui relatent les contes et les légendes du Dauphiné, du Vercors et du Grésivaudan, y compris pour le pays qui fut la montagne de Sassenage.
Le plus connu, un ouvrage notable, fruit d'une recherche importante, a été écrit par Charles Joisten (1936-1981), ancien  conservateur du Musée dauphinois du Conseil départemental de l'Isère situé à Grenoble, et qui relate de nombreuses légendes locales dont notamment des histoires de loups-garous et de fées, la plus connue d'entre elles se dénomme Mélusine.

##### La fée Mélusine

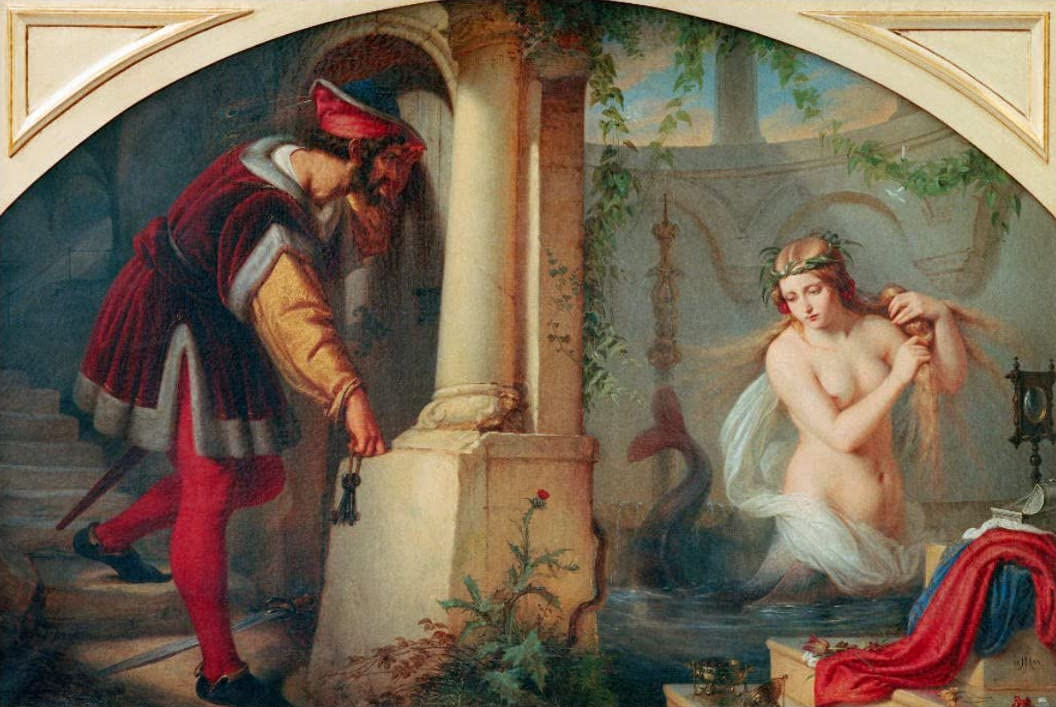
La fée Mélusine, par Julius Hübner.

Mélusine, dont le personnage est représenté sur la façade du château de Sassenage, est une femme légendaire originaire du Poitou, souvent vue comme fée, image célèbre des contes populaires et chevaleresques du Moyen Âge qui, étymologiquement, signifie « merveille » ou « brouillard de la mer ». Pour les Lusignan, on l’appelle « Mère Lusigne » (la mère des Lusignans), fondatrice de leur lignée. Dans le dictionnaire Littré, elle est appelée « Merlusigne », ce qui pourrait faire penser à une connotation aquatique.
À Sassenage, et selon un récit relaté par l'écrivain et historien grenoblois Nicolas Chorier, ce personnage est une sirène qui vit dans les « Cuves de Sassenage », depuis que son mari l'a surprise au bain, un samedi alors qu'elle subissait sa malédiction, c'est-à-dire, d'être mi-femme mi-poisson un jour par semaine. Celle-ci ne pouvant, dès lors, reprendre sa forme initiale de femme reste prisonnière de la grotte, se faisant de temps en temps entendre dans les « cuves » et annonçant, dit-on, trois jours avant, la mort de ses descendants, membres de la famille de la Maison de Sassenage, les Béranger. Ses larmes se sont transformées en petits galets réputés « magiques » dénommées également « pierres d'hirondelle » et qui soignaient les troubles ophtalmiques.

##### Le prince Zizim
Né en 1459 à Andrinople, ce prince, frère du sultan Bayezid II (dit Bajazet) et fils de Mehmed II, septième sultan ottoman, a bien existé, mais Guy Allard, avocat au parlement de Grenoble érudit et historien du XVIIe siècle av. J.-C., contemporain de son collègue Nicolas Chorier et qui rivalisa avec lui pour être consacré comme l'historien émérite du Dauphiné, narre dans un de ses récits qualifié d'historique et dénommé « Zizimi prince ottoman, amoureux de Philippine-Hélène de Sassenage », les aventures romancées de ce prince ottoman retenu prisonnier en Dauphiné et tombé amoureux de la belle Philippine de la famille des Bérganger-Sassenage lors d'un tournoi qui se déroula à Romans-sur-Isère.

##### Les «Cuves», bouche de l'enfer de Dante

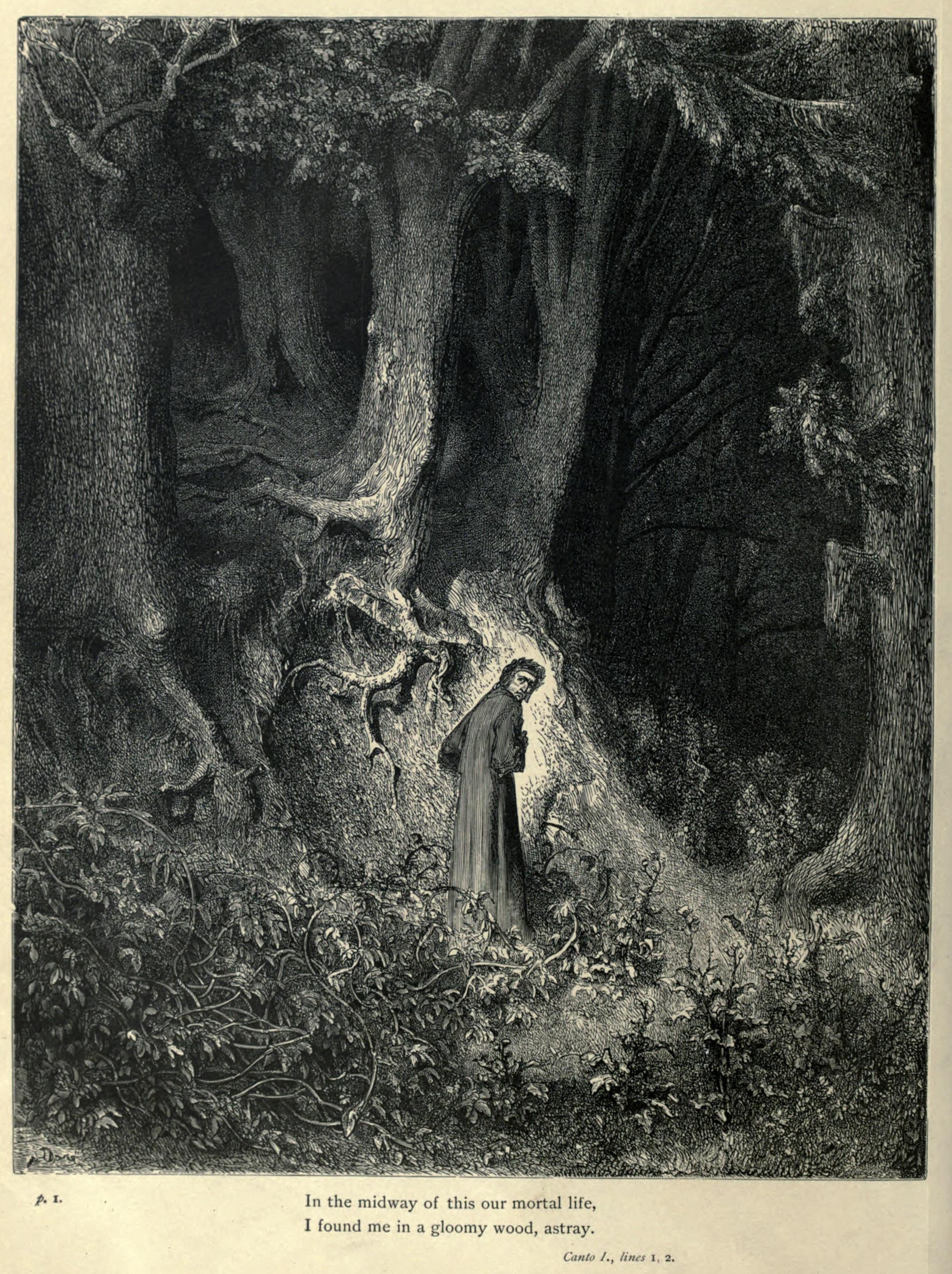
L'Enfer, illustré par Gustave Doré (1861).

Depuis la fin du fond du Moyen Âge, les cuves, classées quatrième merveille du Dauphiné dans le rang des Sept merveilles du Dauphiné. Selon une croyance de cette même époque, cette grotte qui rejetait les eux bouillonnantes d'un torrent dénommé le Germe ne pouvait qu'être une des portes de l'Enfer.
Le très célèbre poète italien Durante Allighieri, plus connu sous son prénom abrgégé de Dante, se serait inspiré des galeries intérieures des Cuves de Sassenage pour décrire dans son récit la Divine Comédie et notamment sa première partie sur L'Enfer, écrite en 1307 et 1321. Cependant, selon l'ouvrage de Patrick Ollivier-Elliot, écrivain spécialiste de l'Histoire du Dauphiné, dénommé Vercors safari-patrimoine, il semble qu'il y ait tout de même une incohérence de dates entre l'époque de Dante et la date à laquelle les premiers visiteurs auraient visité ces galeries.

##### Les Cuves, «prophètes en leurs pays»
Selon Pierre Minvielle, écrivain français spécialisé dans la montagne et la spéléologie, auteur du Guide de la France souterraine chez l'éditeur Tchou en 1970, qui explique dans ce livre, au travers d'un article consacré aux cuves, que les paysans de Sassenage et des environs venaient vérifier, au début de chaque année (généralement, l'Épiphanie) la quantité d'eau que recevaient les deux principales cuves de forme cylindrique qui occupent l'entrée de la grotte durant cette période et ceux-ci déduisaient, selon le taux de remplissage de l'une ou de l'autre, si la récolte de blé va être abondante ou si la vigne va donner du bon vin.

### Personnalités liées à la commune

#### Personnalités historiques

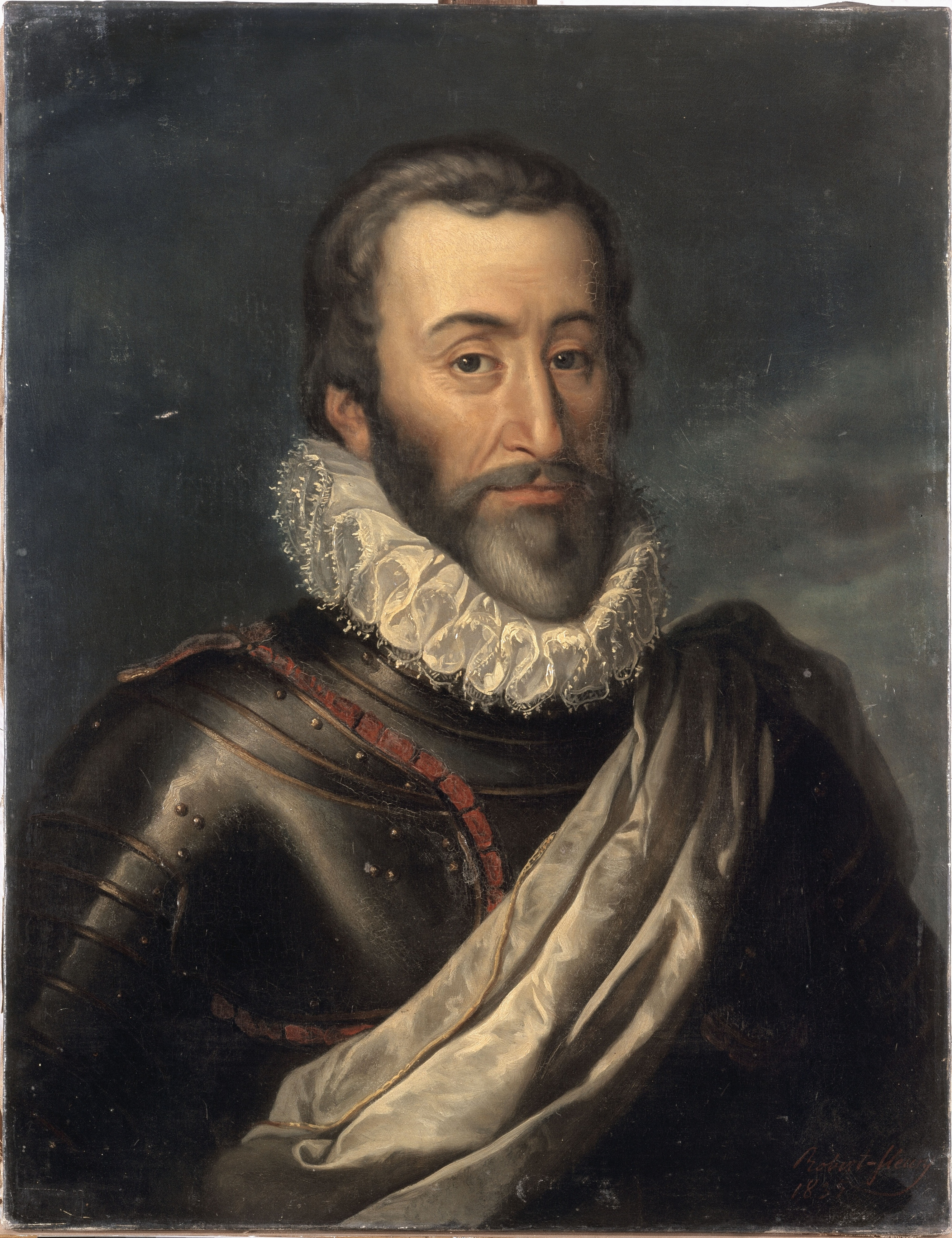
François de Bonne, duc de Lesdiguières, par Joseph-Nicolas Robert-Fleury (1797–1890).

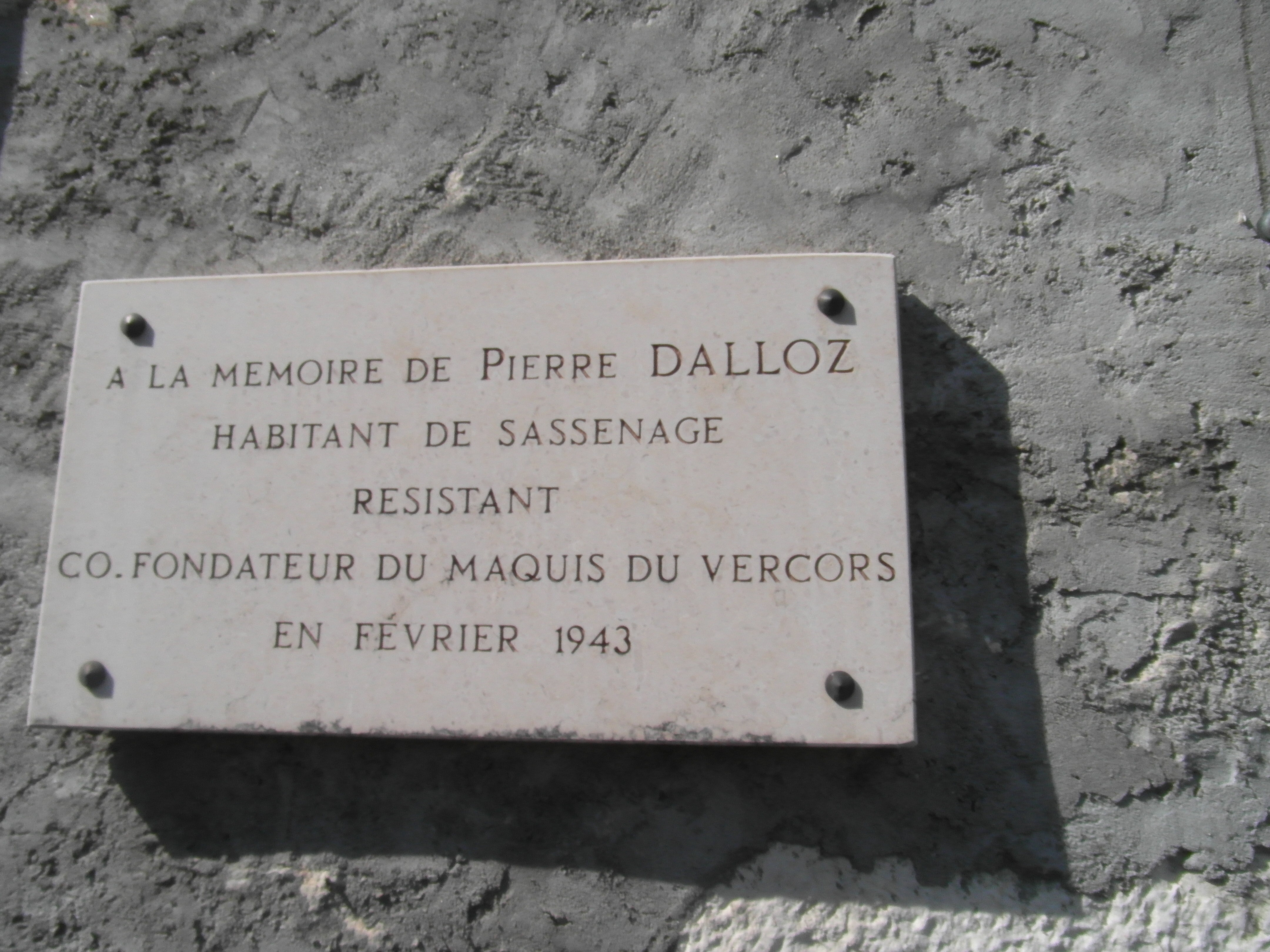
Plaque dédiée à Pierre Dalloz à Sassenage.

- Henri II de Sassenage dit « Henri le Roux » (1381-1424) : baron de Sassenage de 1399 à sa mort. Il était fils d'Aymar de Sassenage (frère du baron François II) et d'Humilie Aynard. Au retour d'un pèlerinage en Terre Sainte, il se range au côté du roi Charles VII contre la menace anglaise et trouve la mort en 1424 à la bataille de Verneuil, à la tête de troupes dauphinoises.
- Marguerite de Sassenage, dite « dame de Beaumont » (avant 1424-1471) : fille de Henri Le Roux, baron de Sassenage et d'Antoinette de Saluces. Veuve en 1470 d'Amblard de Beaumont, seigneur de Montfort et donc de Crolles dans la vallée du Grésivaudan. Elle sera deux ans durant, la maîtresse du Dauphin, le futur Louis XI, avec qui elle aura trois filles qui seront toutes légitimées.
- François de Bonne de Lesdiguières, (1543-1626) : militaire français du XVIe siècle et du début du XVIIe siècle, titré duc de Lesdiguières en 1611, comte de Pont-de-Veyle, seigneur du Glaizil, maréchal de France. Il fut également le dernier connétable de France entre 1622 et 1626. Il mourut à Valence cette dernière année d'une attaque de fièvre violente et il fut inhumé dans l'église Saint-Pierre de Sassenage. Son mausolée se situe, quant à lui, au musée de Gap[148].
- Raymond de Bérenger, (1811-1875), marquis de Sassenage et homme politique français. Membre élu de la majorité conservatrice, le marquis de Bérenger a soutenu le ministère Guizot et la royauté de Louis-Philippe. Lorsque le régime s'effondra, il quitta alors la vie politique.
- Pierre Dalloz (1900-1992), alpiniste, photographe, écrivain et architecte urbaniste français, membre et cofondateur du maquis du Vercors. Grand connaisseur du Vercors, de par sa qualité d'alpiniste, il est le principal initiateur du « plan montagnards », idée reprise par le général Delestraint[149]. Il demeurait aux Côtes-de-Sassenage, sur les pentes nord du Vercors, dans une maison dénommée la Grand-Vigne, qui appartenait à la famille de son épouse, la peintre Henriette Gröll (ci-dessous).
- Jean Prevost, (1901-1944), écrivain et journaliste français, organisateur du maquis du Vercors en 1944 et dont la cité scolaire de Villard-de-Lans porte le nom. Il fut tué les armes à la main sous le nom de « Capitaine Goderville » dans une embuscade alors qu'il quittait le maquis du Vercors. Il était l'ami du couple Pierre Dalloz et Henriette Gröll.
- Le Dr Antoine-Henri Ducoin, gestionnaire de la manufacture de Sassenage, fait édifier en 1786, à quelques centaines de mètres du château, une grande demeure qui sera dénommée le château des blondes et qui abrite aujourd'hui les services de l'hôtel de ville[150].

#### Personnalités artistiques
- Pierre-Jean de Béranger, alias Béranger (1780-1857), chansonnier français prolifique qui remporta un énorme succès à son époque, sous la Restauration. Malgré le fait qu'il soit né à Paris, il est un descendant direct de la Maison de Sassenage.
- Henri Blanc-Fontaine (1819-1897), peintre français mort à Sassenage. C'est un portraitiste et un paysagiste, pratiquant également la nature morte et parfois rattaché à l'école dauphinoise. En 1868, il est chargé avec son ami Diodore Rahoult de la décoration du vestibule du musée-bibliothèque de Grenoble. Il fit partie du groupe de peintres se réunissant à Proveysieux.
- Henriette Gröll (1906-1996), artiste peintre décédée dans la commune[151], épouse de Pierre Dalloz, auteure de plus de 1 500 œuvres. Ses tableaux figurent dans plusieurs collections publiques ou privés tant en France, notamment au Centre Georges-Pompidou, que dans de nombreux pays étrangers.
- Eugénie Gruyer-Brielman (1837-1921), grand-mère de la précédente, artiste peintre qui épousa le maire de Sassenage et fut professeure de dessin à Paris.
- Jean Achard est un peintre et un graveur français, né à Voreppe en 1807, et mort à Grenoble le 6 septembre 1884. Ce peintre, lié à l'école lyonnaise de peinture, a représenté Les Côtes-de-Sassenage dans un tableau acquis par le musée Hébert[152].

### Héraldique, logotype et devise
| Blason de Sassenage | Blason  | Burelé d'argent et d'azur au lion de gueules armé, lampassé et couronné d'or brochant sur le tout. |
| Blason de Sassenage | Détails | Le statut officiel du blason reste à déterminer.                                                   |

## Pour approfondir

#### Livres sur Sassenage et ses environs
- Patrick Ollivier-Eliott, "Vercors Safari Patrimoine" pages 175 à 191 sur Sassenage, Montmélian, La Fontaine de Siloé, 2010, 287 p. (ISBN 978-2-84206-484-6)
- Céline Muller, "Sassenage en Dauphiné", Tours, Alan Sutton, 2005 (ISBN 978-2-84253-911-5)

#### Livres sur les Cuves de Sassenage
- Pierre Minvielle, Guide la France souterraine, page 376 à 380, Paris, Tchou, 1970

#### Livres sur le château de Sassenage
- Lise Soulbieu, Le Château de Sassenage : gardien de la mémoire familiale, Grenoble, PUG, 2015, 79 p. (ISBN 978-2-7061-2396-2)
- Pierre Faucheux, Merveilles des châteaux de Savoie et du Dauphiné, Paris, Hachette, 1972 (ASIN B000MEG5O4)